# Candi

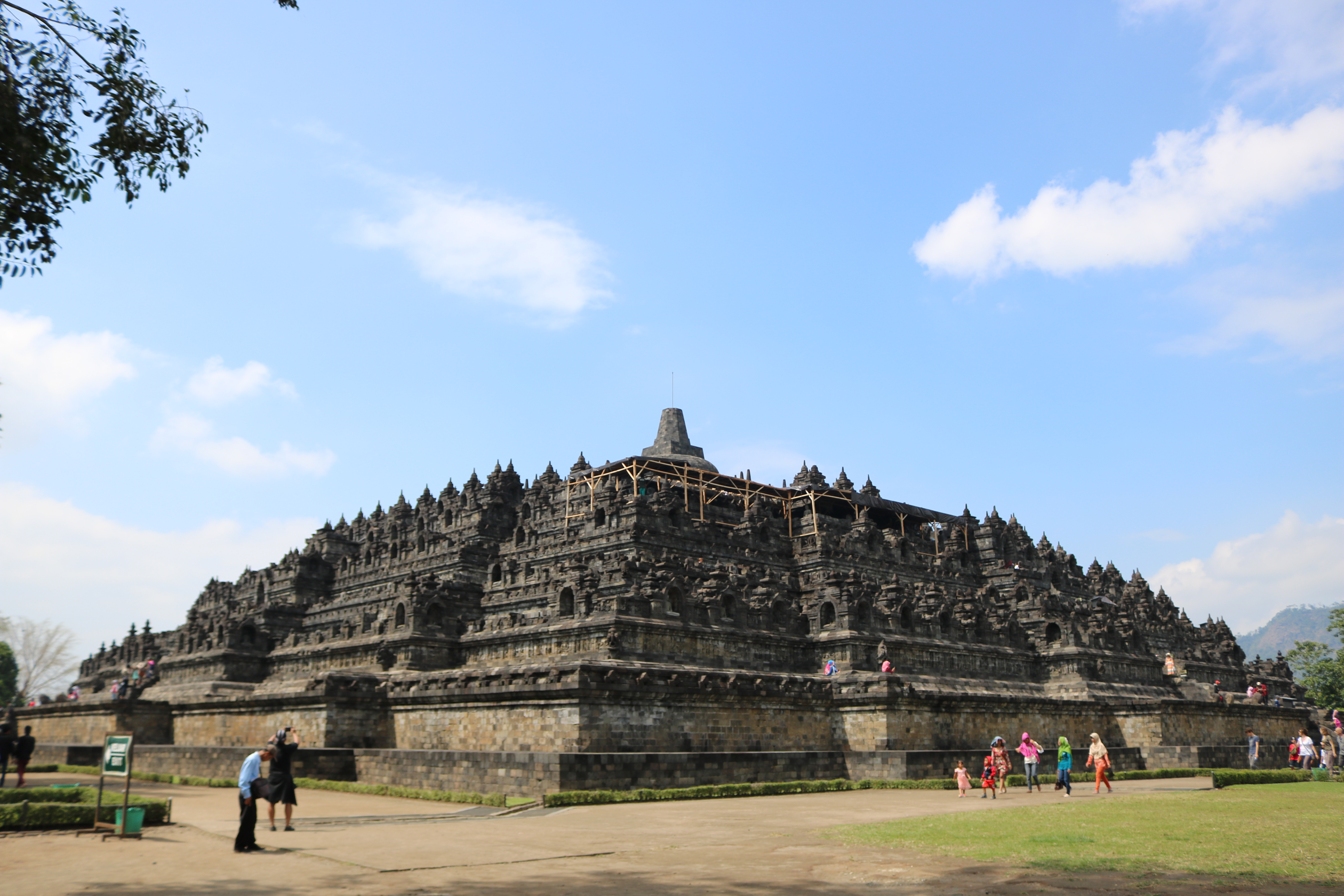
Candi Borobudur

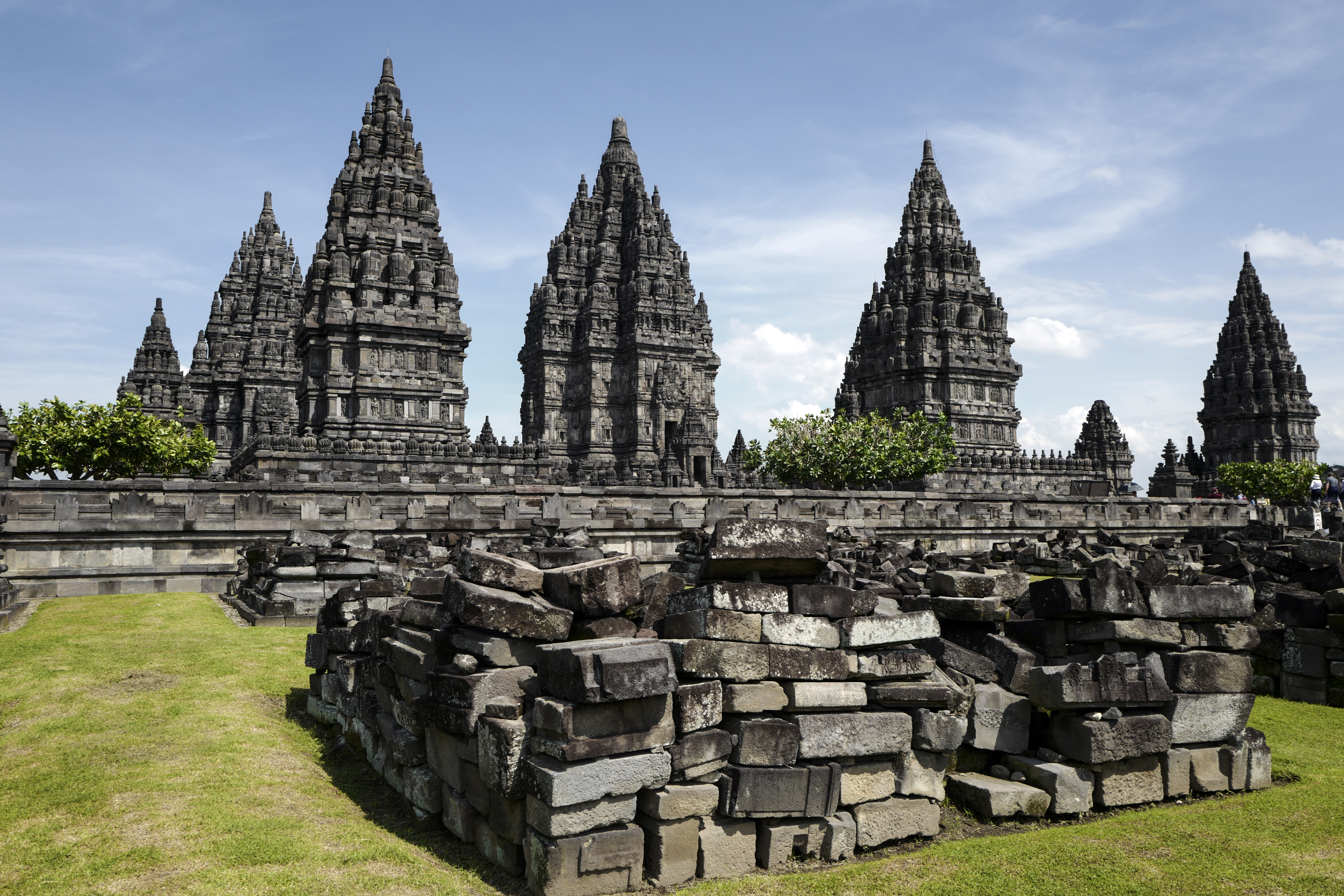
Candi Prambanan

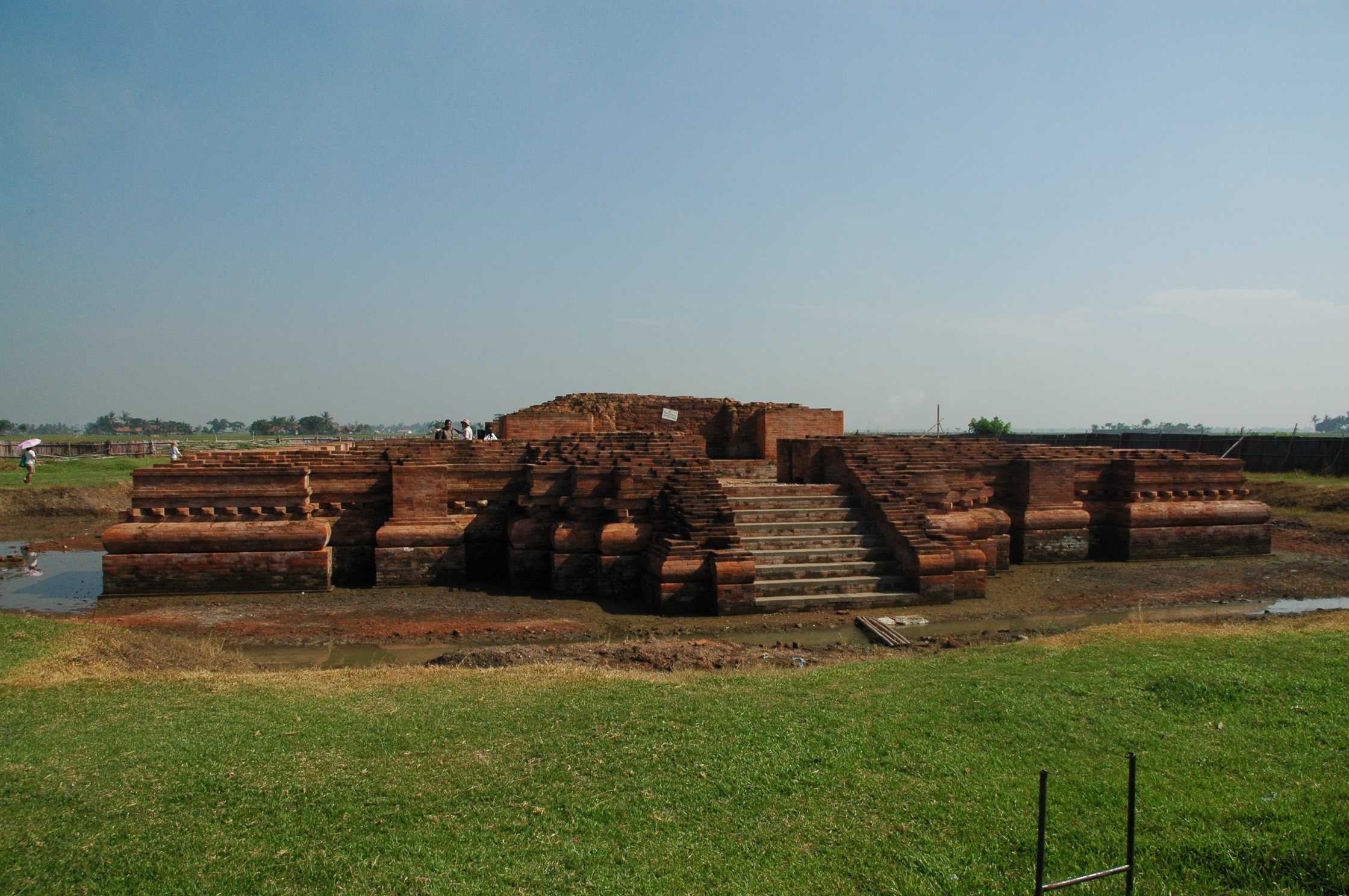
Candi Blandongan, um dos candis mais antigos, provavelmente do século VI, em Batujaya, Java Ocidental

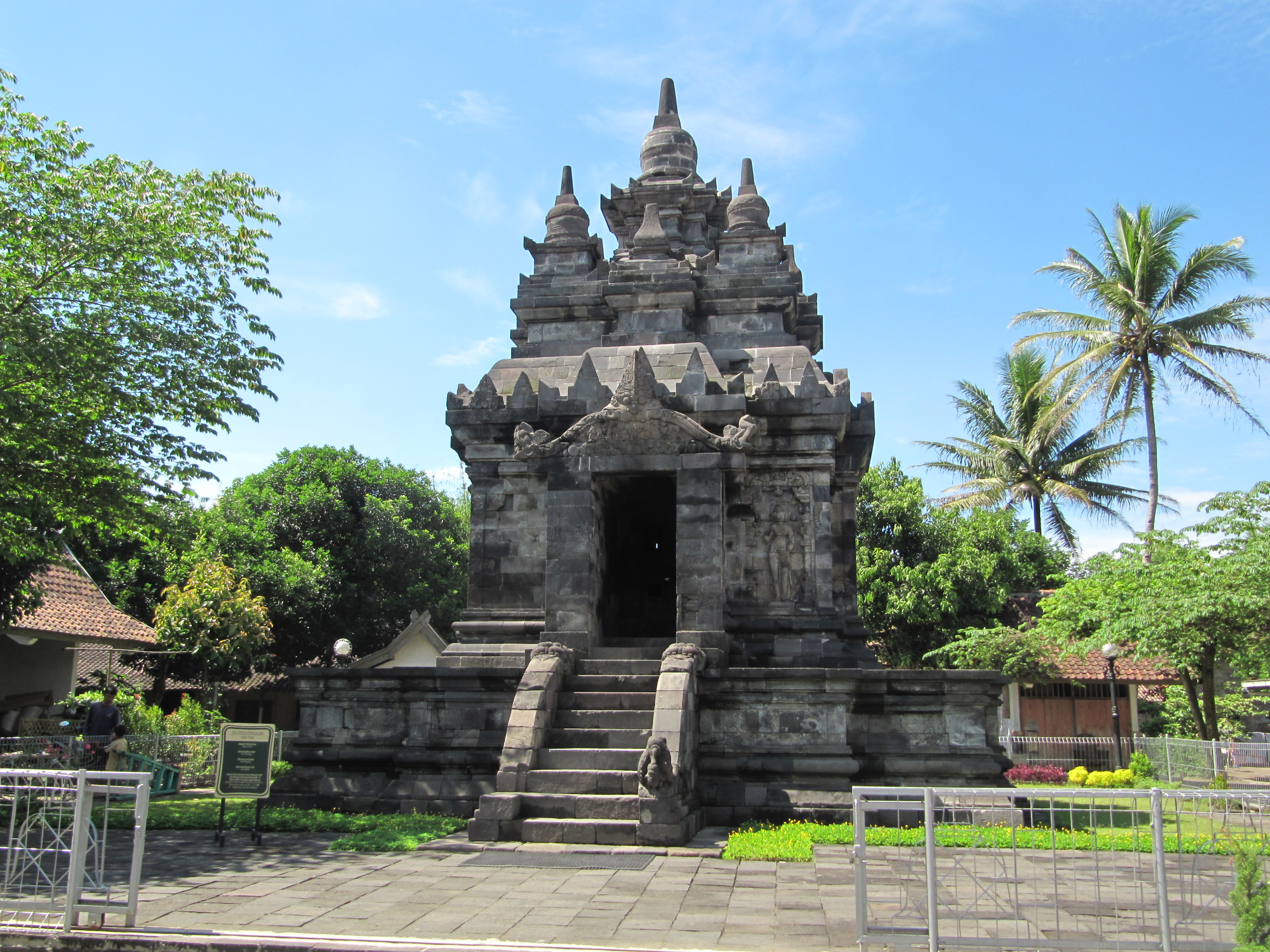
Candi Pawon, início do século IX

Candi é a designação local dos templos hindus e budistas construídos sobretudo durante o período Zaman Hindu-Buddha (ou da indianização), entre os séculos IV e XV, na Indonésia.
O Grande Dicionário da Língua Indonésia define candi como um antigo edifício de pedra usado para cultos religiosos ou para guardar cinzas de reis e sacerdotes budistas e hindus. Os arqueólogos indonésios descrevem os candis como estruturas sagradas do passado hindu e budista, usadas para cerimónias e rituais religiosos na Indonésia. No entanto, o termo é também frequentemente aplicado a antigas estruturas seculares, como portões, ruínas urbanas, tanques e locais de banho, enquanto que os santuários que servem especificamente como túmulos são chamados cungkup.
Na arquitetura hindu do Bali, o termo candi refere-se a uma estrutura de pedra ou de tijolo com um santuário com uma só cela, com pórtico, entrada e escadas, encimado por um telhado piramidal, situado num pura (templo ou complexo religioso hindu). A maior parte dos candis balineses foram inspirados nos templos de Java Oriental e funcionam como santuário de uma divindade. Para os balineses, um candi não é necessariamente antigo, pois continuam a ser construídos ou reconstruídos candis nos puras, como é o caso do templo reconstruído em Alas Purwo [en], na regência de Banyuwangi [en] de Java Oriental.
Na perspetiva budista contemporânea indonésia, candi refere-se a santuários antigos ou novos. Por exemplo, há várias viaras contemporâneas na Indonésia que contêm réplicas em tamanho real de templos budistas famosos ou são reconstruções de antigos templos, como as réplicas do Candi Pawon e das perwaras (pequenos templos) de Plaosan [en]. No budismo, o papel de um candi como santuário é por vezes intermutável com o de uma estupa, uma estrutura em abóbada para guardar relíquias budistas or cinzas de sacerdotes budistas, patronos ou benfeitores. Borobudur, Muara Takus [en] e Batujaya [en], por exemplo, são de facto estupas muito elaboradas.
Na língua indonésia moderna , a designação de candi é igualmente aplicada aos antigos templos do Camboja (como Angkor Wat), Vietname, Tailândia, Birmânia e Índia.

## Terminologia
Entre os séculos VII e XV, foram construídas centenas de estruturas religiosas em tijolo e em pedra em Java, Sumatra e Bali. Estas são chamadas candi. O termo refere-se a outras estruturas pré-islâmicas, incluindo portões e até locais de banho, mas a sua principal manifestação é o santuário religioso.

— R. Soekmono 
Na literatura de arte, o termo candi é geralmente aplicado a uma estrutura baseada no tipo de santuário indiano com uma só cela, encimado por uma torre piramidal e com um pórtico. Candi é o prefixo de muitos templos em forma de montanha da Indonésia, construídos como uma representação do mitológico monte Meru, a morada dos deuses e epítome do universo. No entanto, o termo candi é também aplicado a muitas estruturas não religiosas do mesmo período hindu e budista da Indonésia, como gopuras (portões), petirtaans (tanques) e alguns complexos habitacionais. Como exemplos de candis que não são templos podem apontar-se os portões de Bajang Ratu e Wringin Lawang de Majapait, o tanque de banhos Candi Tikus em Trowulan [en] e Jalatunda nas encostas do  monte Penanggungan [en], ou restos de estruturas de habitação ou urbanas como Ratu Boko ou algumas ruínas de Trowulan.
É provável que em Java os templos se chamassem originalmente प्रासाद; romaniz.: prāsāda prāsāda (em sânscrito: प्रासाद), como acontece na  inscrição de Manjusrigrha, datada de 792 d.C., que menciona "Prasada Vajrasana Manjusrigrha" referindo-se ao templo de Sewu [en]. O termo prasada [en] refere-se a uma oferenda sagrada ou sacramento hindu e está relacionado com o termo tailandês e cambojano prasat, que se refere à estrutura em forma de torre num templo.

## Etimologia
Na perspetiva hindu, acredita-se que o termo candi deriva de Chandi [en] (ou Caṇḍīka), uma das manifestações da deusa guerreira e da morte Durga. Isso sugere que na antiga Indonésia, os candis tinham funções mortuárias e estavam ligados à vida após a morte. A associação do nome candi, candika ou durga com os templos hindu-budistas é desconhecido na Índia e noutras partes do Sudeste Asiático fora da Indonésia, como o Camboja, Tailândia ou Birmânia.
Outra teoria, da perspetiva budistam sugere que o termo candi pode ser uma forma localizada da palavra páli cedi (em sânscrito: caitya), que está relacionada com o termo tailandês chedi, sinónimo de estupa e pode também estar relacionado com o bodisatva Cundi [en].
Os historiadores sugerem que os antigos templos de Java eram também usados para guardar as cinzas de reis e membros da realeza que eram cremados, o que está de acordo com o conceito budista das estupas como estruturas para guardar relíquias budistas, que incluem cinzas e restos mortais de sacerdotes, reis budistas ou patronos do budismo. A estátua da divindade guardada na garbhagriha (câmara principal) do templo é frequentemente modelada a partir do rei morto e é considerada uma personificação divinizada do rei representado como Vixnu ou Xiva, de acordo com o conceito de devaraja. Um exemplo disso é a estátua de Airlangga, rei de Kahuripan de Java Oriental do século XI, que é retratado como Vixnu cavalgando Garuda no templo de Belahan.

## Arquitetura
A arquitetura dos candis segue as tradições da  arquitetura hindu típica, baseadas no Vastu shastra. O desenho dos templos, especialmente em Java Central, incorpora uma planta de templo em forma de mandala e as típicos enormes coruchéus em forma de torre dos templos hindus. Os candis representam a montanha sagrada Meru, a morada dos deuses. Todo o templo é um modelo do universo hindu, segundo a cosmologia hindu e os níveis de Loka.

### Elementos estruturais
Na estrutura dos candis há uma hierarquia de zonas, que vão desde a menos sagrada até às mais sagradas. Na tradição indiana da arquitetura hindu-budista os elementos são arranjados em três partes, cada uma correspondente a um dos elementos cósmicos. A planta do templo segue a regra de alocação do espaço em três elementos, usualmente identificados como o pé (base), o corpo (centro) e a cabeça (telhado). As três zonas são arranjadas de acordo com uma hierarquia sagrada. cada um dos conceitos hindus e budistas tem os seus próprios termos, mas a essência desses conceitos é idêntica. Tanto a planta (horizontal) do complexo cmo a sua estrutura vertical consistem em três zonas:
- Bhurloka (ou Kāmadhātu no budismo), o domínio mais baixo dos comuns mortais, humanos, animais e também demónios, onde os humanos ainda estão ligados à luxúria, desejo e forma de vida não santa. O pátio exterior e a base de cada templo simboliza o Bhurloka.
- Bhuvarloka (Rupadhatu no budismo), o domínio intermédio, das pessoas santas, ríshis, ascetas e deuses menores, onde as pessoas começam a vislumbrar a luz da verdade. O pátio intermédio e o corpo de cada templo simboliza o Bhuvarloka.
- Svarloka (Arupadhatu no budismo), o domínio mais elevado e mais sagrado dos deuses, também conhecido como svargaloka. O pátio interior e o telhado de cada templo simboliza o svarloka. Os telhados dos templos hindus são usualmente coroados com uma ratna (joia em sânscrito), uma vajra ou, em Java Oriental, por uma estrutura cúbica. O pináculo dos templos budistas era constituído por uma estupa ou dagoba.

Planta de Borobudur, em forma de mandala
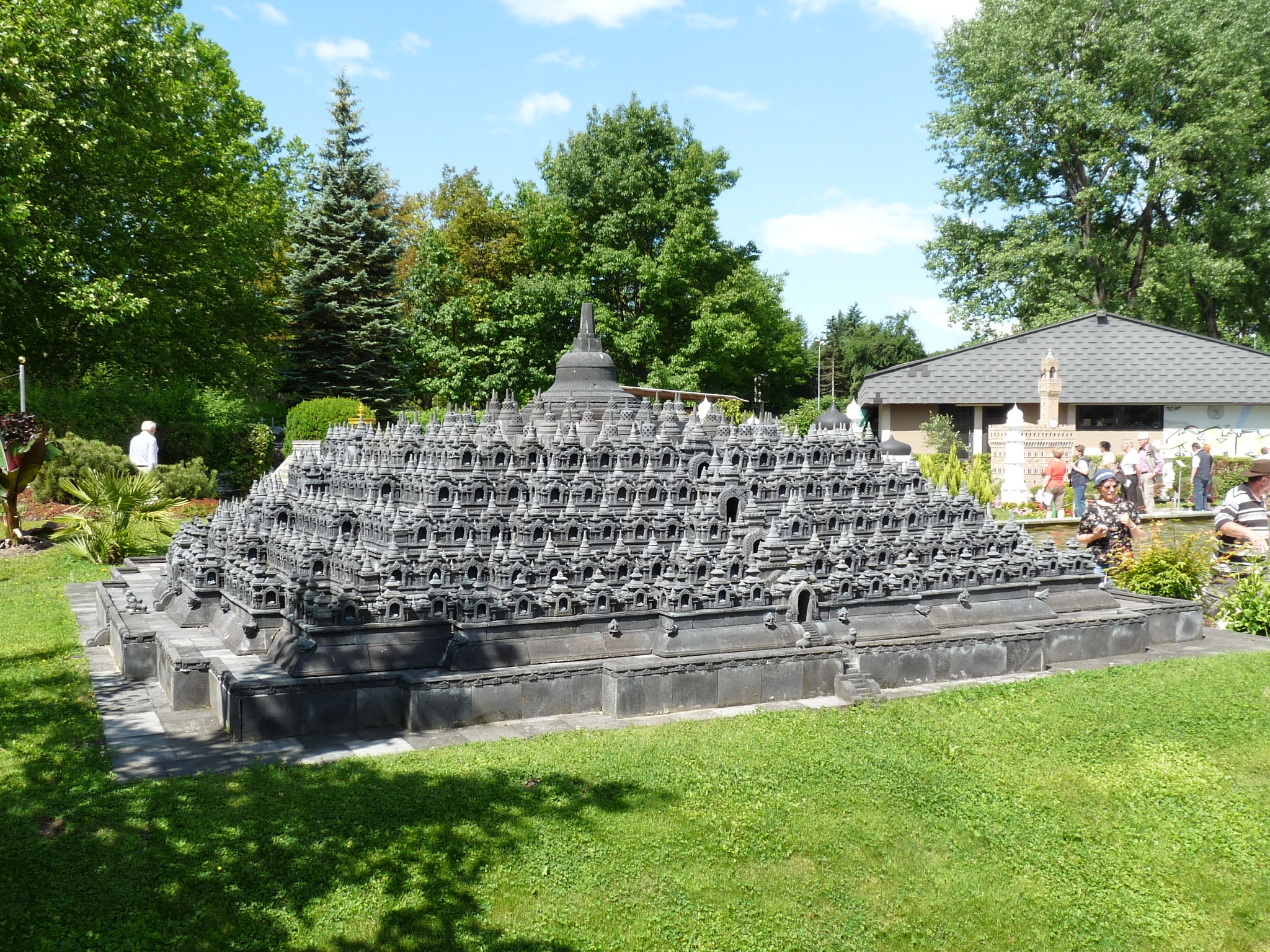
Maquete de Borobudur
Templo de Xiva de Prambanan[★]
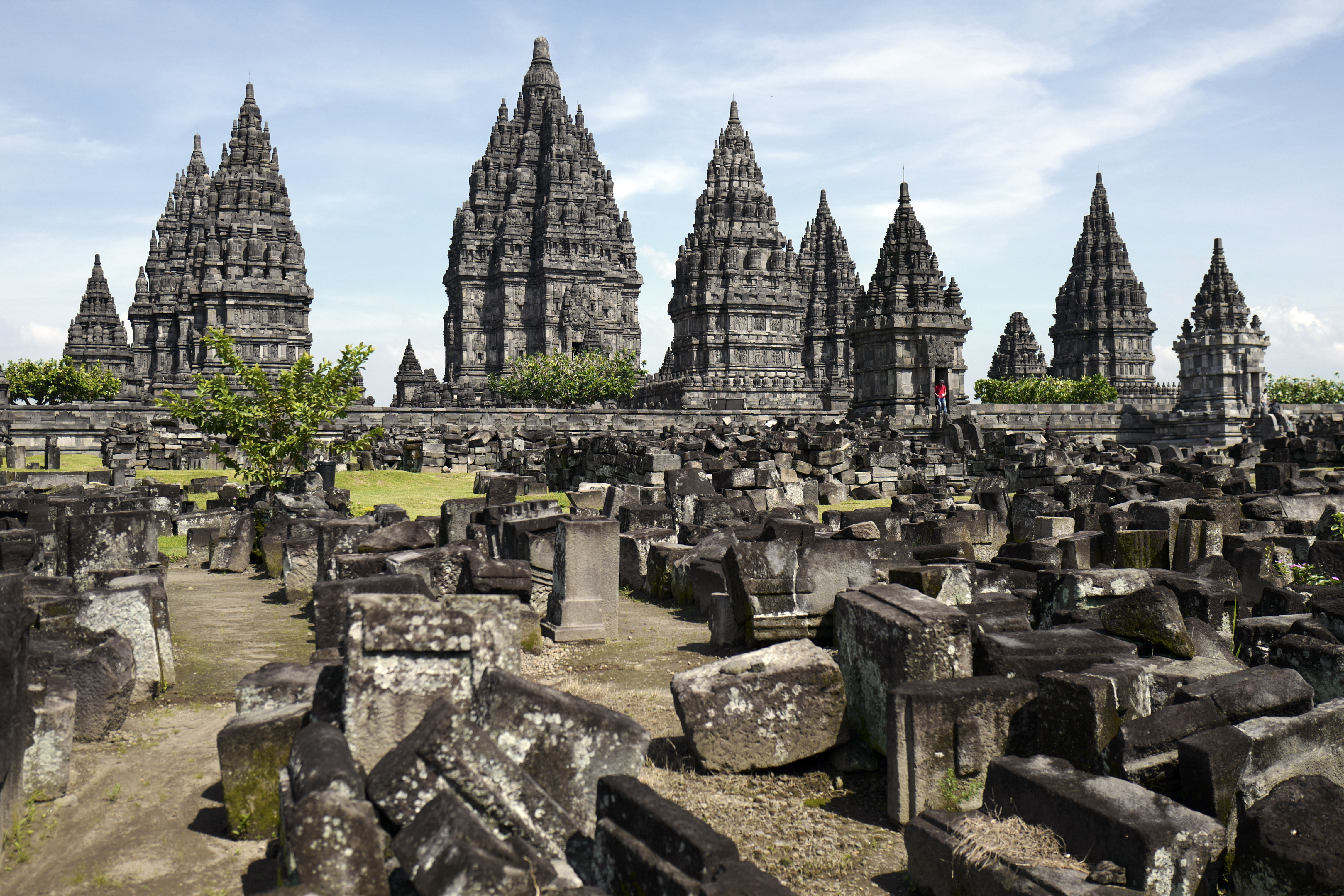
Prambanan

[★] ^ No corte transversal estão assinaladas as três zonas correspondentes aos domínios cósmicos: Bhurloka na base, Bhuvarloka no corpo médio e Svarloka na parte superior.

### Estilo
O arqueólogo indonésio R. Soekmono classificou os estilos de candi em dois grupos principais: o de Java Central, que data sobretudo de antes de 1000 d.C., e o de Java Oriental, posterior a 1000 d.C., que inclui também os templos de Sumatra e do Bali.
| Caraterísticas dos candis                 | Caraterísticas dos candis | Caraterísticas dos candis |
| Partes do templo                          | Estilo de Java Central | Estilo de Java Oriental |
| ----------------------------------------- | --- | --- |
| Forma da estrutura                        | Tendencialmente volumosa e pesada | Tendencialmente esguia e alta |
| Telhado                                   | Apresenta claramente secções em degrau, que geralmente consistem de três partes                                                                                 | As partes múltiplas das secções em degrau formam uma estrutura mais suave |
| Pináculo                                  | Estupa nos templos budistas; ratna ou vajra nos templos hindus                                                                                                  | Cúbico, sobretudo nos templos hindus; estruturas cilíndricas de tipo dagoba (estupa) em alguns templos budistas |
| Ornamentos dos portais e nichos           | Estilo kala-makara; cabeça de Kala de boca aberta sem o maxilar inferior localizada no topo do portal, ligado a uma dupla Makara em cada um dos lados do portal | Cabeça de Kala sorrindo sarcasticamente com a boca completa, com maxilar inferior, localizada no topo do portal; não existem Makaras. |
| Relevos                                   | Muito salientes, com imagens em estilo naturalista | Pouco salientes, com imagens estilizadas similares aos fantoches Wayang do Bali |
| Desenho e localização do templo principal | Mandala concêntrica, simétrica e formal, com o templo principal situado no centro do complexo e rodeado por templos perwara mais pequenos em filas regulares    | Linear e assimétrico, seguindo a topografia do local; o templo principal situa-se na parte mais traseira ou mais distante da entrada, frequentemente na parte mais alta do complexo; os templos perwara situam-se em frente ao templo principal |
| Orientação                                | Geralmente virados para leste | Geralmente virados para oeste |
| Materiais de construção                   | Principalmente andesito | Principalmente tijolo vermelho |

Há exceções em relação materiais de construção, formas e localização a estes traços gerais de desenho. Por exemplo, os templos de Penataran, Jawi, Jago, Kidal e Singasari pertencem ao grupo de Java Oriental mas são de andesito, como os de Java Central. As ruínas dos templos de Trowulan, em Java Central, como Brahu, Jabung e Pari, são de tijolo. O grande templo de Prambanan, em Java Central, é alto e esguio como os de estilo de Java Oriental, mas o telhado é do estilo de Java Central. Há também casos em que a localização não corresponde ao estilo dominante, como por exemplo o Candi Badut, que apesar de situado em Malangue, Java Oriental, é do período (data do século VIII) e estilo de Java Central.
Os complexos mais antigos do norte de Java Central, como os do planalto de Dieng, são mais pequenos e têm apenas vários templos com relevos mais simples, enquanto que os complexos posteriores, como o de Sewu [en], são mais grandiosos, com relevos mais elaborados e de planta concêntrica.
No período Majapait assistiu-se ao revivalismo de elementos megalíticos austronésios, com o pirâmides em degraus (punden berundak). Estes traços de desenho podem ser vistos nos candis de Sukuh e Ceto, no monte Lawu, na parte oriental de Java Central, e nos santuários em escada das encostas do monte Penanggungan, que se assemelham às pirâmides maias.

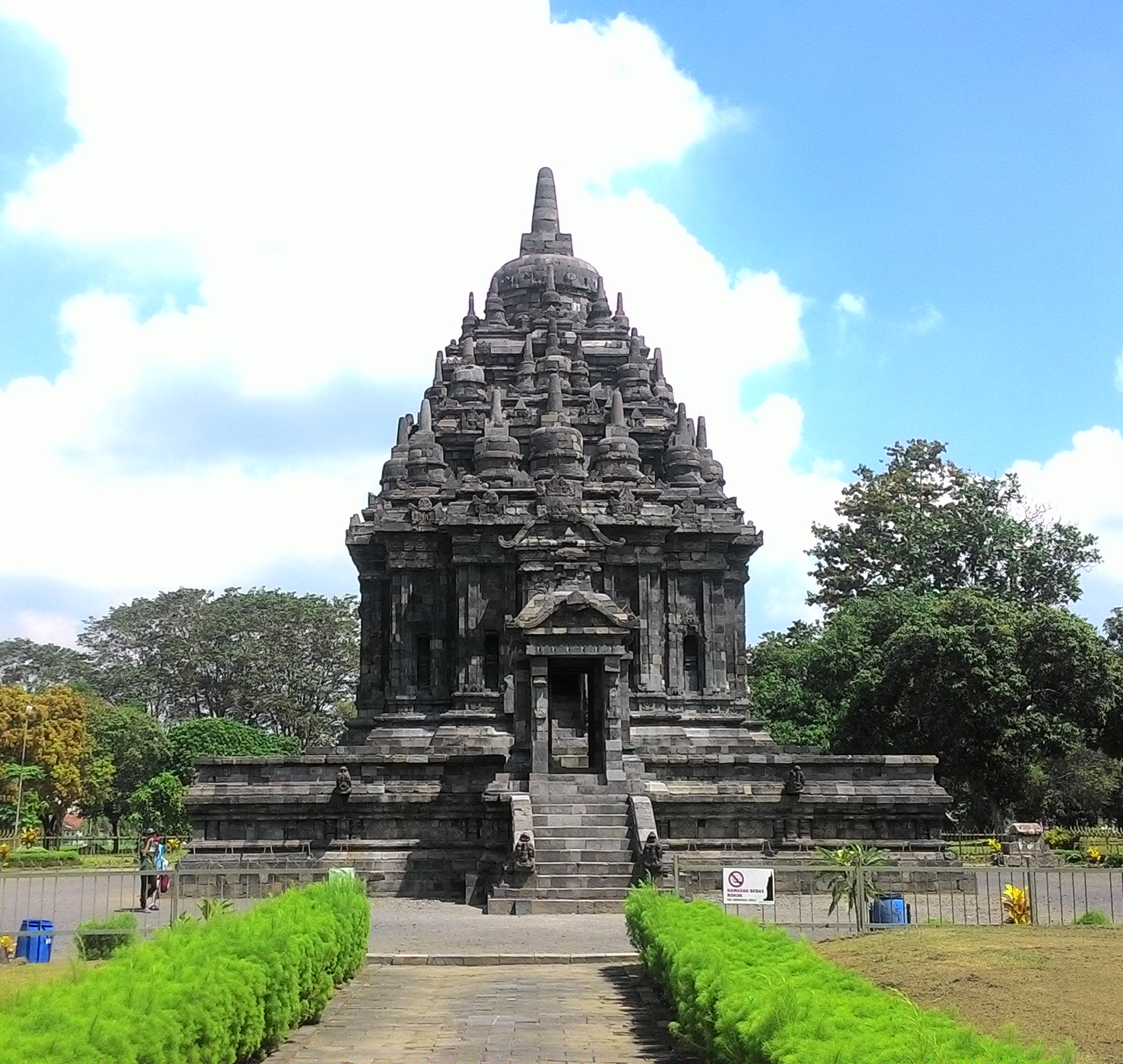
Candi Bubrah [a]
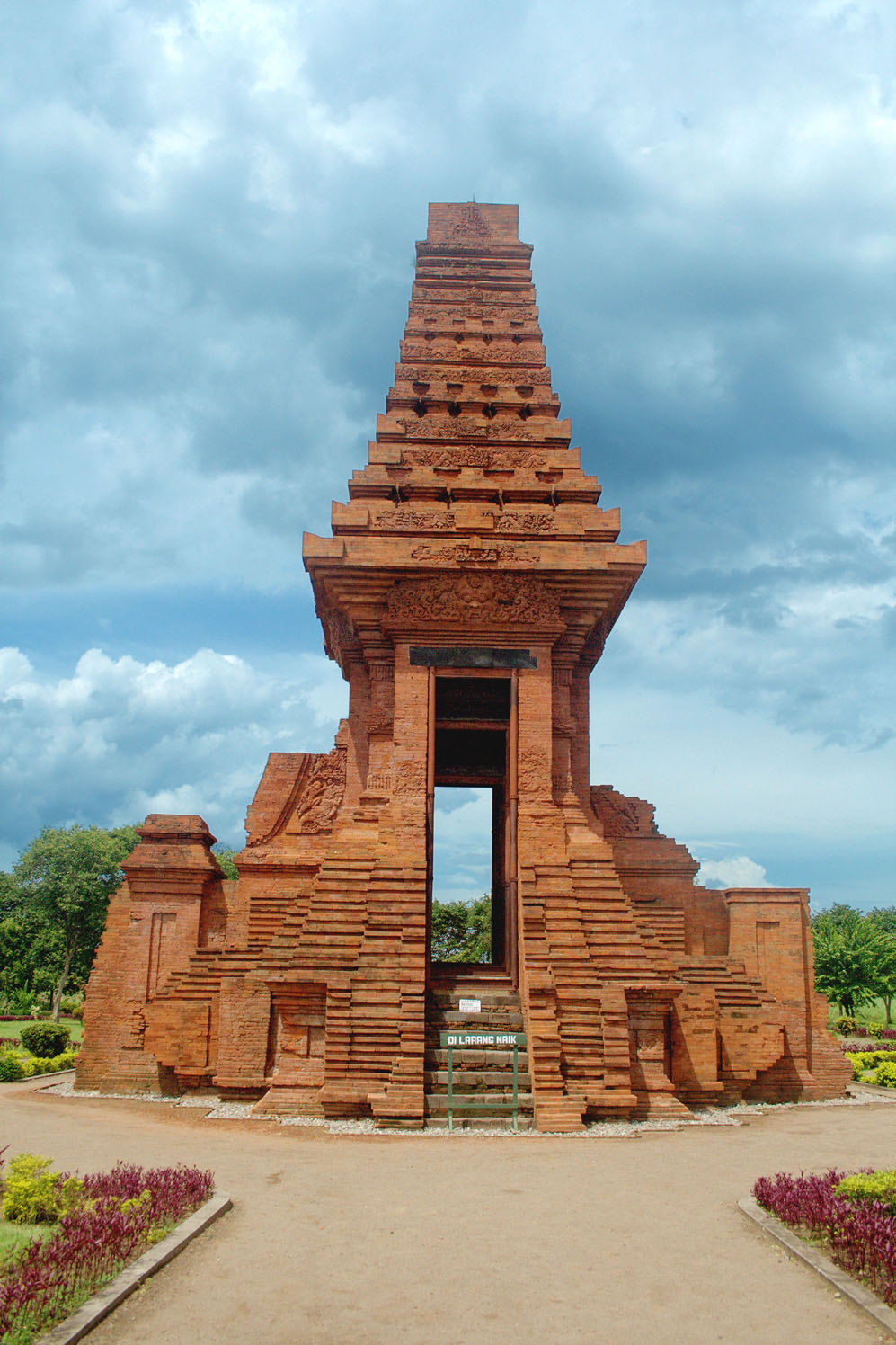
Trowulan [b]
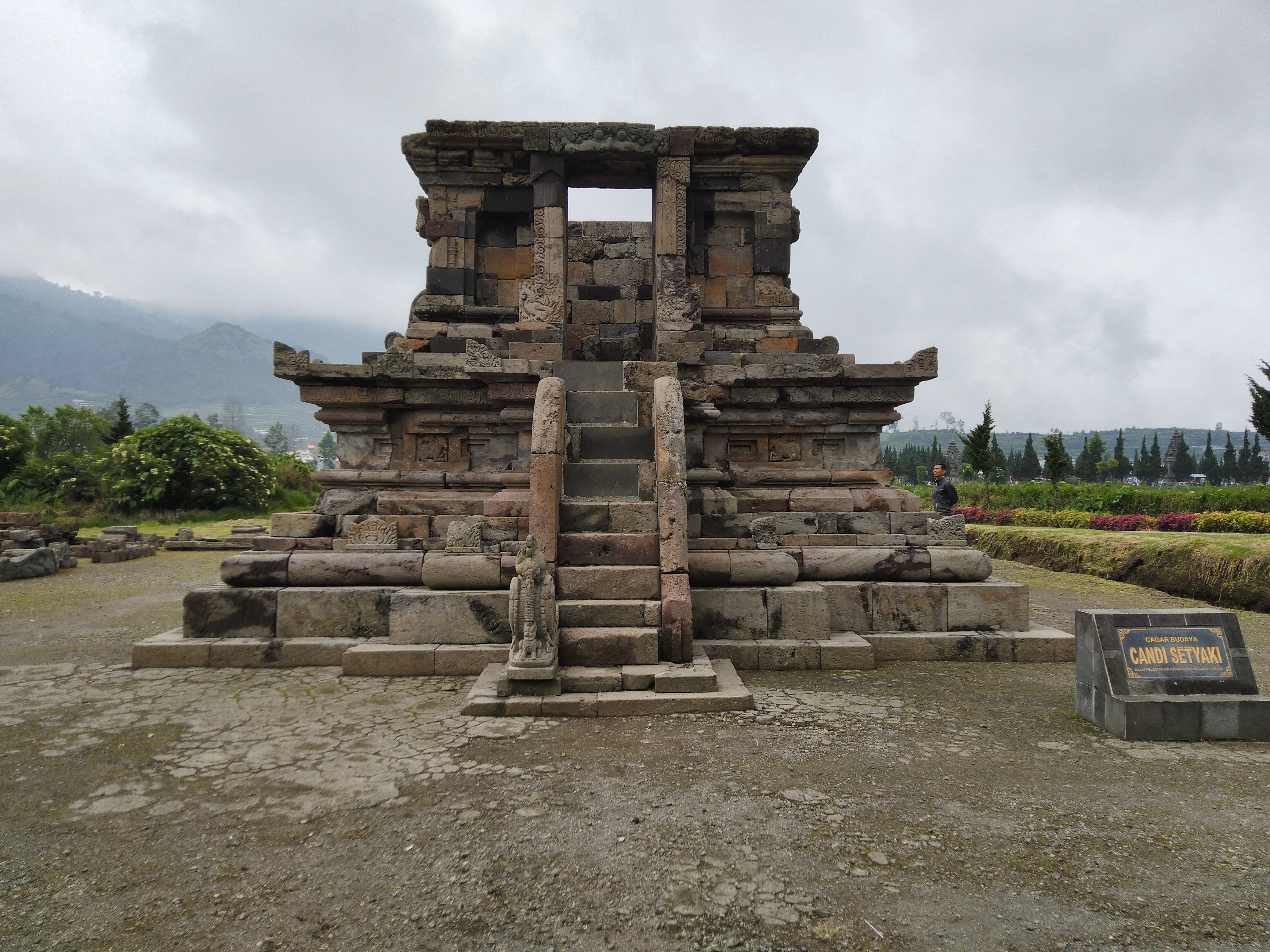
Candi Setyaki, Dieng [c]
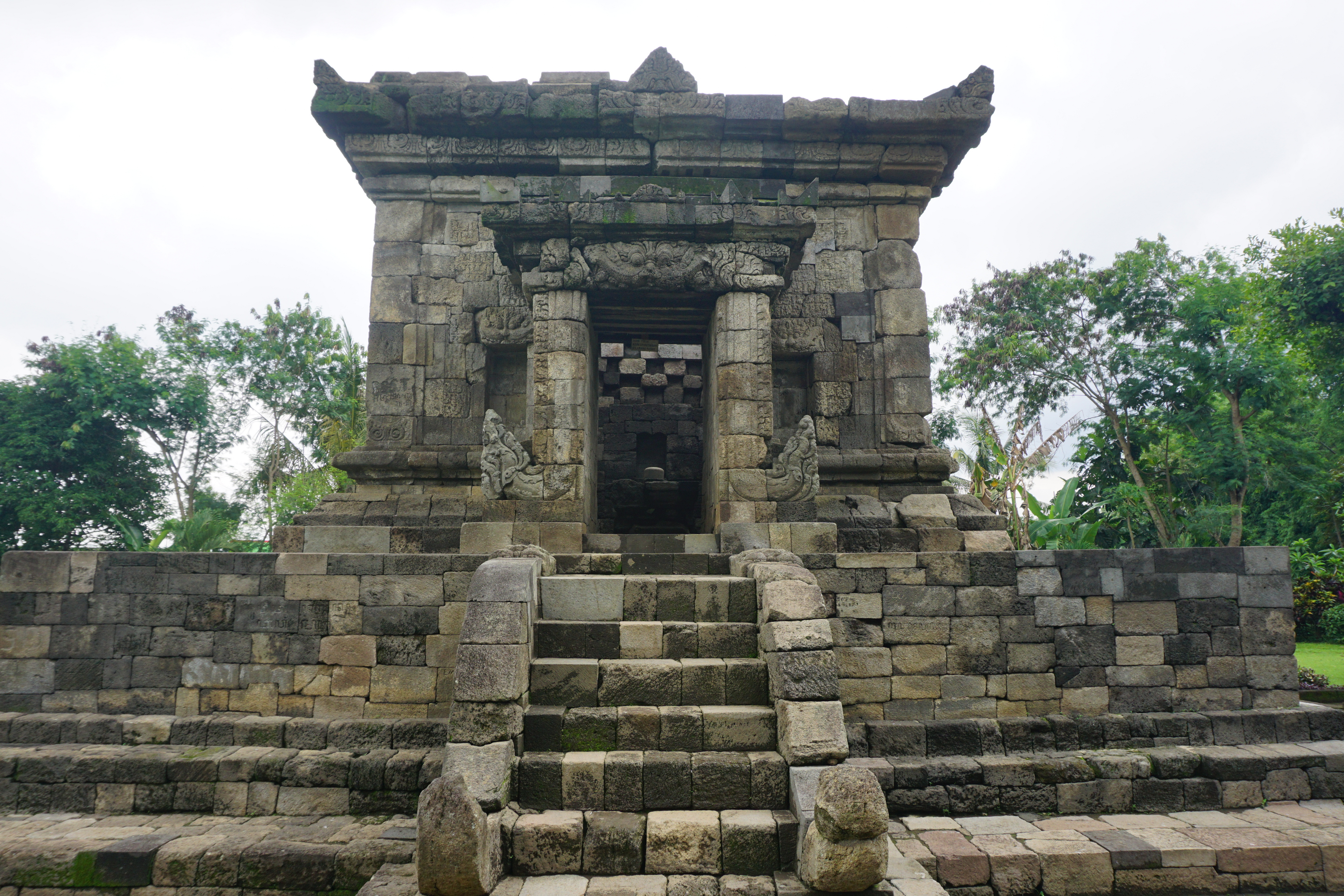
Candi Badut, Malangue [d]

[a] ^ O Candi Bubrah, do século IX, na planície de Prambanan, é um exemplo do estilo de Java Central.
[b] ^ O Candi Bajang Ratu, em Trowulan, regência de Mojokerto, é um exemplo do estilo de Java Oriental.
[c] ^ O Candi Setyaki é um dos templos do conjunto de Gatotkaca dos templos de Dieng, Java Central, um dos complexos de candis mais antigos.
[d] ^ O Candi Badut, do século VIII, apesar de situado em Java Oriental, é de estilo de Java Central.

## Materiais de construção

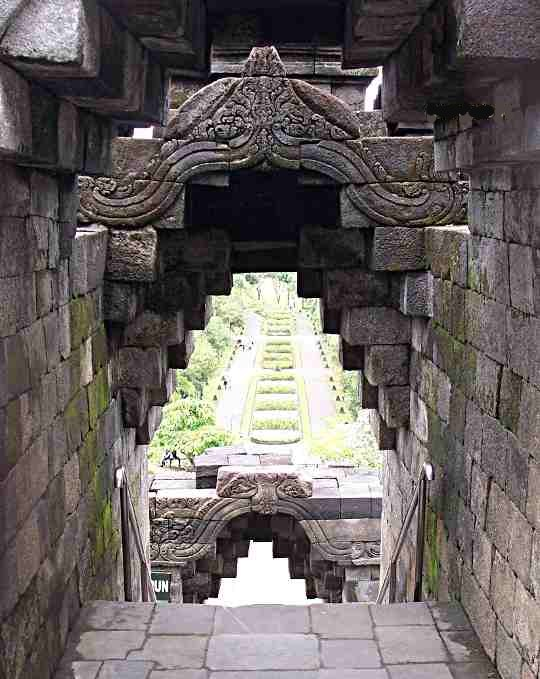
Blocos de andesito interligados formando um arco falso em Borobudur

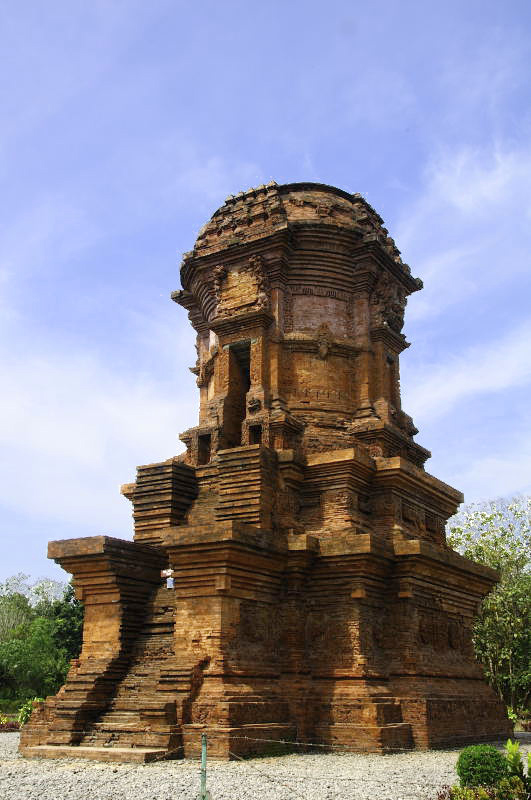
Templo de tijolo vermelho de, século XIV, perto de Probolinggo, Java Oriental

A maior parte dos candis em bom estado de conservação são feitos de andesito. Este facto deve-se principalmente à durabilidade da pedra comparativamente com os tijolos em relação ao clima tropical e chuvas torrenciais. No entanto, num certo período, especialmente durante a era Majapait, o tijolo vermelho foi muito usado como material de construção. Os materiais de construção mais usados na construção de templos na Indonésia são os seguintes:
- Andesito — é uma rocha vulcânica de composição intermédia, com textura entre afanítica e porfiroide. A cor desta rocha de lava vai do cinzento claro ao cinzento escuro. O andesito é especialmente abundante na ilha vulcânica de Java e é explorado em algumas escarpas e pedreiras. Cada um dos blocos de andesito são talhados à medida, com técnicas de encravamento, para construir paredes e chãos de templos. As pedras de andesito são facilmente talhadas com cinzel, o que as torna adequadas para paredes e decorações em relevo. É comum que as paredes de andesito dos templos apresentem relevos elaborados e narrativos, como acontece em Borobudur e Prambanan. O andesito é também usado para esculpir estátuas de divindades e de Buda.
- Tijolo — A estrutura mais antiga construída em tijolo é o complexo de templos de Batujaya, em  Karawang, Java Ocidental, datado do século II d.C. ao século XII. Embora o tijolo tivesse sido usado nos candis indonésios do período clássico, foram os arquitetos de Majapait dos séculos XIV e XV que aperfeiçoaram o estilo e técnicas.[14] Recorrendo a uma argamassa de seiva de trepadeiras e açúcar de palma, os templos tinham uma forte qualidade geométrica. Exemplos de templos do período Majapait são os de Brahu (em Trowulan), Pari (em Sidoarjo), Jabung (em Probolinggo). Em Sumatra também há templos de tijolo, como o de Bahal, Muaro Jambi e Muara Takus. O tijolo é menos durável que o andesito, principalmente quando exposto à humidade tropical e às chuvas torrenciais, pelo que muitas estruturas coinstruídas em tijolo foram caindo em ruínas ao longo dos séculos.
- Tufo — é outra rocha vulcânica, igualmente muito abundante junto aos vulcões javaneses e às formações calcárias. Em javanês e indonésio, o tufo é chamado batu putih (pedra branca), devido à sua cor clara. A porosidade do tufo torna-o desaquado para ser esculpido, pelo que é considerado um material de qualidade inferior ao andesito. É usado sobretudo como material de enchimento, formando a estrutura interior do templo, enquanto que a camada exterior é feita de andesito. As principais pedreiras de tufo encontram-se nos maciços calcário de Sewu perto do monte Ratu Boko. No templo-crematório de Ratu Boko é possível ver os enchimentos de tufo.
- "Estuque" — na versão usada nos templos indonésios, é um material similar ao cimento moderno, feito com uma mistura de areia, pedra e água. O estuque como material de construção pode ser observado no complexo de Batujaya, em Java Ocidental.
- "Reboco" — chamado localmente vajralepa, é usado como revestimento das paredes. O reboco branco amarelado é feito de uma mistura de terra calcária, tufo ou caluino com substâncias vegetais como gomas ou resinas como aglutinantes. O vajralepa era aplicado nas paredes de andesito e depois pintado com cores vivas, servindo talvez guia de ensinamentos budistas.[15] É possível observar vestígios de vajralepa nas paredes dos templos de Borobudur, Sari, Kalasan e Sewu.
- Madeira — acredita-se que também foi usada na construção de alguns candis. Os templos de Sari e Plaosan, por exemplo, são conhecidos por terem vestígios de saliências de pedra para suportarem traves de madeira e pavimento no segundo andar, bem como vestígios de escadas de madeira. O complexo de Ratu Boko tem bases em pedra que sugerem que outrora nelas assentavam vigas de madeira que suportavam a estrutura de um telhado feito de materiais orgânicos. São também observáveis vestígios de orifícios para instalar caixilhos de janelas e portas de madeira em muitos dos templos perwaras (pequenos templos complementares). A rápida deterioração da madeira devido ao clima tropical húmido fez com que passados alguns séculos não haja qualquer vestígio de elementos em madeira.

## Motivos de decoração

### Kala-Makara

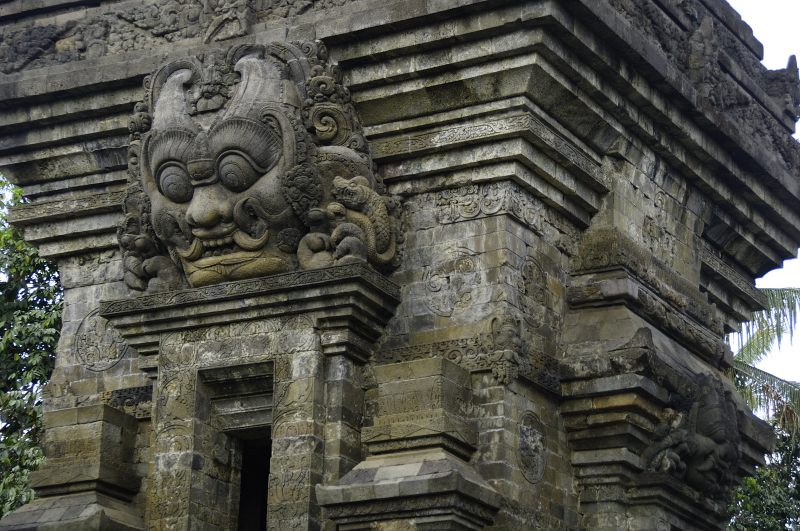
Kala-Makara no Candi Kidal, na regência de Malangue, Java Oriental

Nos candis da antiga Java é notável a aplicação de  Kala-Makaras como elementos decorativos e simbólicos. Kala é o gigante que simboliza o tempo e a colocação da sua cabeça por cima dos portais simboliza que o tempo consome tudo. Kala é também uma figura protetora, que com a sua face feroz gigantesca amedronta e afugenta os espíritos malévolos. Makara é um monstro mitológico marinho, o vahana (veículo) do deus marinho Varuna, que geralmente é representado como meio mamífero e meio peixe. Em muitos templos é representado na foram de meio peixe ou foca com a cabeça de um elefante ou, em alguns casos, com a cabeça e mandíbulas de um crocodilo, com uma tromba de elefante, as presas de um javali, os olhos dardejantes de um macaco, as escamas e corpo flexível de um peixe e as penas encaracoladas da cauda de um pavão. Tanto Kala como Makara são usados como figuras protetoras da entrada dos templos.
A cabeça gigante de Kala situa-se geralmente no cimo da entrada, com Makaras salientes em ambos os lados da cabeça de Kala, flanqueando o portal ou projetando-se no canto superior como antefixos. Também se encontram Kalas-Makaras nos corrimões das escadas. Os intricados relevos em pedra das Makaras gémeas que flaqueiam o lanço inferior das escadas, formam corrimões com os seus corpos curvados. Além de Makaras, da cabeça de Kala pode também sair uma língua, que forma um corrimão. Este tipo de decoração das escadarias pode ser observado em Borobudur e Prambanan. É frequente que as trombas de Makara serem esculpidas de forma a parecerem estar a segurar ornamentos de ouro ou a jorrar joias, enquanto que da sua boca frequentemente jorram figuras anãs de ganás ou de animais como leões ou papagaios.

### Linga-Yoni

Linga-Yoni de Java Central do século IX com gárgula decorada e suportada por uma serpente naga

Nos antigos templos de Java, o simbolismo linga-yoni só se encontra templos hindus, mais precisamente nos do rito xivaíta, estando ausentes dos templos budistas. O linga é um poste ou cilindro que simboliza o falo do deus Xiva e do poder criativo. Alguns lingas são segmentados em três partes: uma base quadrada, que simboliza Brama, uma parte central octogonal, símbolo de Vixnu, e uma ponta redonda, símbolo de Xiva. Os lingas do período javanês clássico que chegaram aos nosso dias são geralmente de pedra polida com esta forma.
Os lingas estão implantados numa base quadrada com um buraco no meio, chamado yoni, a representação simbólica do útero ou da vagina e também um símbolo de Parvati, a consorte de Xiva. O yoni tem geralmente uma espécie de bica, usualmente decorado com uma naga, que ajuda a escoar e recolher os líquidos derramados sobre o linga-yoni durante os rituais hindus. Como símbolo religioso,, a função do linga é principalmente de adoração e ritual. Os vestígios mais antigos de linga-yoni encontram-se nos templos de Dieng e datam de cerca do século VII. Originalmente, é provável que cada templo tivesse um par completo de linga-yoni, mas na maior parte dos templos, o linga desapareceu.
Nas tradições dos reinados javaneses, certos lingas eram erigidos como símbolos do próprio rei ou da sua dinastia, localizando-se em templos reais para expressarem a consubstancialidade do rei com Xiva. Um exemplo disso é o linga-yoni do templo de Gunung Wukir, que segundo a  inscrição de Canggal (datada de 732) está ligado ao rei Sanjaia [en] de Matarão. Outros templos que contêm linga-yonis completos são, por exemplo, o de Sambisari e de Ijo, em Java Central. Os templos de Penataran e de Jawi, em Java Oriental, também têm linga-yonis', mas os respetivos lingas já não existem.

### Baixos-relevos
As paredes dos candis apresentam frequentemente baixos-relevos, que além de elementos decorativos têm significados simbólicos e narrativos. Os baixos-relevos mais requintados encontram-se em Borobudur e Prambanan. As paredes dos primeiros quatro terraços de Borobudur são um exemplo magnífico de baixos-relevos, considerados os mais elegantes e graciosos do budismo antigo. Os relevos de Borobudur representam escrituras budistas, como o Karmavibhangga (lei do carma), Lalitavistara (nascimento de Buda), Jataka, Avadana e Gandavyuha. Em Prambanan, os baixos-relevos representam as escrituras hindus Ramáiana e Bagavata Purana (conhecida popularmente como Krishnayana).
Os baixos-relevos de Borobudur representam também muitas cenas da vida quotidiana da Java do século VIII, desde a vida na corte palaciana até às pessoas comuns das aldeias, passando por eremitas das florestas. As pessoas representadas são reis, rainhas, príncipes, nobres, cortesãos, soldados, servos, pessoas do povo, sacerdotes e eremitas. Também são representados templos, mercados, fauna e flora, além de arquitetura vernacular nativa. Há ainda representações de seres espirituais míticos das crenças budistas, como asuras, deuses, bodisatvas, kinnaras, gandharvas e apsarás. As imagens representadas nos baixos-relevos são frequentemente usadas como referências pelos historiadores na investigação de certos temas, como o estudo da arquitetura, armamento, economia, vestuário e meios de transporte do século VIII no Sudeste Asiático Marítimo. Um dos baixos-relevos famosos de Borobudur é o chamado Navio de Borobudur, uma embarcação com forquilha de brandal dupla.
Há diferenças significativas de estilo e estética dos baixos-relevos do período javanês central (antes do século XI) e do período javanês oriental (século XI e seguintes). O estilo javanês central, que pode ser visto em Borobudur e Prambanan, é mais requintado e naturalístico. Os relevos são muito salientes da base e as imagens são de estilo naturalista, com proporções do corpo ideais. Em contrapartida, os baixos-relevos de estilo javanês oriental são pouco salientes e as imagens apresentam uma pose rígida e estilizada, similar à dos fantoches Wayang do Bali. O estilo javanês oriental encontra-se atualmente preservado na arte, estilo e estética dos baixos-relevos dos templos balineses, nos fantoches wayang e na arte de pintura balinesa de Kamasan.

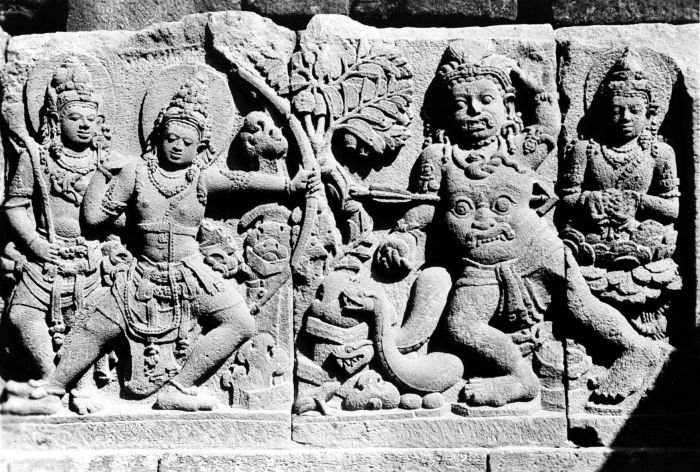
Prambanan [h]
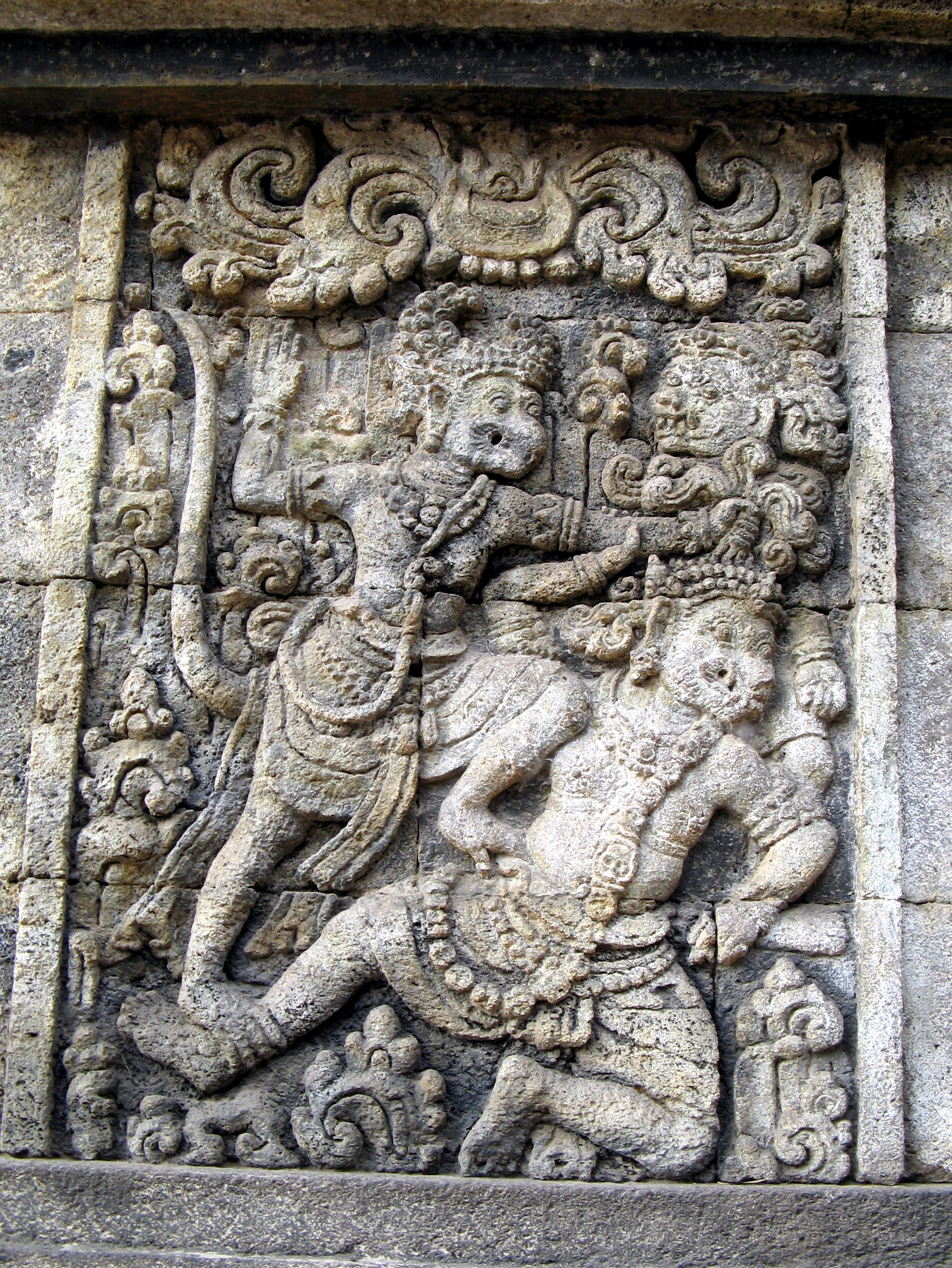
Candi Panataran [i]
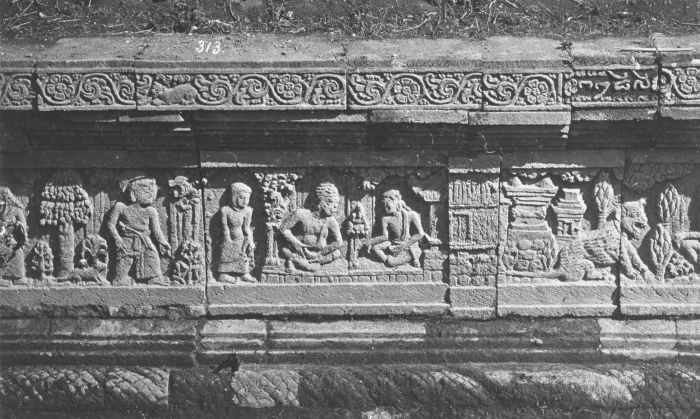
Candi Panataran
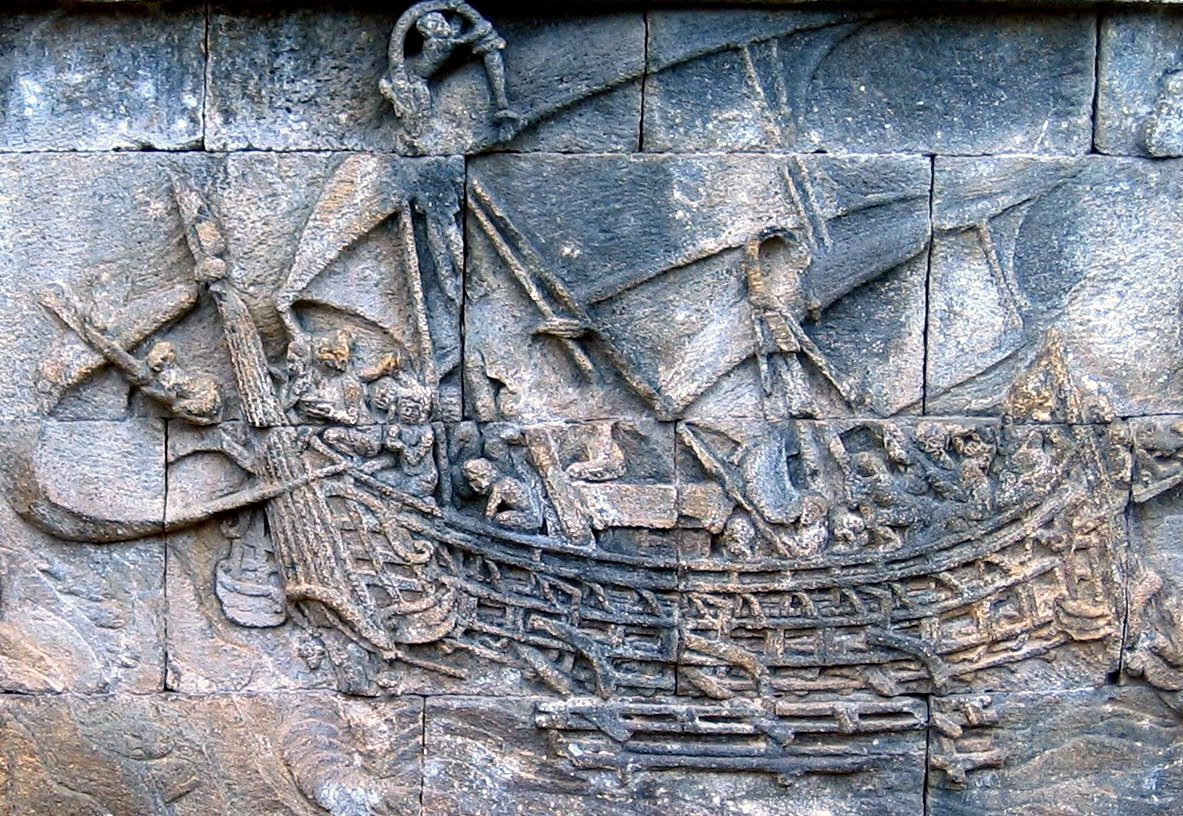
Navio de Borobudur

[h] ^ Relevo de Prambanan representando uma cena do Ramáiana em que Rama mata um gigante malvado.
[i] ^ Relevo do Candi Panataran (século XII–XV) perto de Blitar, Java Oriental, com uma cena do Ramáiana em que Hanumã luta com um inimigo.

### Divindades

#### Kalpataru e Kinnara
As imagens de casais de kinnaras (macho) e kinnaris (fêmea) podem ser vistas nos templos de Borobudur, Mendut, Pawon, Sewu, Sari e Prambanan. Geralmente são representados como aves com cabeça humana ou humanos com membros inferiores de pássaro. O par de Kinnara e Kinnari é geralmente representado como guardando Kalpataru (Kalpavriksha), a árvore da vida ou, por vezes, guardando um pote de tesouro. Em Borobudur há baixos-relevos representando a história da famosa kinnari  Manohara.
As paredes inferiores do exterior dos templos de Prambanan eram decoradas com filas de pequenos nichos com imagens de simha (leões) flanqueadas por dois painéis com árvores kalpataru luxuriantes. Estas árvores sagradas que os hindus acreditam satisfarem desejos, são ladeadas por kinnaras ou animais, como pares de pássaros, veados, ovelhas, macacos, cavalos, elefantes, etc. O padrão de leão num nicho flanqueado por árvores kalpataru é típico do complexo de templos de Prambanan, pelo que é chamado "painel Prambanan".

#### Bodisatvas e Taras
Nos templos budistas, os painéis de baixos-relevos são frequentemente decorados com imagens requintadas da figura masculina de um bodisatva e da figura masculina duma Tara, juntamente com gandharvas (músicos celestiais) e, por vezes, de ganás anões. Estas são as divindades que residem no paraíso Tushita da cosmologia budista. Há imagens notáveis de bodisatvas nas paredes exteriores dos templos de Plaosan, Sari, Kalasan, Pawon e, obviamente, de Borobudur.

#### Devatas e apsarás
Nos templos hindus, os casais celestes de devatas (masculinos) e apsarás (femininos) encontram-se geralmente na decoração de painéis das paredes dos templos. Eles são o correspondente hindu dos casais de Bodisatvas e Tara. No outro lado dos painéis narrativos de Prambanan, a parede do templo ao longo da galeria era decorada com estátuas e relevos de devatas e de sábios brâmanes. No templo de Xiva há figuras de Lokapalas guardiões celestes das direções. Os sábios brâmane dos Vedas são representados nos relevos das paredes do templo de Brama, enquanto que no templo de Vixnu há figuras de devatas flanqueados por duas apsarás. A representação de seres celestes e deuses menores — devatas e apsarás — descreve o conceito hindu do domínio sagrado de Svarloka, que tem correspondência na identificação do templo em torre hindu como epítome do Meru da  cosmologia hindu.

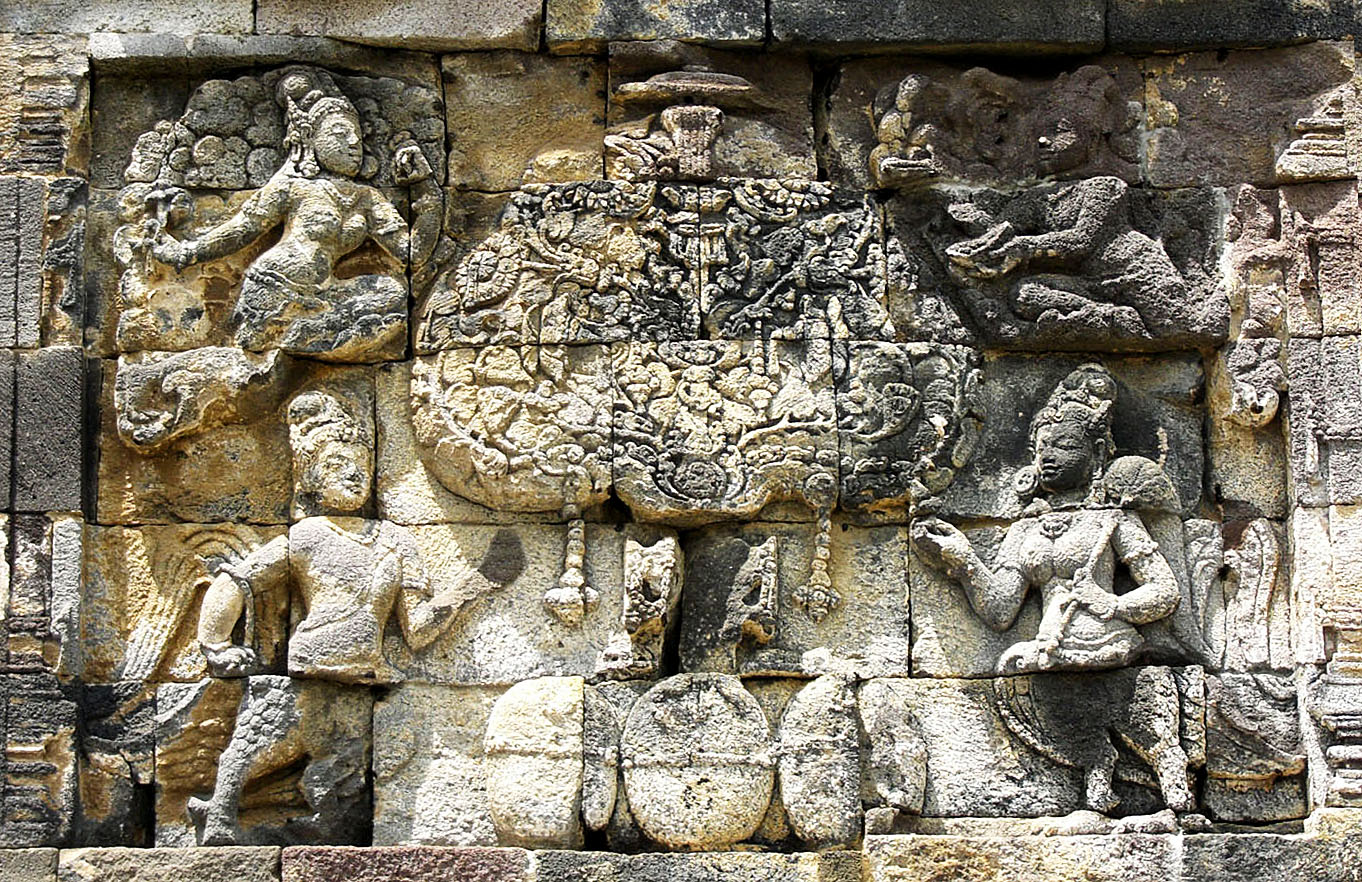
Candi Pawon [j]
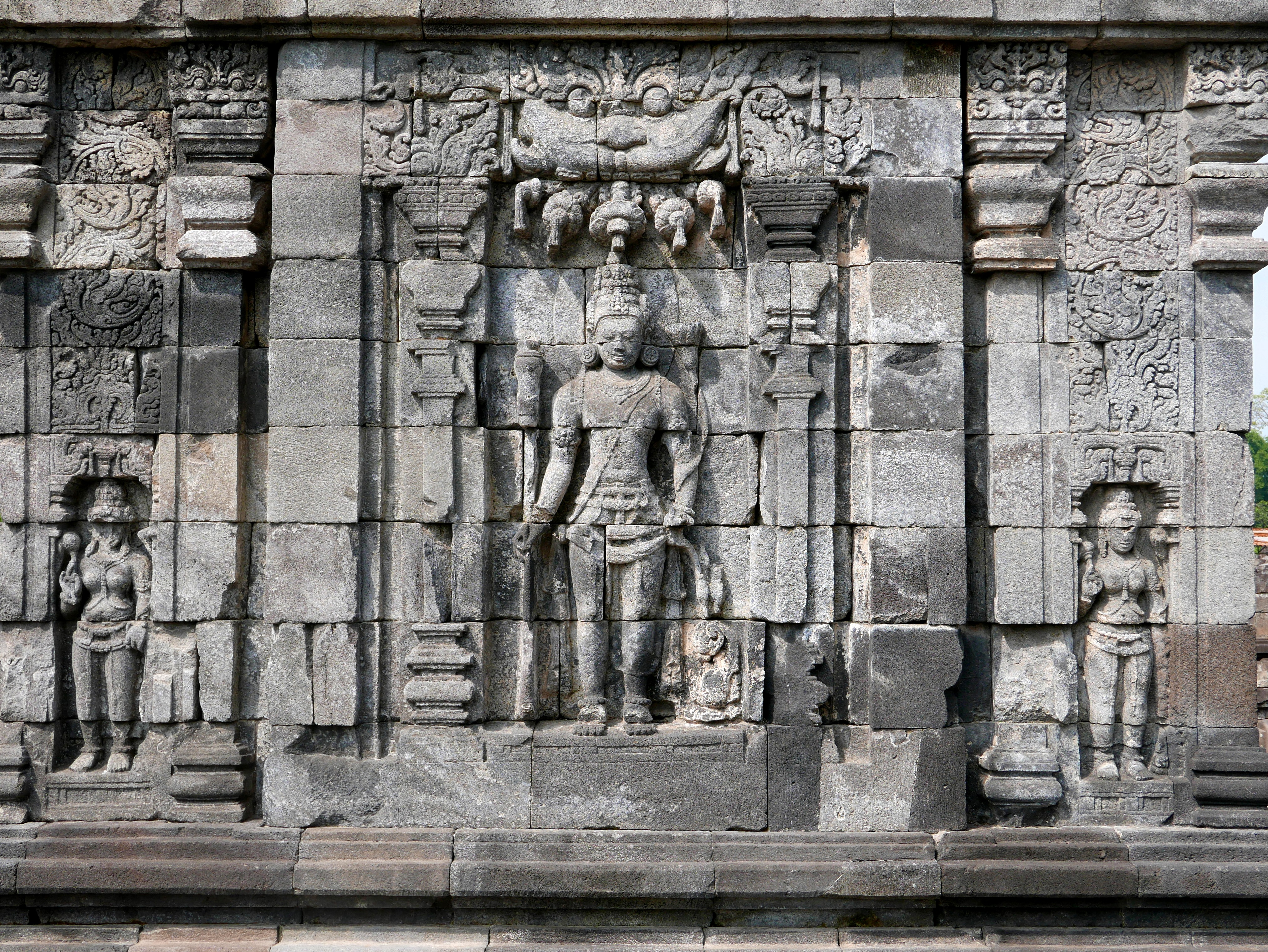
Candi Sewu [k]
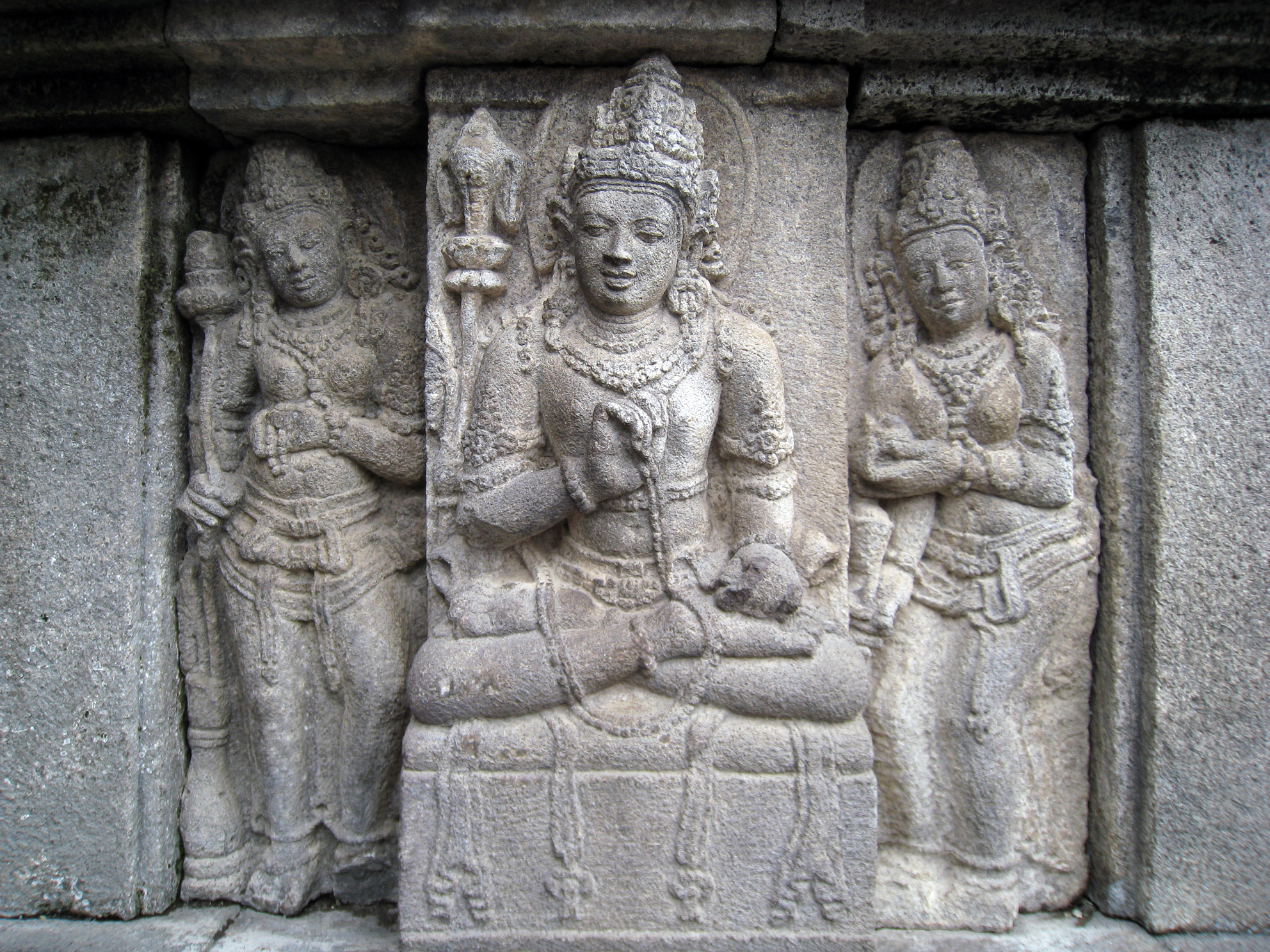
Candi Prambanan [l]
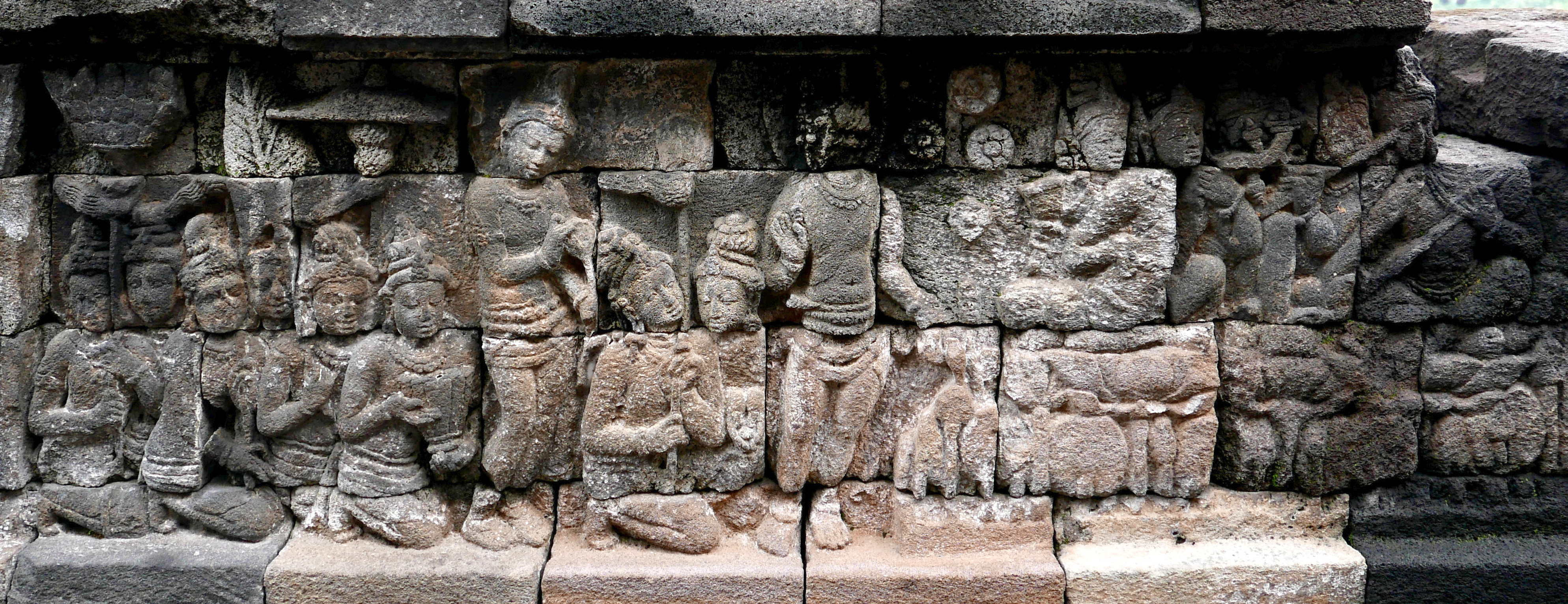
Gandarvas em Borobudur

[j] ^ Kalpataru (Kalpavriksha), a árvore da vida, guardada por um kinnara e uma kinnari (fêmea), em baixo, e por um devata e uma  apsará, em cima.
[k] ^ Bodisatva ladeado por duas Taras.
[l] ^ Devata ladeado por duas apsarás.

### Guardiães

#### Dvarapalas

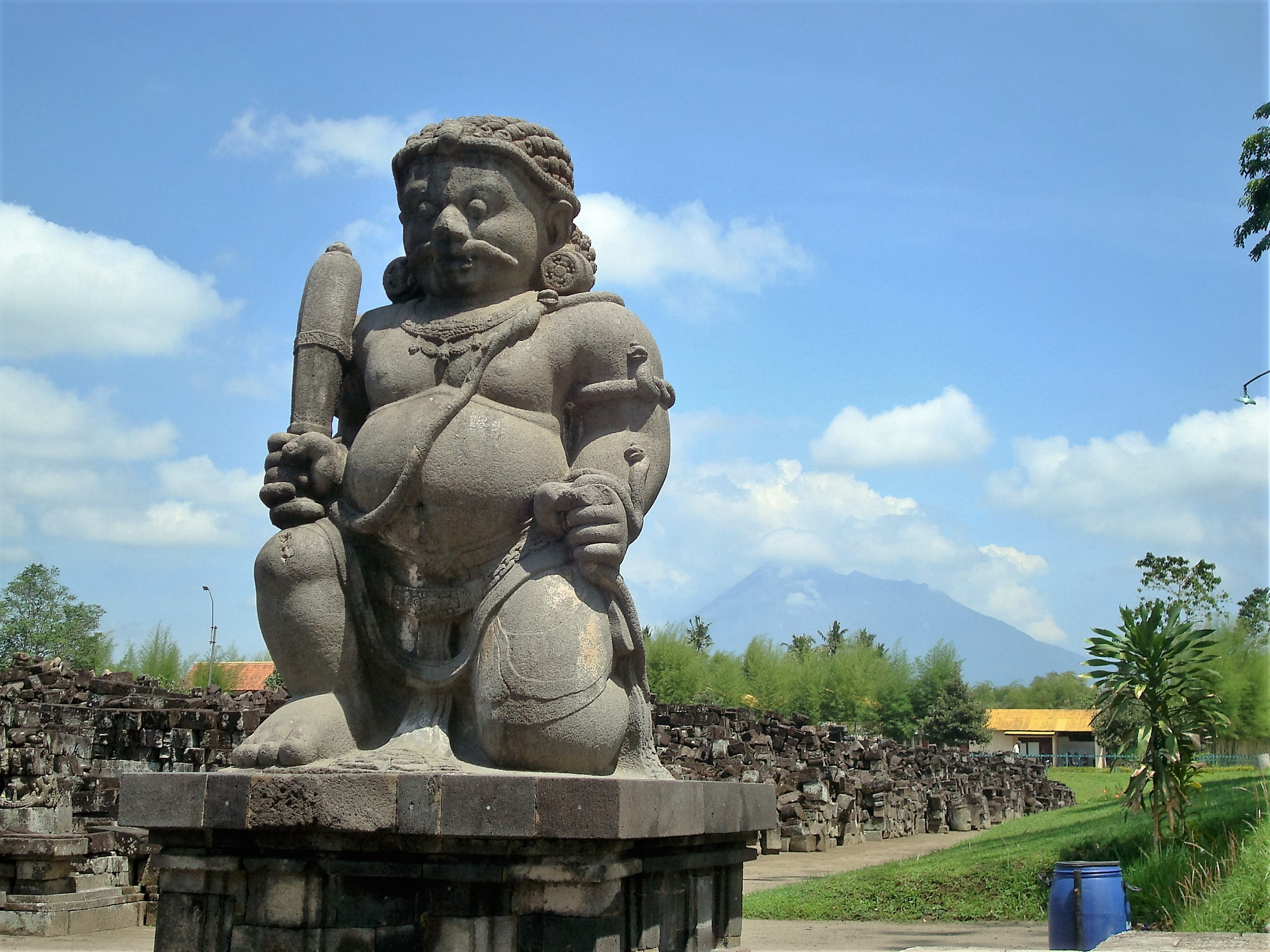
Dvarapala no Candi Sewu

A maior parte dos maiores complexos de templos da antiga Java eram guardados por um par de estátuas de Dvarapalas, que eram os guardiões dos portões. Os gémeos gigantes geralmente flanqueiam a entrada em frente do templo ou estão nos quatro pontos cardeais. Os Dvarapalas têm a forma de gigantes ou demónios aterrorizadores, que impedem a entrada dos espíritos malignos nos recintos sagrados do templo. Na arte de Java Central, o Dvarapala é geralmente representado como um gigante corpulento bastante gordo, com um rosto feroz e olhos brilhantes redondos esbugalhados, garras salientes, cabelo encaracolado e bigodes, com uma grande barriga redonda. Usualmente segura um gada (maça) e por vezes facas como armas.

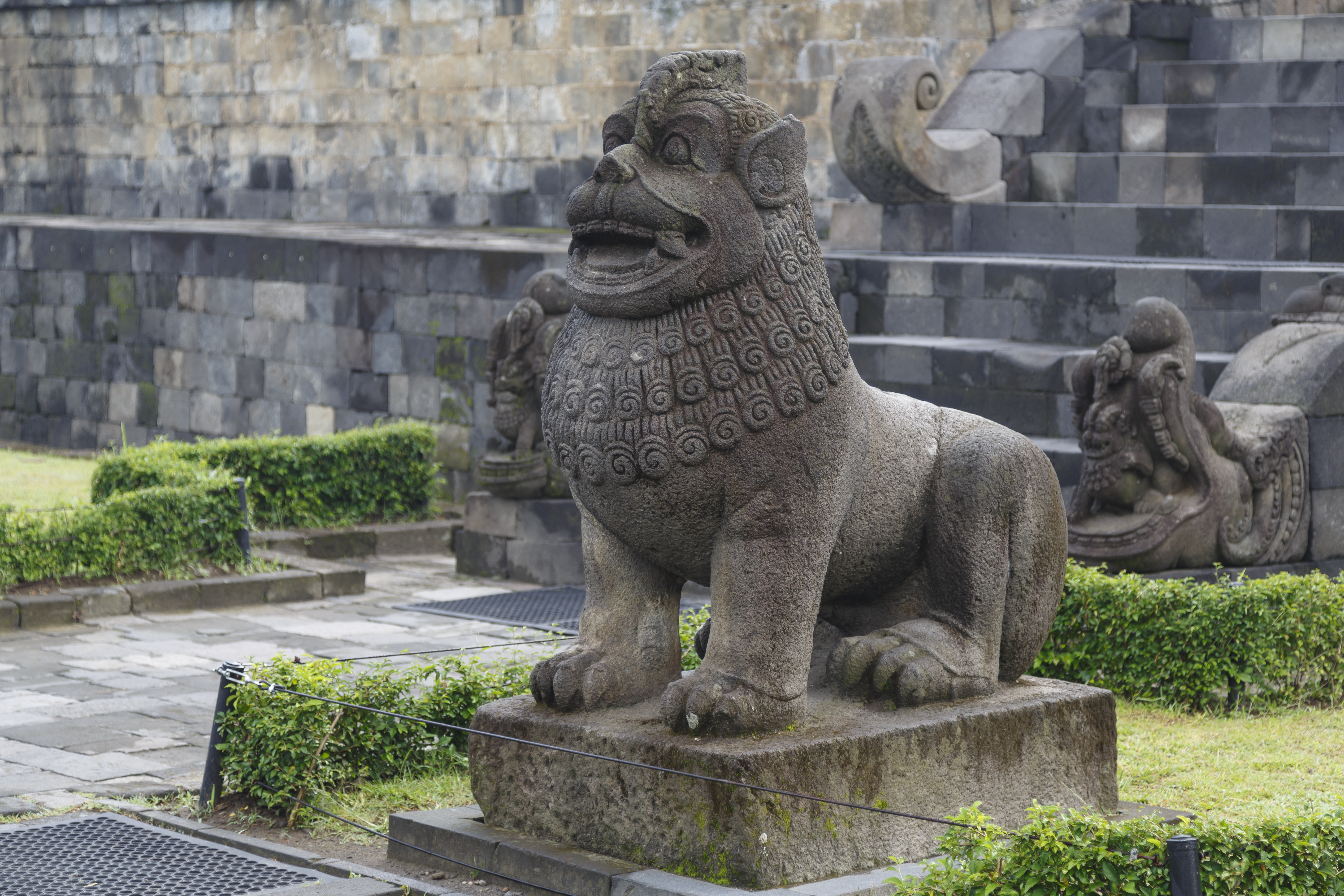
Leão numa entrada duma das escadarias de Borobudur

Na arte de Java Oriental e do Bali, o Dvarapala é geralmente bastante magro, com a exceção do Dvarapala gigantesco com 3,7 metros de altura de Singasari, perto de Malangue. As estátuas mais notáveis de Dvarapalas são as do Candi Sewu, onde cada ponto cardeal do grande complexo é guardado por um par de grandes Dvarapalas que estão em excelente estado de conservação. Os Dvarapalas de Sewu tornou-se o protótipo do guardião Gupolo da arte javanesa posterior, que se pode obsrvar nos keratons (palácios reais) de Joguejacarta e Suracarta. Outro belo exemplo de dois pares de Dvarapalas são os que guardam os templos gémeos de Plaosan.

#### Leões
É usual que os portais de entrada dos candis sejam também guardados por  leões (em sânscrito: Siṁha; em indonésio e javanês: Singa), um em cada lado da entrada. Nunca houve leões nativos no Sudeste Asiático no período histórico, pelo que a representação de leões na arte antiga dessa região do mundo, especialmente em Java e no Camboja, está longe do estilo realista que se observa na arte persa ou grega, pois baseia-se totalmente na imaginação. As representações culturais e a reverência do leão como besta nobre e poderosa no Sudeste Asiático foi influenciado pela cultura indiana, especialmente através do simbolismo budista.
Em Borobudur, as quatro entradas principais são guardadas por estátuas de andesito de leões. Nos tronos de Buda e de bodisatvas que se encontram nos  templos budistas de Kalasan e Mendut há representações de leões, elefantes e makaras. No Candi Penataran, em Java Oriental, há uma estátua de um leão alado.

### Pináculos em forma de estupa e deratna
As religiões a que foram consagrados os templos da antiga Java são facilmente identificadas pelos pináculos no cimo dos telhados. Nos templos budistas estes são constituídos por estupas em forma de sino, enquanto que nos templos hindus são usadas ratnas (ornamentos em forma de pináculo que simbolizam uma joia).
O melhor exemplo de estupas típicas da arquitetura clássica de templos javaneses é o das de Borobudur, em forma de sino. A estupa do terraço superior redondo de Borobudur do Arupadhatu é constituída por um pedestal redondo em forma de lótus, um domo com inclinação ligeira em forma de sino, com uma estrutura retangular no cimo, que serve de base a um pináculo hexagonal. Cada uma das estupas de Borobudur está perfurada por numerosas aberturas decorativas de forma retangular ou de losango. No interior das estupas pefuradas há estátuas de Budas sentados. É provável que Borobudur tivesse começado por ser, não um templo, mas uma estupa, uma estrutura que é um santuário de Buda. Por vezes as estupas eram construídas somente como símbolos de devoção budista. Em contrapartida, os templos são locais de culto.

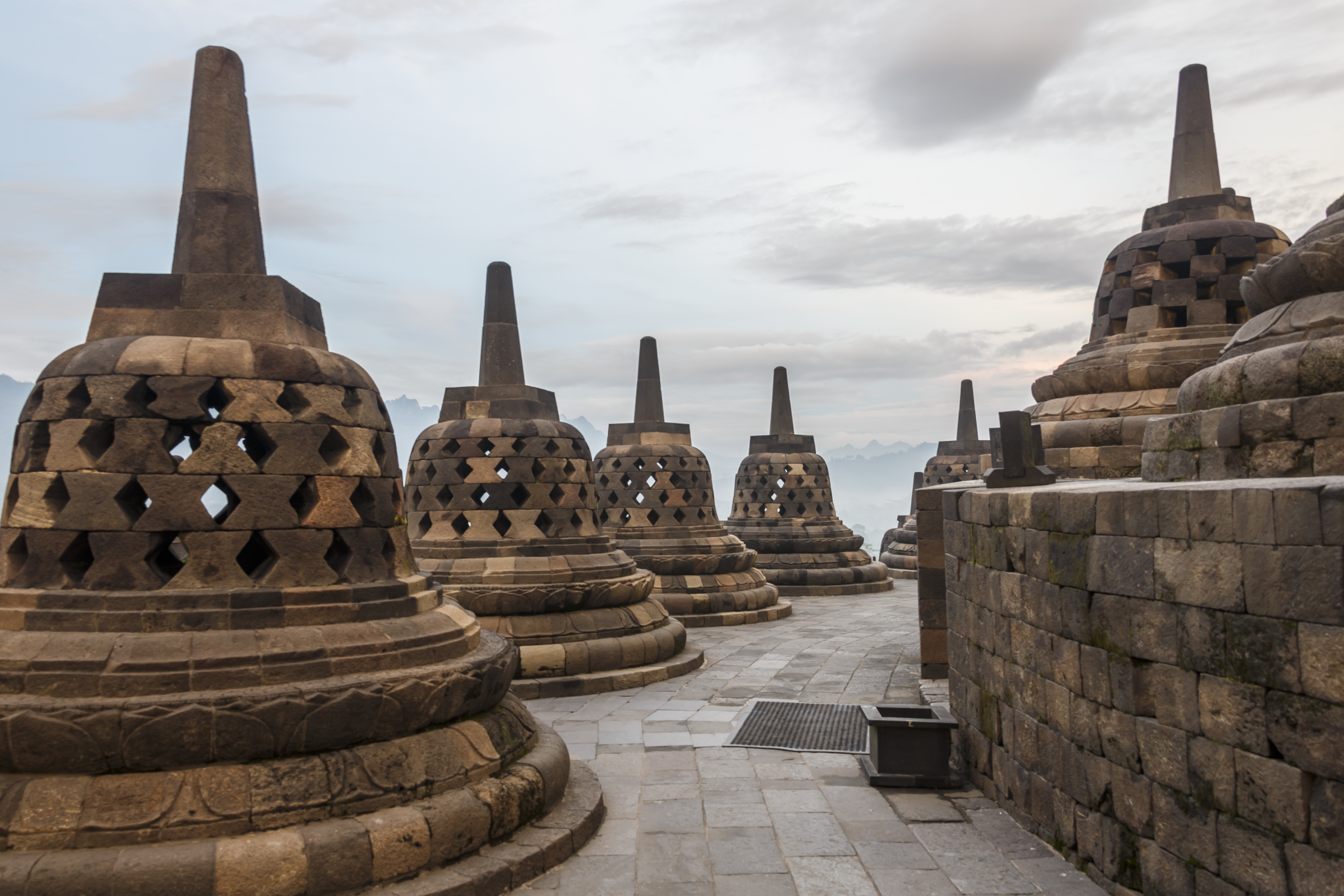
Estupas em Borobudur
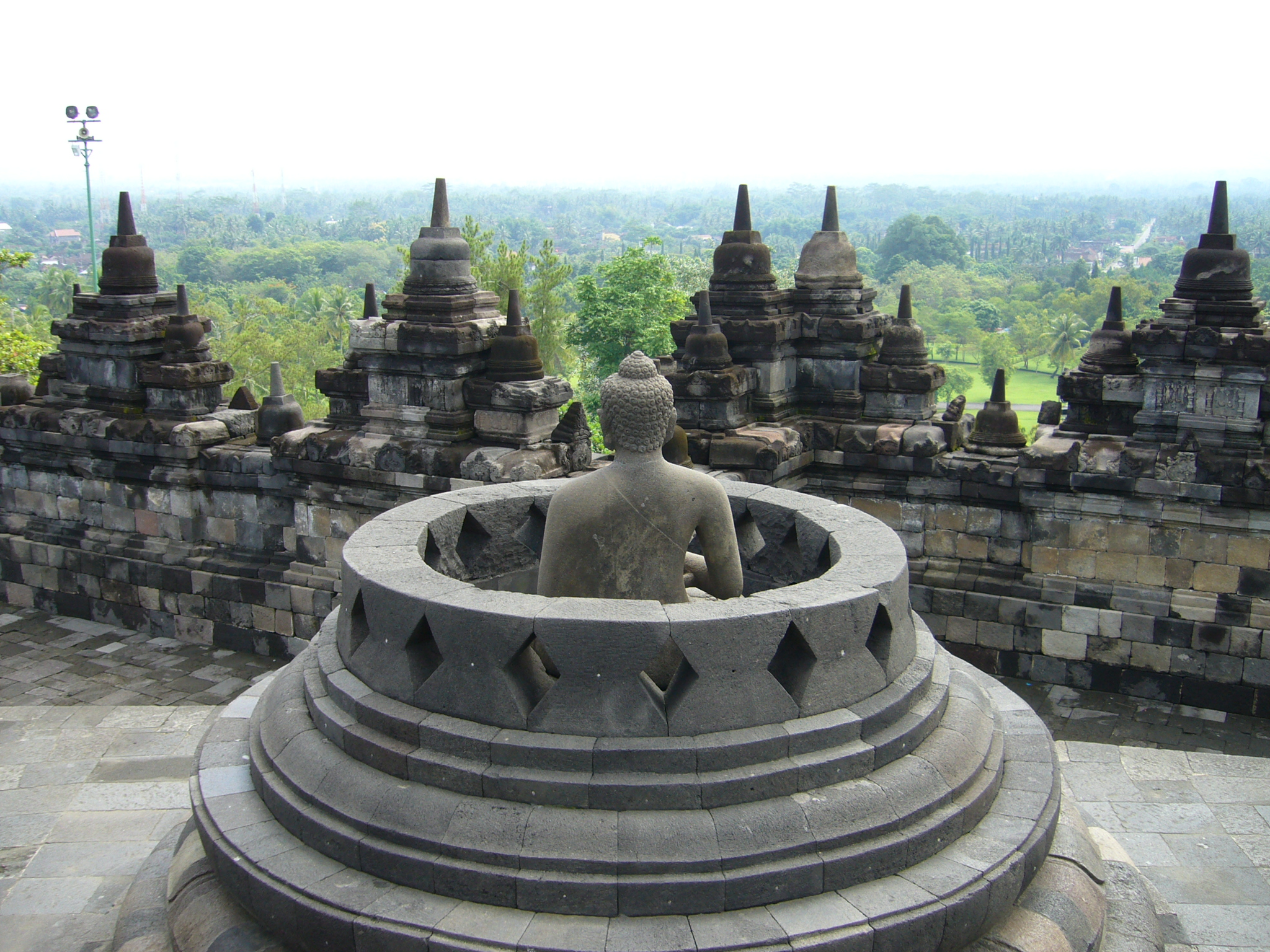
Estupas em Borobudur [o]
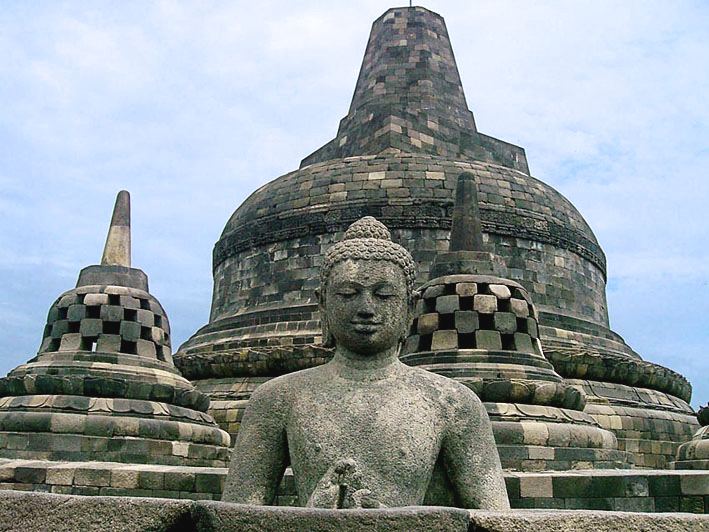
Estupa do topo de Borobudur
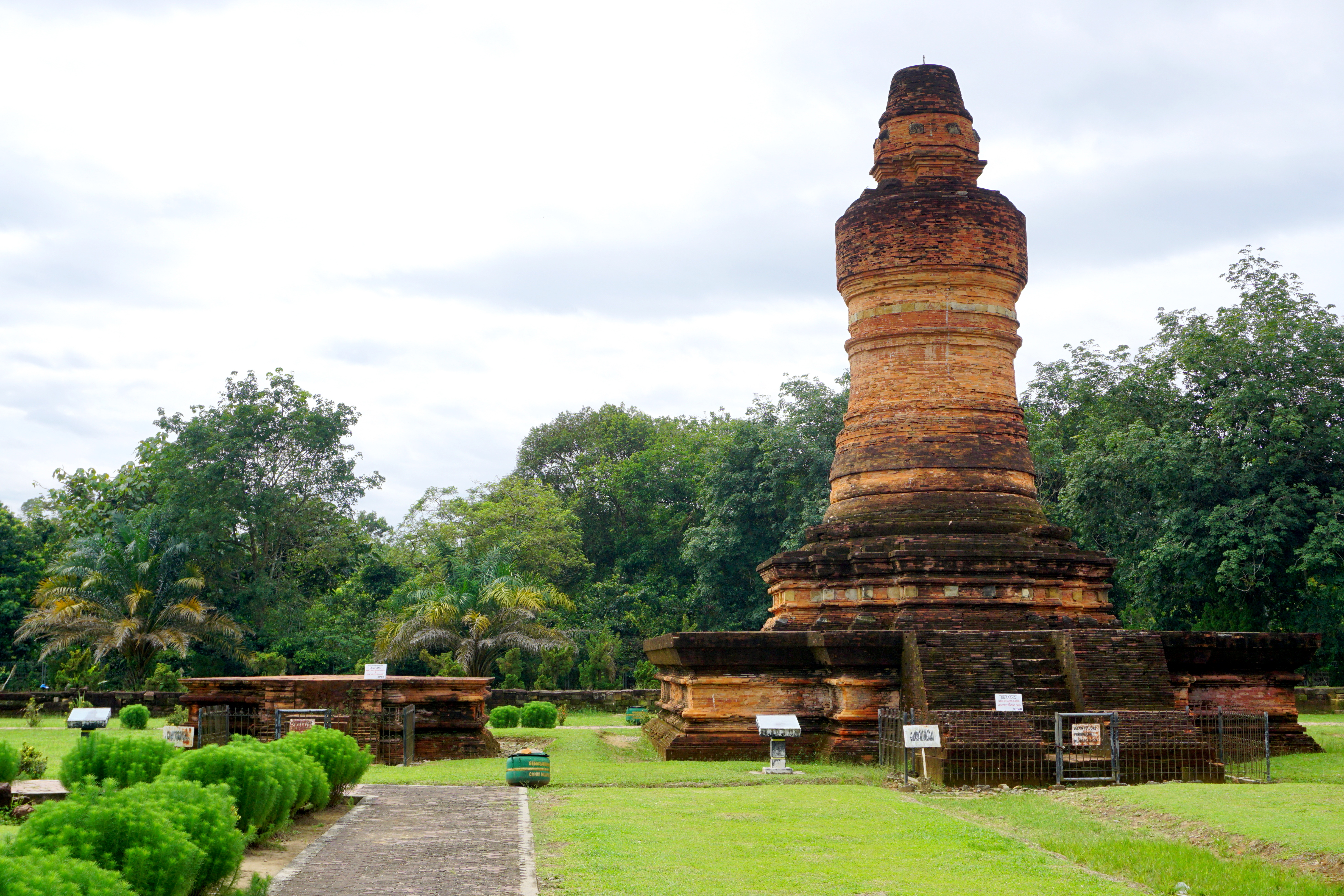
Muara Takus [p]

[o] ^ Estupa aberta em Borobudur, deixando à mostra a estátua de Buda no interior.
[p] ^ Candi Palangka e Candi Mahligai, no complexo de Muara Takus, Sumatra.
O pináculo ratna tem a forma de uma pirâmide obtusa curvada, sendo por vezes cilíndrica. Tem várias bases ou pedestais com costuras ornamentais, chamadas pelipit em javanês. Embora mais comum em templos hindus, também se encontra em alguns templos budistas. Dois bons exemplos de templos com pináculo ratna são Sambisari e Ijo. Em Prambanan, são usadas vajras como pináculos, em vez de ratnas. Nos períodos mais tardios podem encontrar-se falsos linga-yonis ou cubos nos telhados dos templos hindus e dagobas (estupas) cilíndricas nos telhados dos templos budistas.

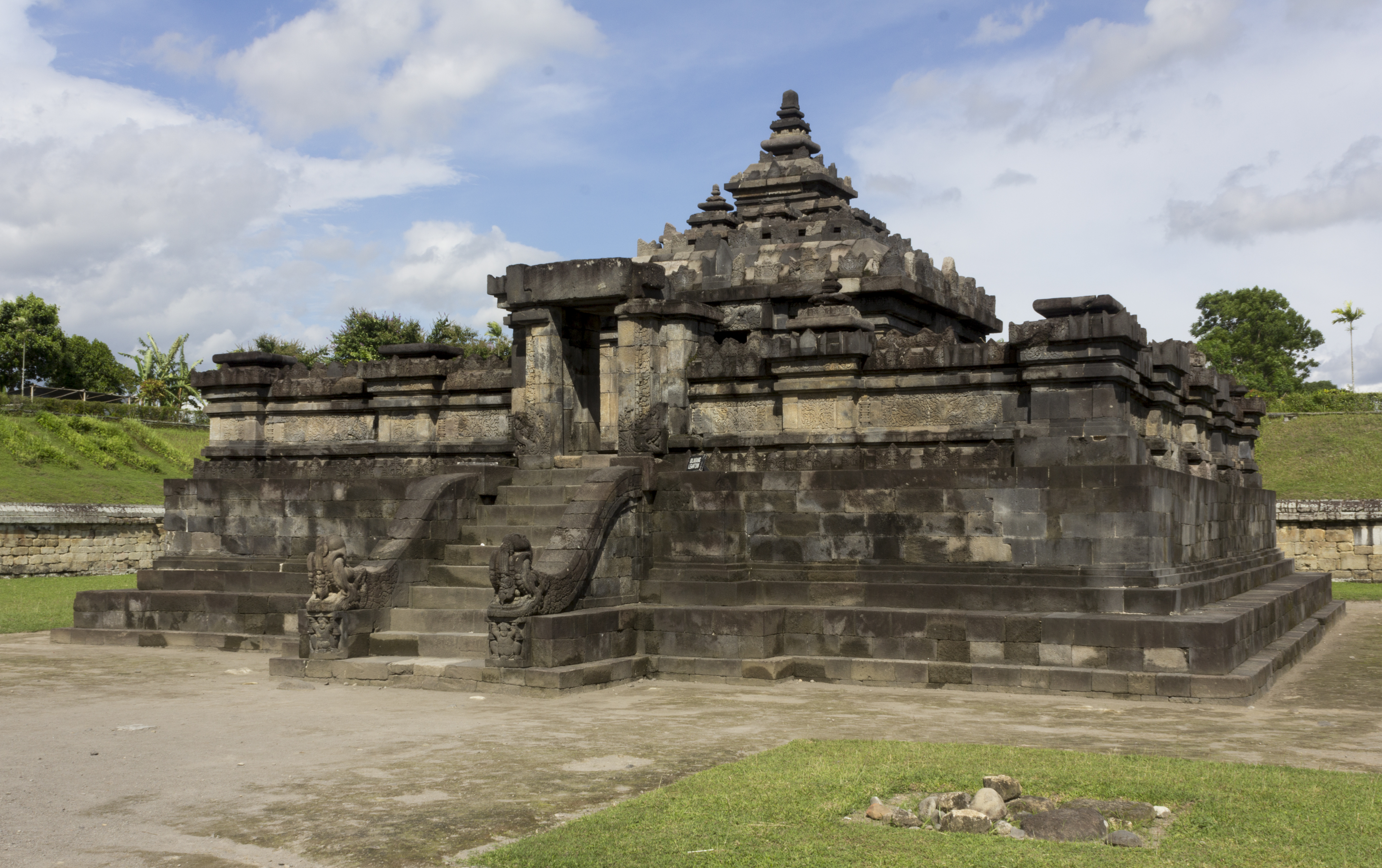
Candi Sambisari
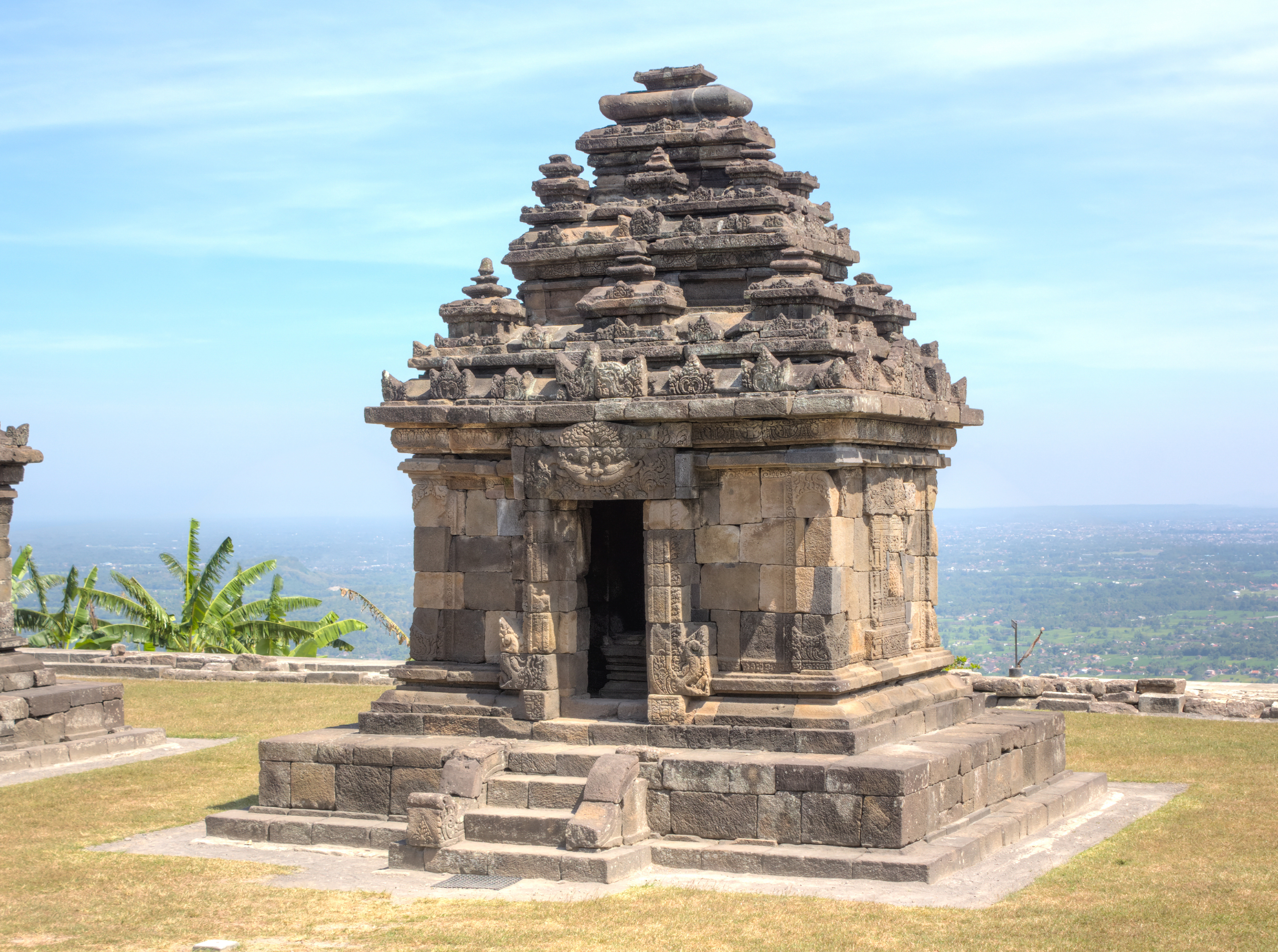
Candi Ijo [q]
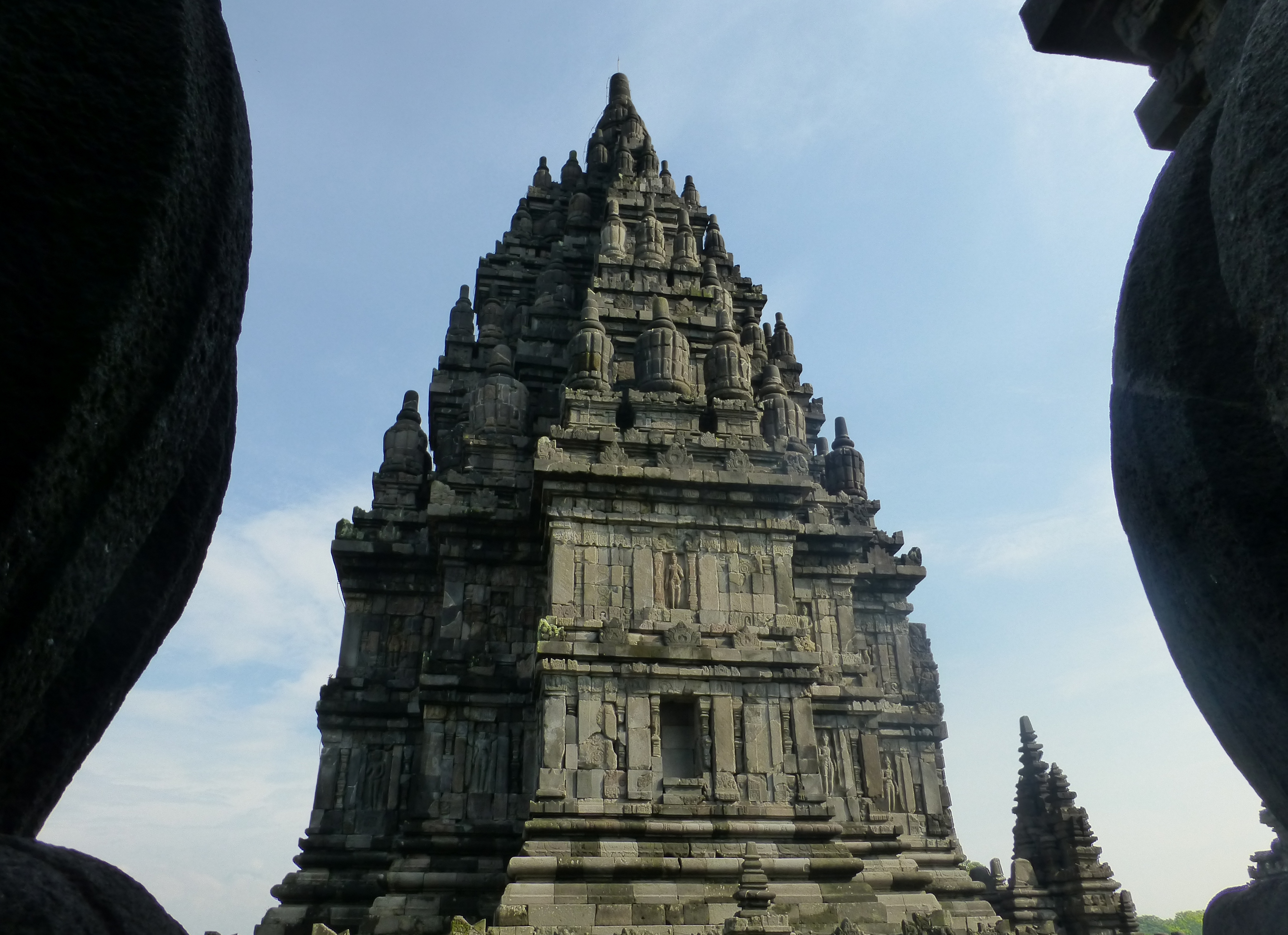
Prambanan [r]
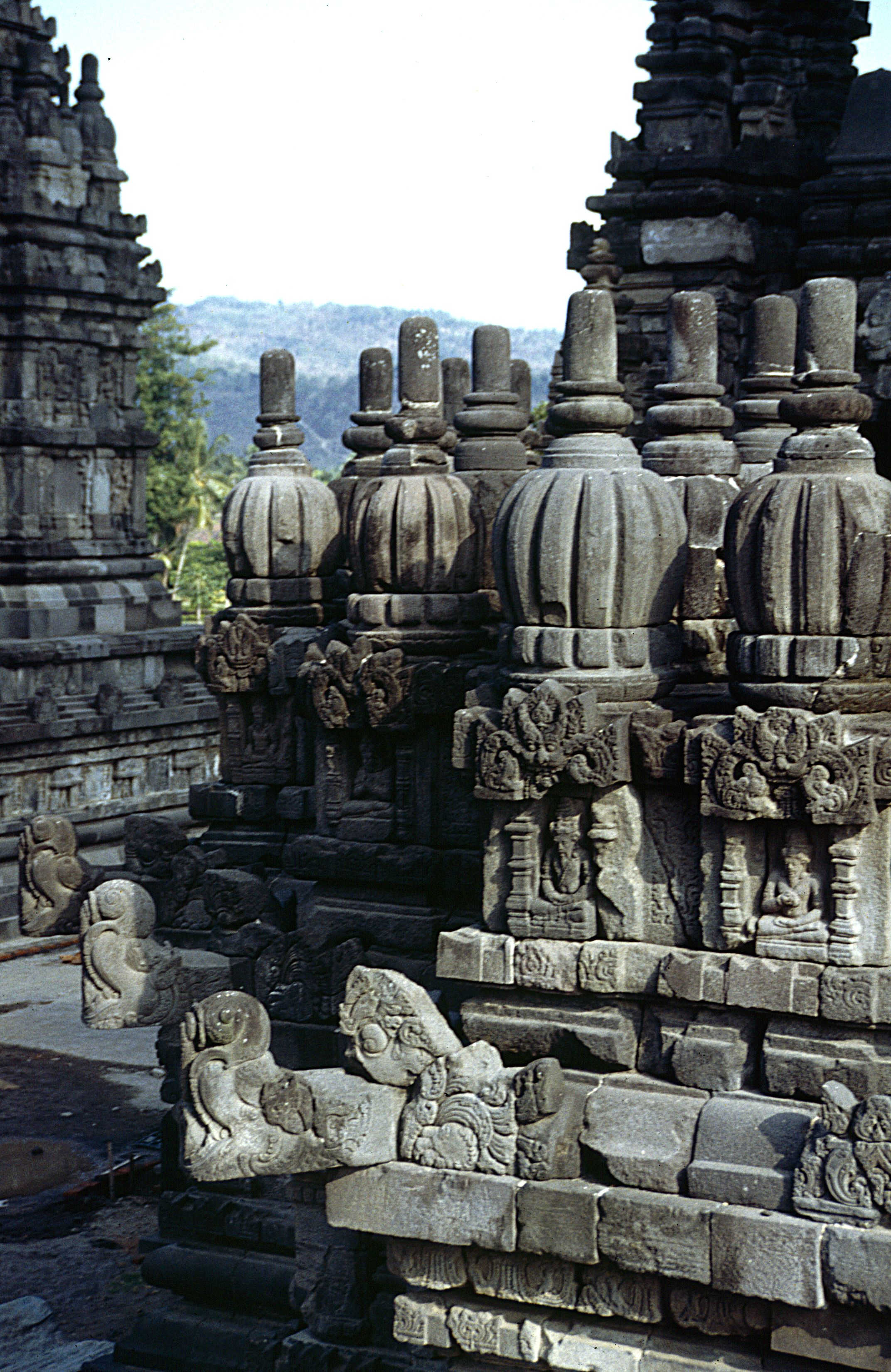
Prambanan [r]

[q] ^ Um dos templos perwara de Candi Ijo.
[r] ^ Pináculos em forma de vajra em Prambanan.

## Localização

Mapa de localização de alguns dos principais monumentos do chamado período clássico indonésio (ou período hindu-budista); a negro: monumentos hindus; a vermelho: monumentos budistas

A maior concentração de candis encontra-se principalmente na regência de Sleman da região de Joguejacarta e nas regências de Magelang e Klaten, em Java Central, o que corresponde à região histórica da planície de Kedu, vale do rio Progo, área de Temanggung-Magelang-Muntilan e planície de Kewu (o vale do rio Opak, em volta de Prambanan), o berço da civilização javanesa.  Outros locais importantes, com complexos de templos notáveis, incluem as regiões de Malangue, Blitar e Trowulan, em Java Oriental. Em Java Ocidental também há alguns templos, como em Batujaya e Cangkuang. Fora de Java, encontram-se candis no Bali, Sumatra e, embora sejam raros, no sul de Calimantã (Bornéu). Em Sumatra há dois locais notáveis pela concentração de candis: o complexo de Muaro Jambi, na província de Jambi, e o sítio arqueológico de Padang Lawas, na Sumatra Setentrional.
Os candis tanto podem estar em terrenos inclinados como em terrenos planos. Prambanan e Sewu, por exemplo, encontram-se em terreno plano e de baixa altitude, enquanto que os templos de Gedong Songo e de Ijo situam-se em terraços a grande altitude ou encostas de montanhas. Por seu lado, Borobudur foi construído sobre uma colina rochosa. A posição, orientação e organização espacial dos templos na paisagem e o seu desenho arquitetónico foram determinados por fatores sócio-culturais, religiosos e económicos da população, regimes políticos ou pela civilização que os construíu e suportou.

### Java Ocidental

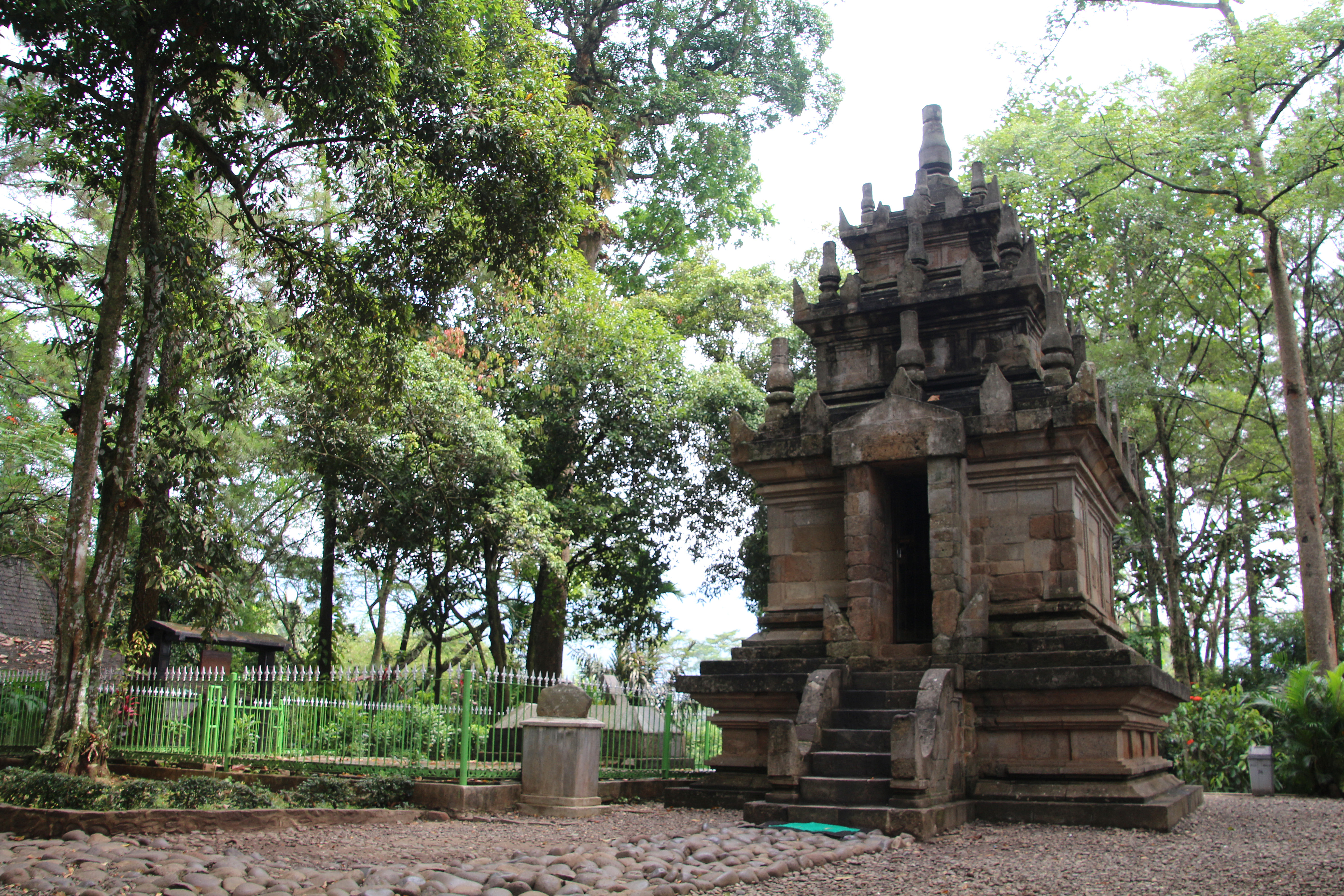

- Batujaya, um complexo com uma estupa budista de tijolo vermelho e argamassa situado em Karawang. Provavelmente data do século VI, do tempo do reino de Tarumanagara.[19]
- Cibuaya, um complexo de templos vixnuítas de de tijolo vermelho e argamassa situado em Batujaya.[20] Provavelmente data da mesma altura que a estupa.
- Bojongmenje, ruínas de um templo hindu em Rancaekek, na regência de Bandungue.
- Cangkuang, um templo hindu em Leles, na regência de Garut. Ergue-se no meio de um lago coberto de nenúfares. Ao contrário de outros templos javaneses, caraterizados pela arquitetura grandiosa, o Candi Cangkuang é bastante modesto e só tem uma estrutura ainda de pé.[21] Tem uma estátua de Xiva virada para leste, em direção ao sol nascente. Não se sabe a data de construção.

### Java Central
- Planalto de Dieng — Neste local rodeado de crateras de lama fervilhante, lagos coloridos, fumarolas de enxofre e nascentes de água quente, perto de Wonosobo, há um complexo de templos dos séculos VII e VIII, os mais antigos em Java Central.
- Gedong Songo — Conjunto de cinco templos construídos nos séculos VIII e IX, situados a sudoeste de Samarão. O sítio é um bom exemplo de como a localização dos templos era tão importante como os edifícios propriamente ditos. O local tem vista para três vulcões e para o planalto de Dieng.

#### Borobudur e planície de Kedu
A planície de Kedu situa-se a noroeste de Joguejacarta, a oeste do vulcão Merapi e a sudoeste de Magelang.
- Borobudur — Construído no século IX, é apontado como o maior monumento budista do mundo. Constituído por sete terraços sobrepostos que representam os degraus desde o mundo terrestre até ao Nirvana. Entre os seus relevos, destacam-se os do nascimento, iluminação e morte de Buda. O chamado Conjunto de Borobudur, que além de Borobudur inclui também os templos vizinhos de Pawon e Mendut, é um sítio incluído na lista do Património Mundial da UNESCO.
- Pawon — Templo budista do século VIII perto de Borobudur.
- Mendut — Templo budista do século VIII perto de Borobudur.
- Ngawen — Conjunto de cinco santuários budistas alinhados, um deles decorado com esculturas requintadas de leões. Situa-se a leste de Mendut e o nome está ligado a Venuvana, o "templo da floresta de bambu".
- Banon — Ruínas de templo hindu do século VIII situado a norte de Pawon. O pouco que resta dele torna impossível a  reconstrução do templo. A estátua hindu de Banon encontra-se atualmente no Museu Nacional da Indonésia, em Jacarta.
- Umbul — Complexo de banhos do século IX em Grabag, regência de Magelang.
- Gunung Sari — Ruínas de um complexo de templos constituído por um principal e três secundários. Do principal só existe a base.
- Gunung Wukir — Complexo de templos xivaítas na aldeia de Canggal, regência de Magelang. Do templo principal só existe a base e os três templos secundários tmabém estão em ruínas. Ali se encontrou uma das inscrições mais antigas de Java, datada de 732.

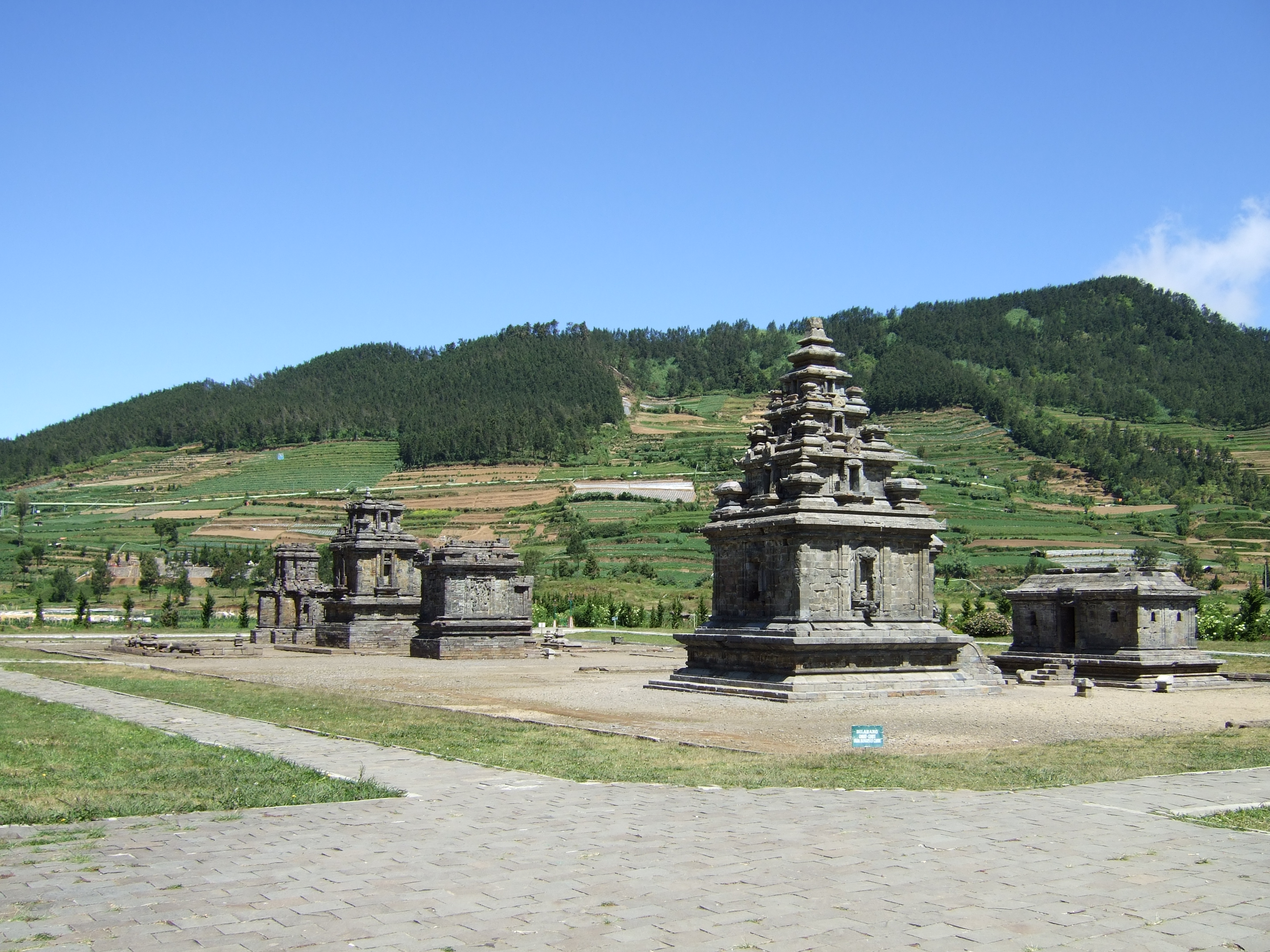
Candi Arjuna, Dieng
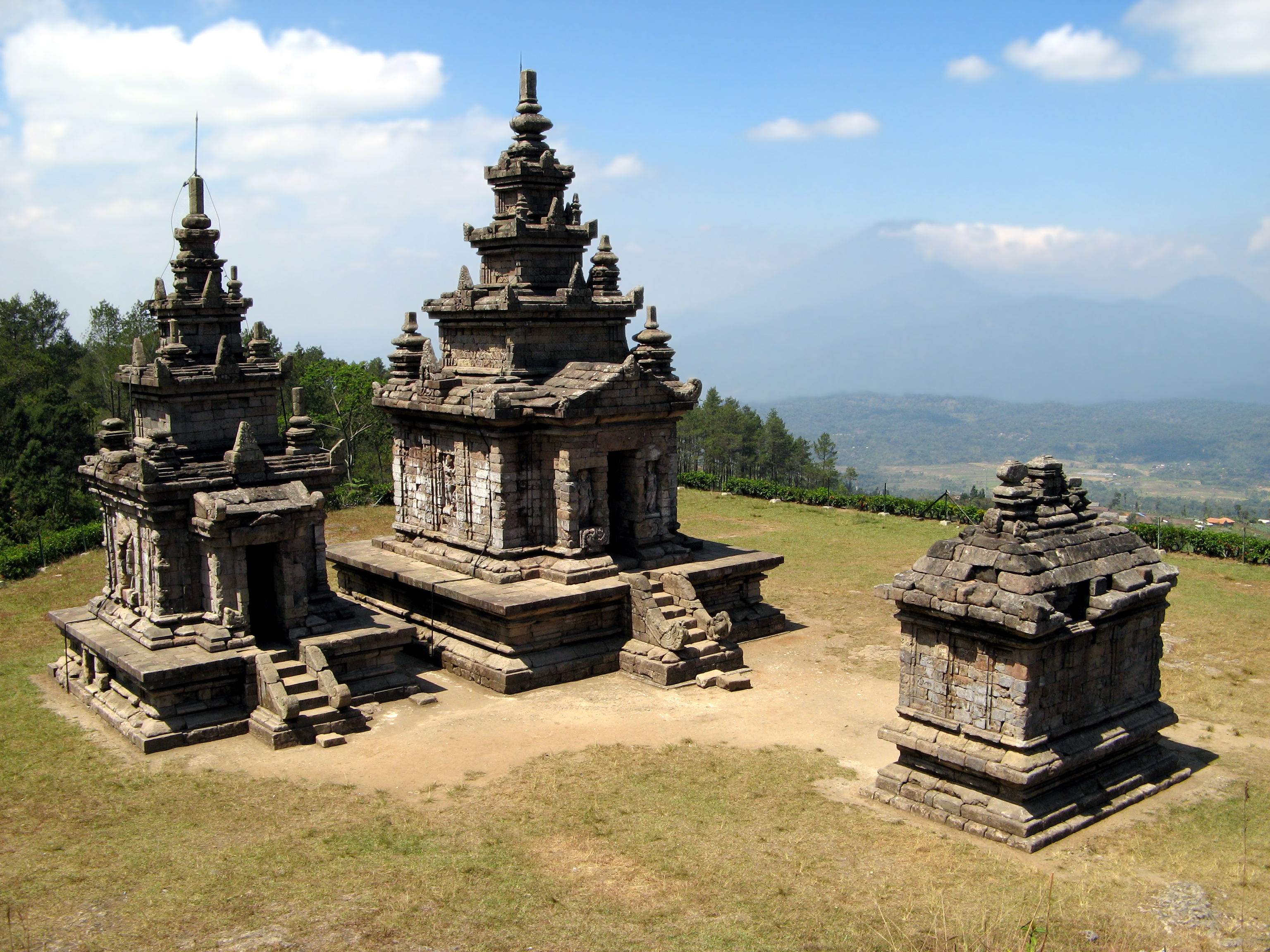
Gedong Songo
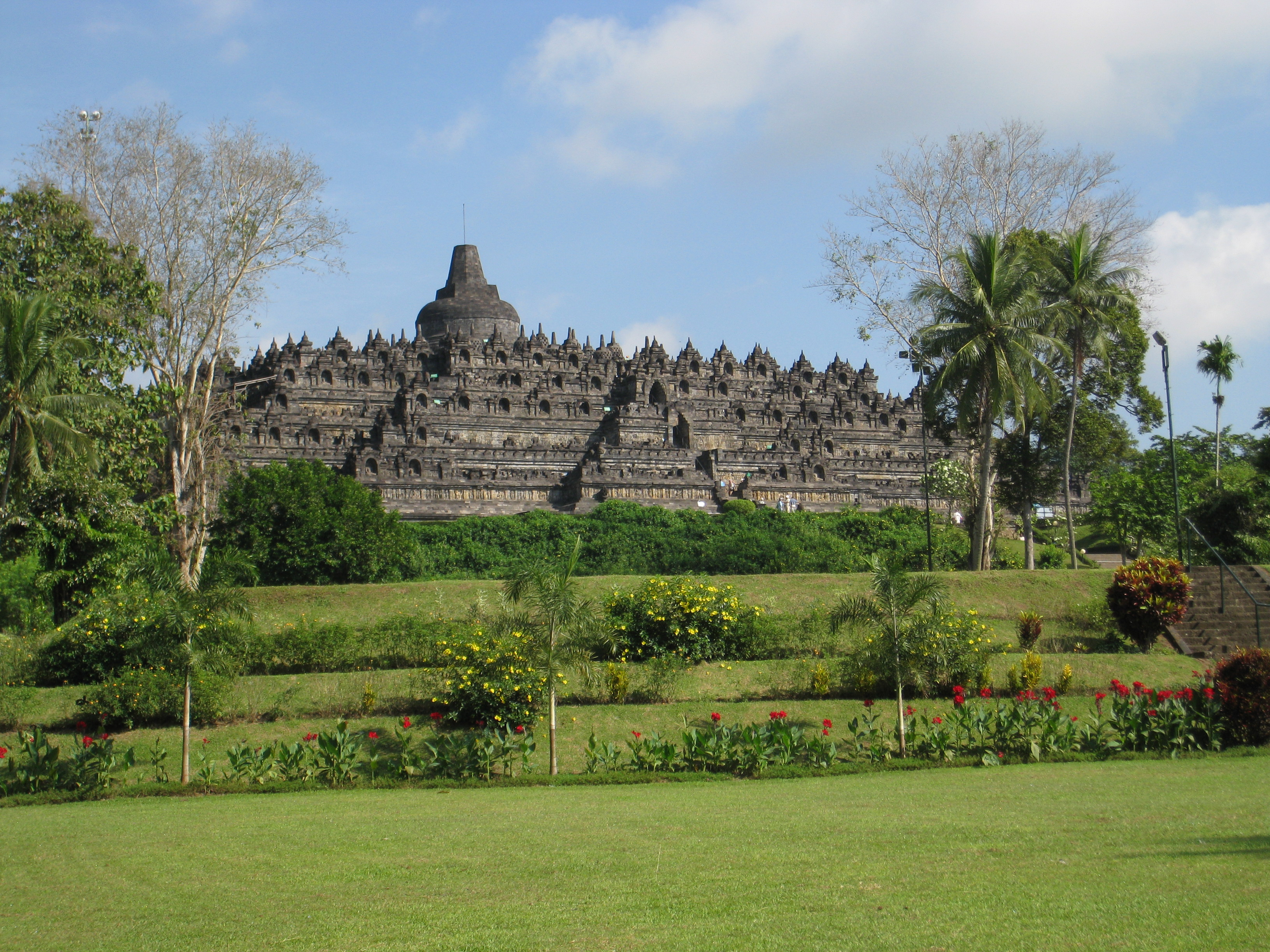
Borobudur
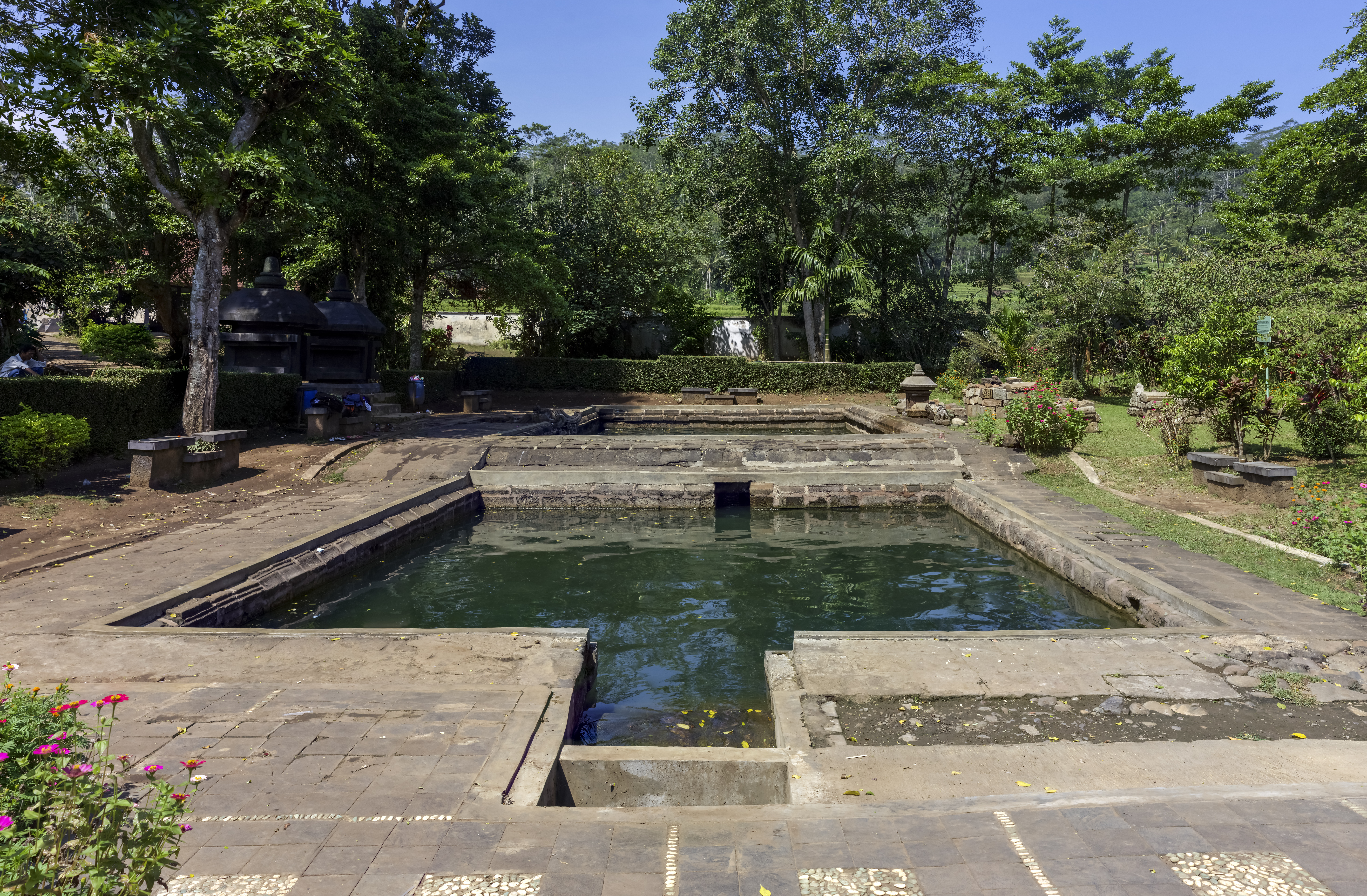
Candi Umbul

#### Encostas do Merapi

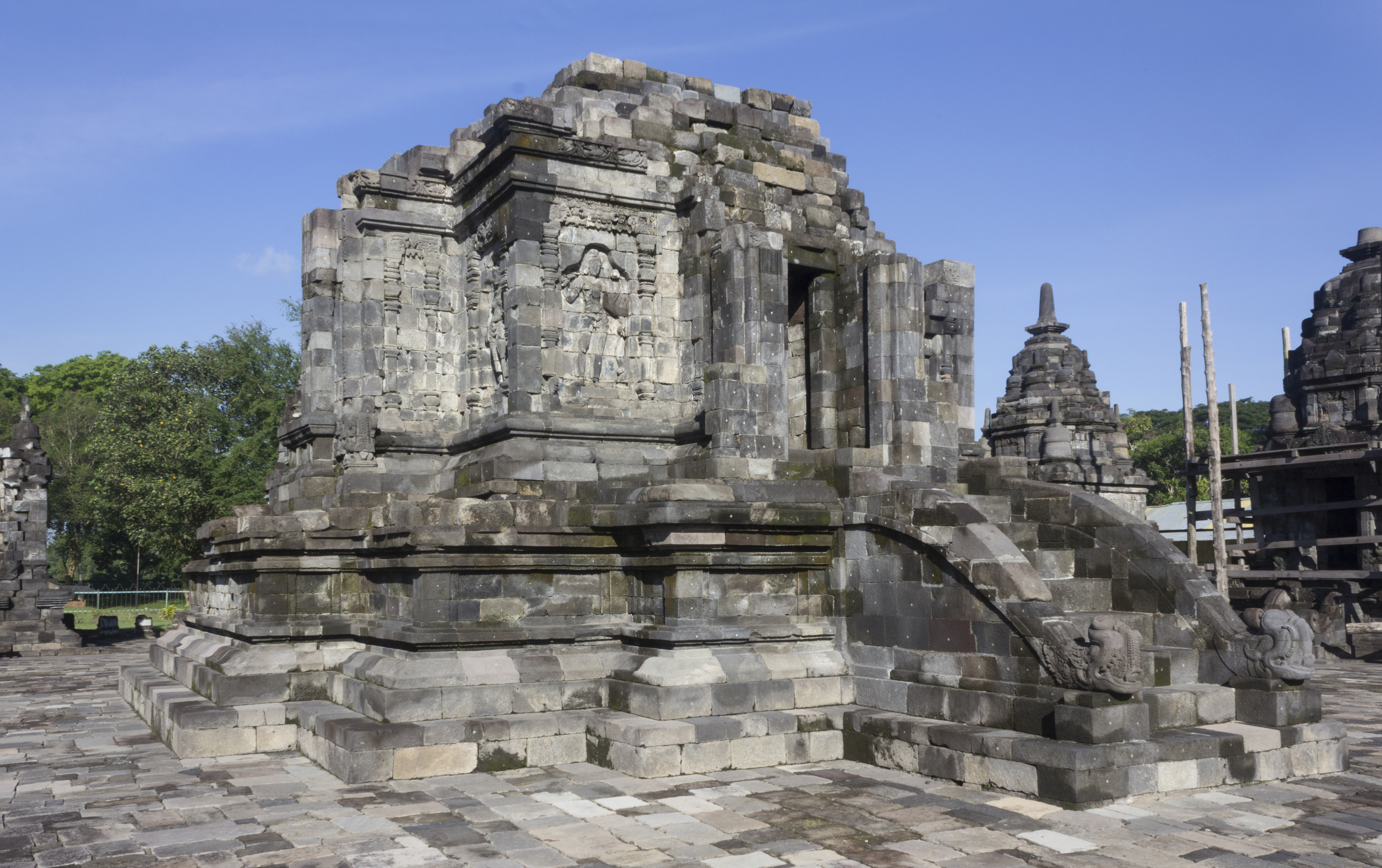

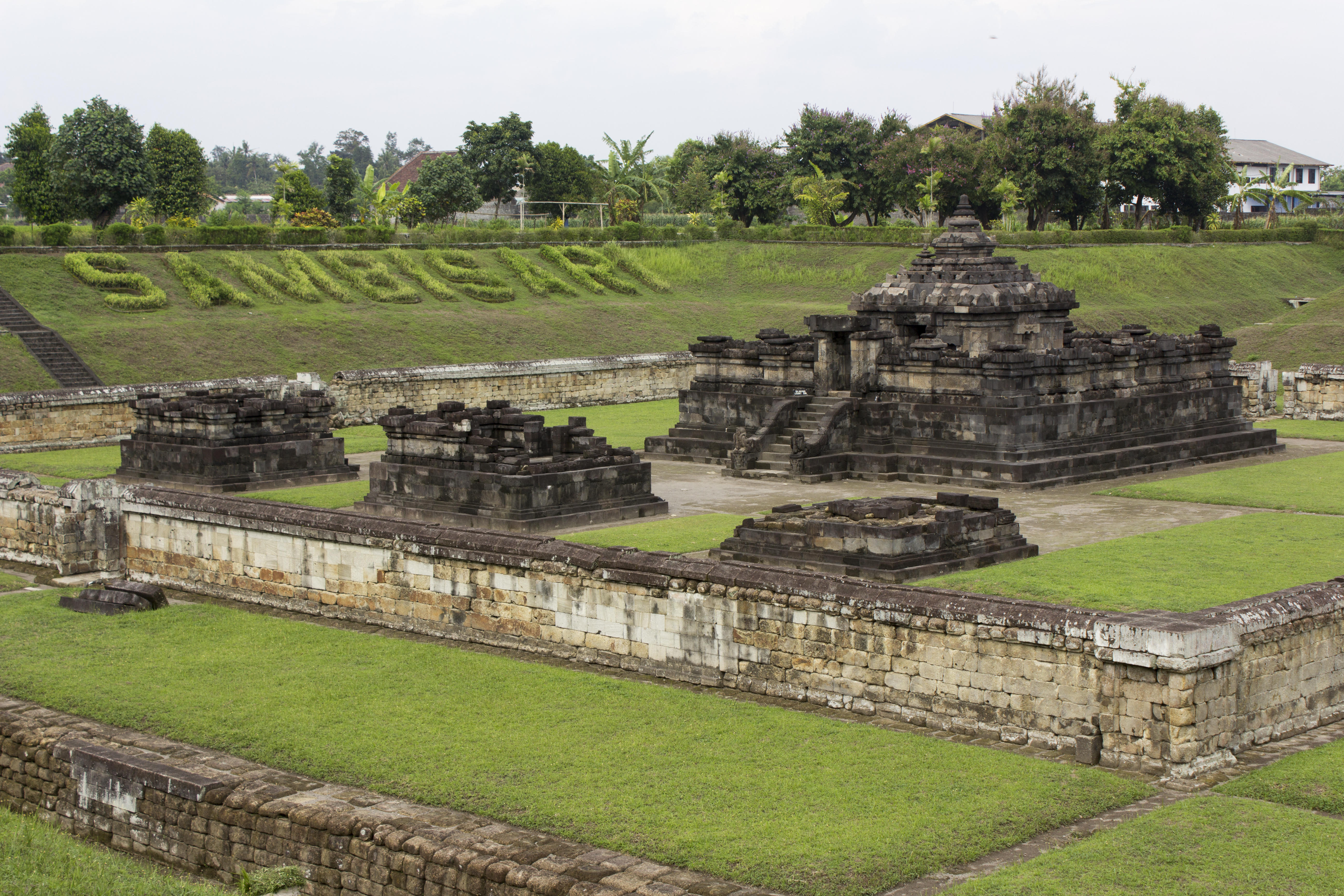

- Complexo de Sengi — Composto por três templos (Candi Asu, Candi Pendem e Candi Lumbung) dos séculos VIII e IX.
- Gebang — Templo hindu do século VIII ou início do século IX, situado na aldeia homónima, perto de Wedomartani.
- Pustakasala — Ruínas de templo xivaíta do século IX ou X, descobertas em dezembro de 2009, situadas no recinto da Universidade Islâmica da Indonésia na estrada de Kaliurang.
- Lawang
- Morangan

#### Perto de Joguejacarta
- Sambisari — Templo hindu do século X, soterrado por erupções do Merapi. Foi descoberto em 1966 por um agricultor quando lavrava os seus campos.
- Kadisoka — Templo  inacabado do século VIII, soterrado por erupções do Merapi. Descoberto em 2000, pensa-se que deve ser hindu.

#### Planície de Prambanan
- Roro Jonggrang — Conjunto principal do complexo de Prambanan. Data do século IX e é conhecido como "Donzela Esbelta". Os templos principais são dedicados a Xiva e é flanqueado por templos dedicados a Vixnu e a Brama. Nos seus relevos há representações de histórias do Ramáiana.
- Sewu — Complexo de templos budistas, mais antigo do que Roro Jonggrang. Tem um santuário principal rodeado de vários templos mais pequenos. As estátuas dos guardiões estão bem conservadas e há réplicas delas no pátio centrak do Jogja Kraton (palácio do sultão de Joguejacarta).
- Lumbung — Complexo budista em ruínas situado a sul do templo de Sewu, constituído por um templo principal rodeado por 16 templos pequenos.
- Gana — Templo budista em ruínas, rico em estátuas, baixos-relevos e pedras esculpidas. Tem numerosas representações de crianças ou anões com mãos levantadas. Situa-se a leste do complexo de Sewu, no meio de uma área residencial. Está a ser restaurado desde 1997.
- Plaosan — Complexo budista situado alguns quilómetros a leste de Sewu, provavelmente data do século IX. Pensa-se que terá sido construído por um rei hindu para a sua esposa budista.Tem dois templos principais, com relevos de um homem e duma mulher, além de uma estupa delgada.
- Arca Bugisan — Conjunto de sete estátuas de Buda e de bodisatvas, algumas caídas, com diferentes poses e expressões.
- Sajiwan — Templo budista decorado relevos relacionados com educação. A base e a escadaria estão decorados com fábulas de animais.
- Sari — Originalmente um santuário para sacerdotes budistas. Datado do século VIII, tem nove estupas no cimo e duas salas, que se pensa terem servido como local de meditação dos religiosos.
- Kalasan — Templo budista do século VIII construído para comemorar o casamento de um rei com uma princesa. Está decorado com relevos finamente esculpidos.
- Kedulan — Descoberto em 1994 por escavadores de areia, encontra-se a quatro metros de profundidade. Está visível a base quadrada do templo principal, mas os templos secundários ainda não foram completamente escavados.

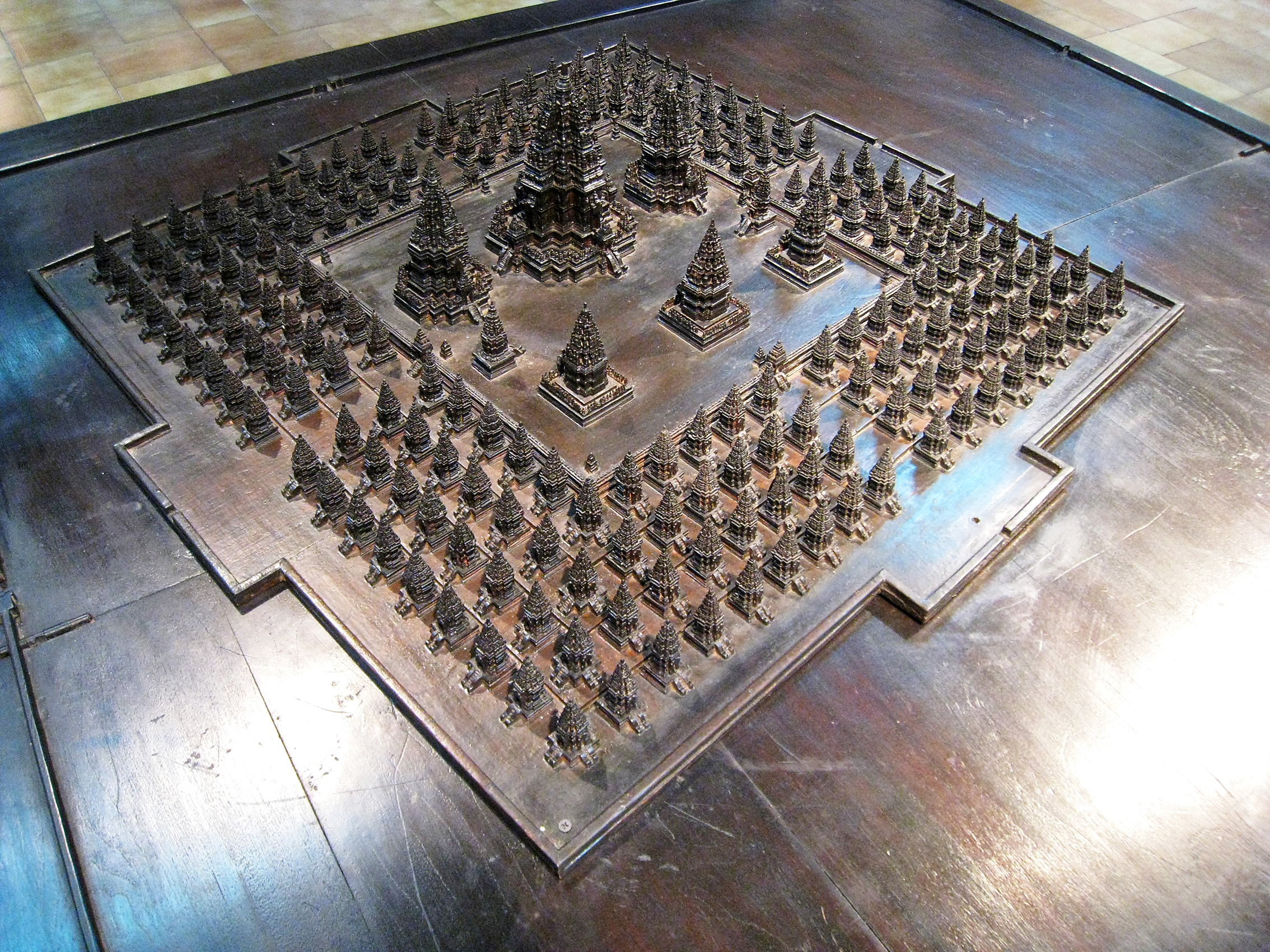
Maquete de Prambanan
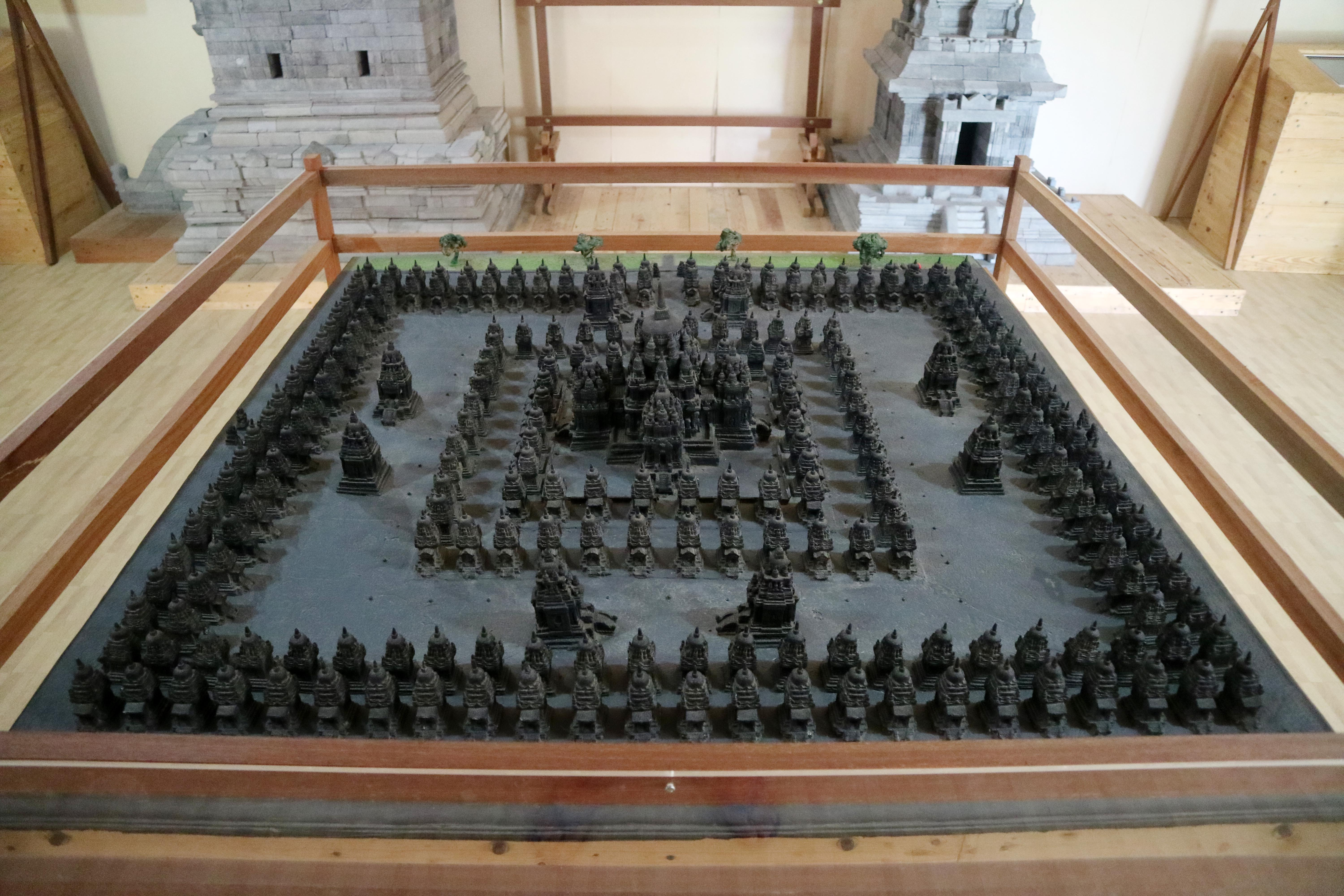
Maquete de Candi Sewu
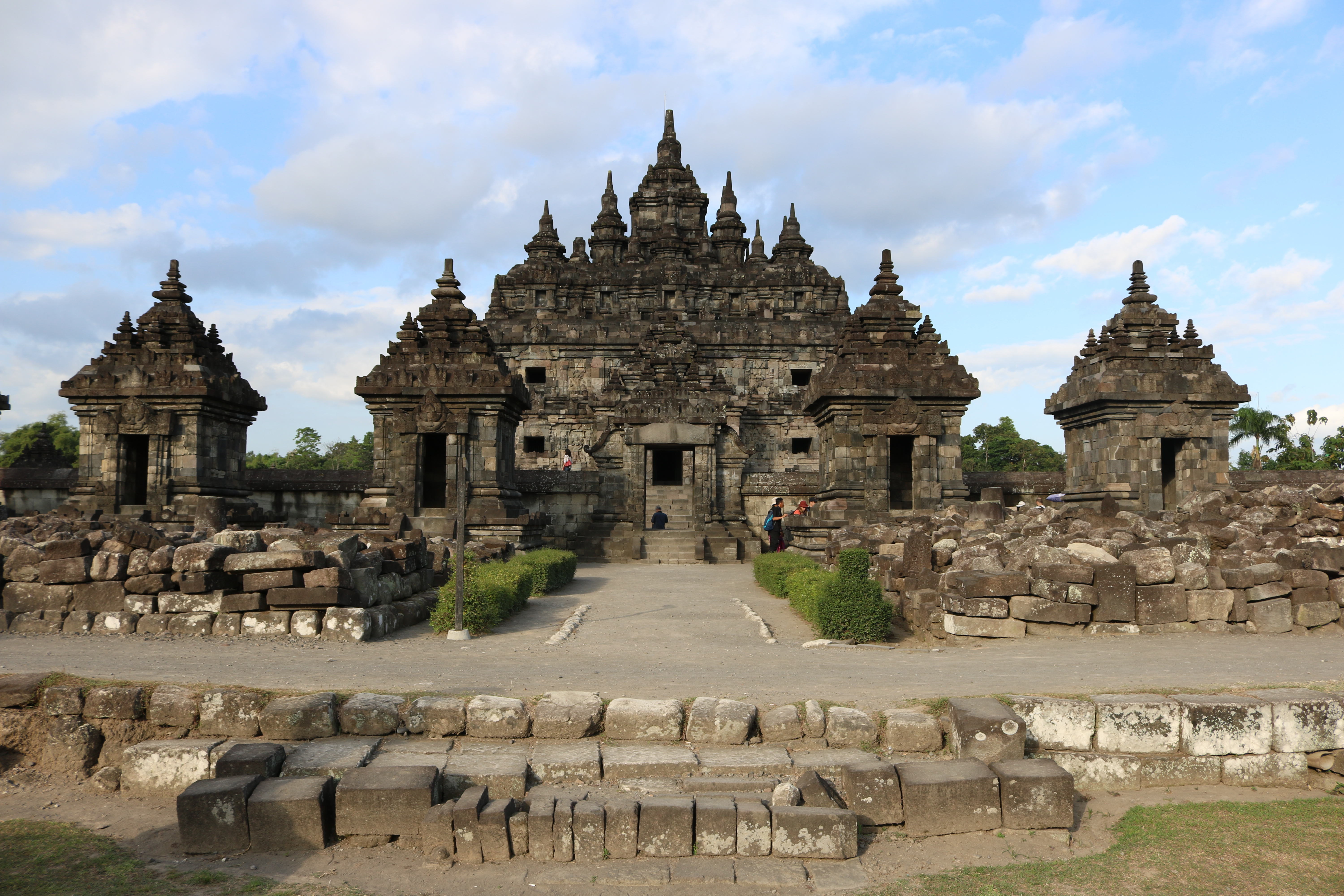
Candi Plaosan
Candi Sari

#### Ratu Boko e imediações

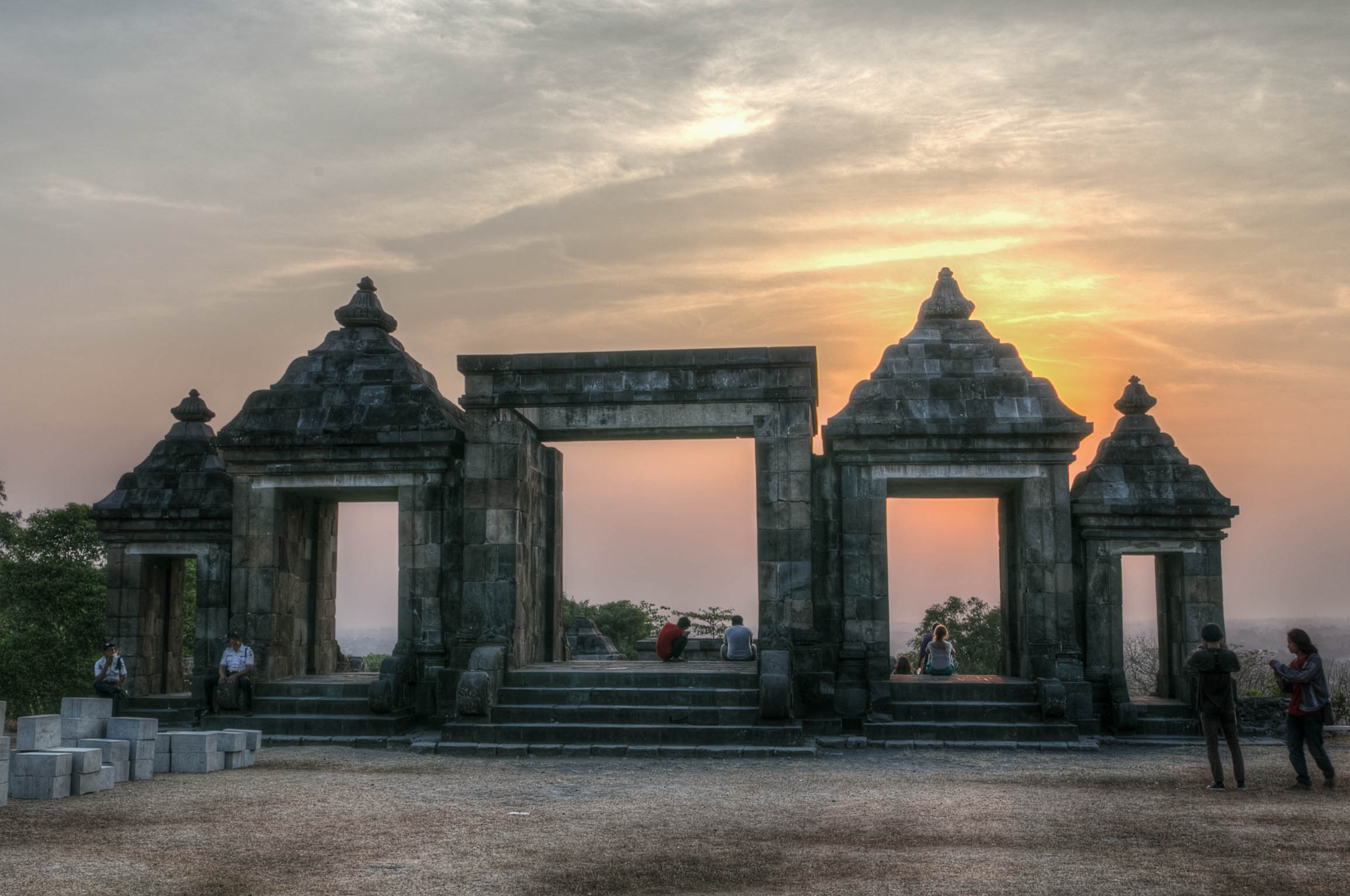
Ratu Boko

- Ratu Boko — Ao contrário da generalidade dos candis, é uma povoação fortificada ou palaciana, construída entre os séculos VIII e IX. É conhecido localmente como Kraton Ratu Boko (Palácio do Rei Boko), pois terá sido o palácio do Rei Boko protagonista da lenda javanesa de Roro Jonggrang, à qual também estão ligados os templos de Sewu, o templo principal de Prambanan e Candi Watugudig.
- Arca Gopolo — Grupo de sete estátuas dispostas em círculo, como se estivessem numa assembleia. Nas roupas da estátuas maior ainda se podem ver decorações florais.
- Banyunibo — Pequeno complexo budista do século IX, com um templo principal rodeado por seis mais pequenos, formando uma estupa. A restauração terminou em 1978.
- Candi Barong — Par de templos quase idênticos em terraços. Acredita-se que datem do século VIII e tivessem feito parte de um complexo sagrado dos quais eram as peças principais.
- Dawangsari — Amontoado de pedras de andesito que se pensa ter sido uma estupa que foi destruída.
- Ijo — Complexo de templos com três andares, dos quais apenas um está restaurado. Um deles é o santuário principal e há outros dois secundários, com estátuas.
- Watugudig — Ruínas de um templo budista do qual são visíveis apenas bases redondas de colunas ou pilares.[22] Foram descobertas cerca de 40 bases, mas há outras enterradas. Os locais acreditam que é o local onde foi enterrado o rei Boko.[carece de fontes?]
- Abang — Poço que tem a aparência de uma pirâmide com paredes muito altas, que em alguns aspetos se assemelha a Borobudur.
- Gampingan — Ruínas que estavam soterradas a um metro e meio de profundidade, de um templo com escadas. Pensa-se que os relevos de animais existentes na base do templo representem uma fábula.
- Sentono — Par de templos em cavernas na base do Candi Abang, que possivelmente são mais novos do que os outros templos da região. Numa das cavernas há baixos-relevos e uma estátua.
- Payak — O local de banhos melhor preservado de Java Central, situado cinco metros abaixo do solo. Pensa-se que é hindu.

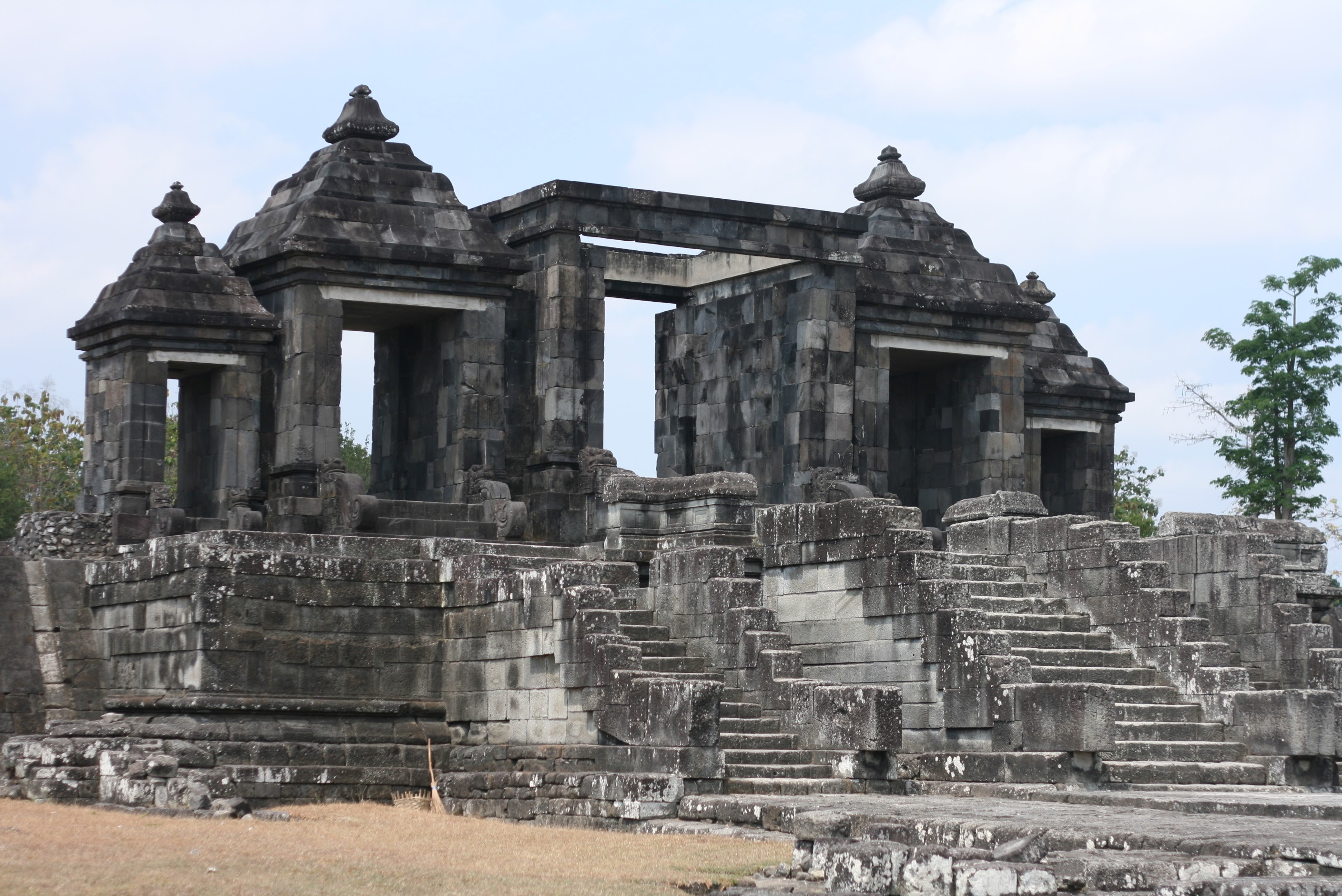
Ratu Boko
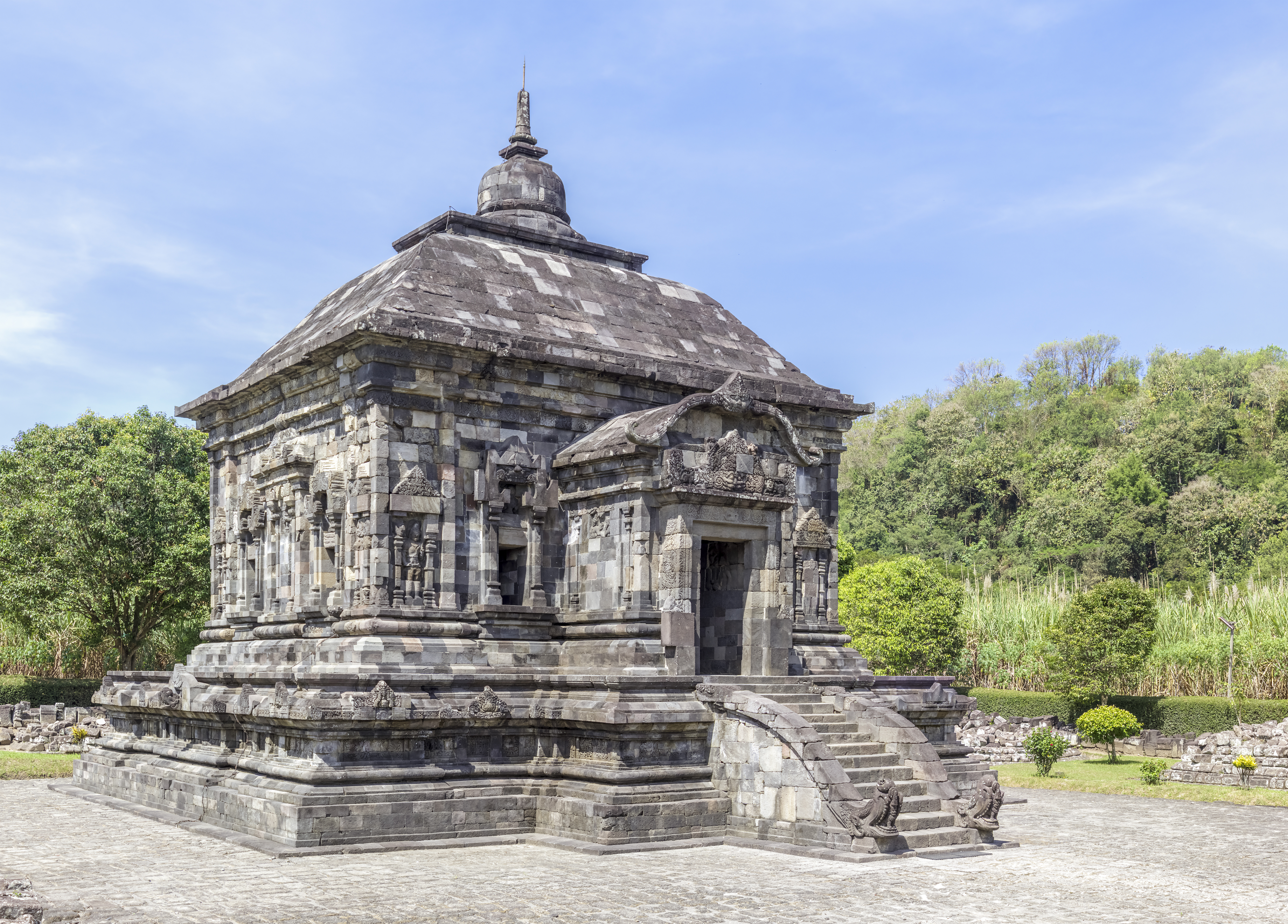
Candi Banyunibo
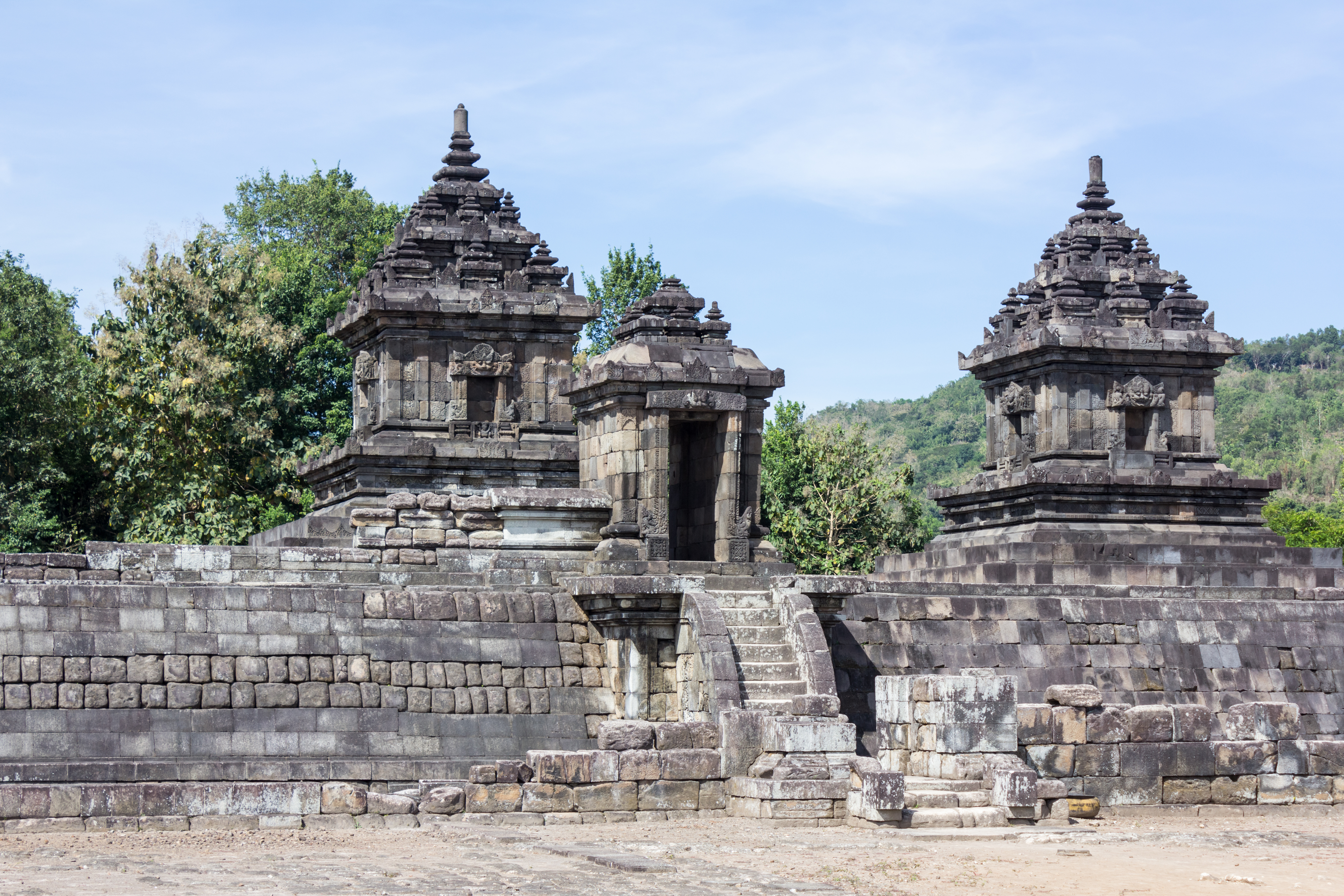
Candi Barong
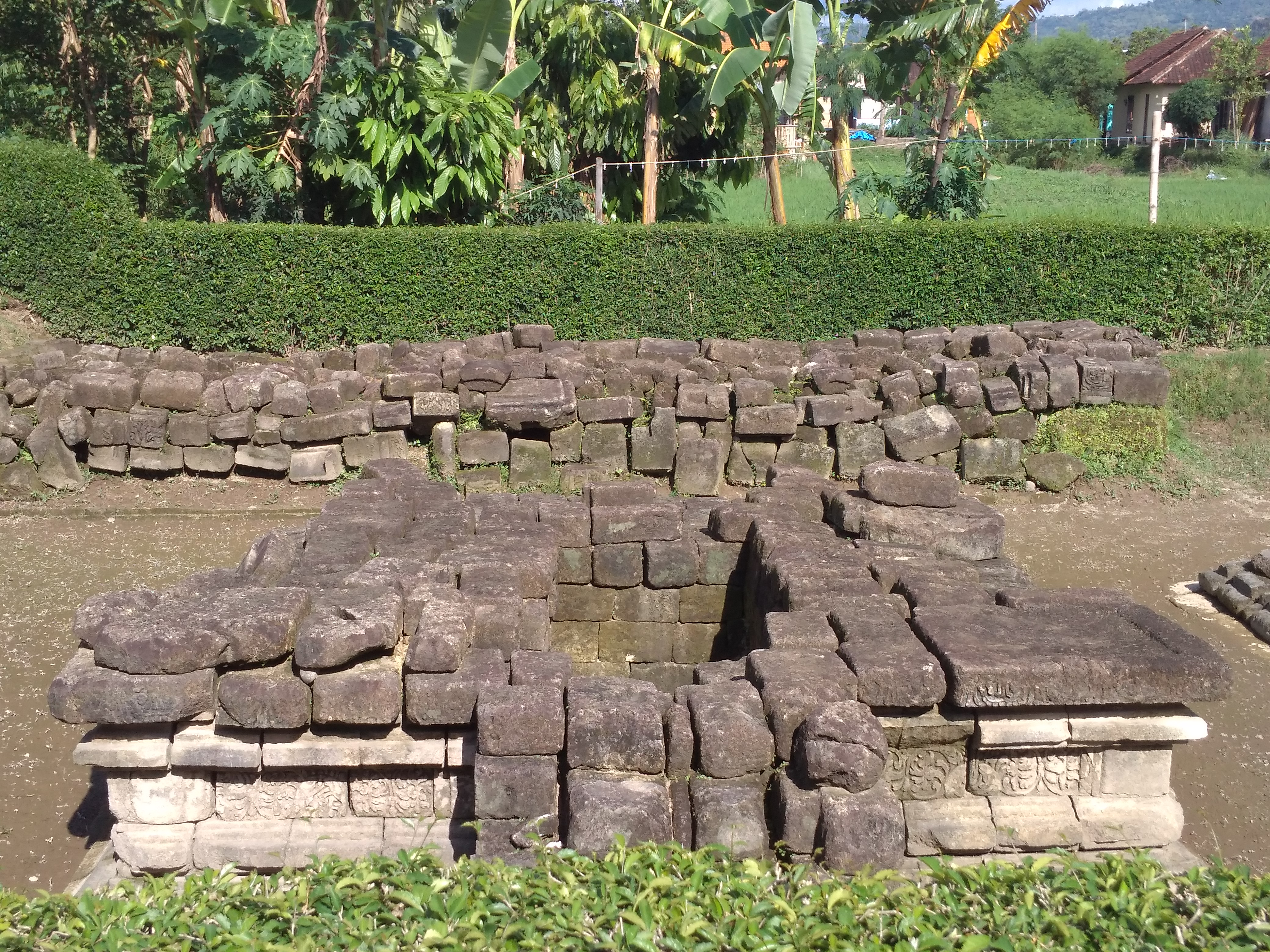
Candi Gampingan

#### Regência de Klaten
A leste de Joguejacarta:
- Merak — Dois templos hindus do século X, ricos em relevos e decorações, situados no meio de uma aldeia.
- Karangnongko — Ruínas em muito mau estado, cuja data se desconhece devido aos vestígios serem tão escassos.

#### Monte Lawu
Situado cerca de 20 km a leste de Suracarta:
- Ceto — Templo hindu do século XV situado na encosta do vulcão, a 1 470 m de altitude.
- Sukuh — Outro complexo hindu do século XV no monte Lawu, que faz lembrar uma pirâmide maia. Os relevos ilustram a vida antes do nascimento e educação sexual.

Candi Merak
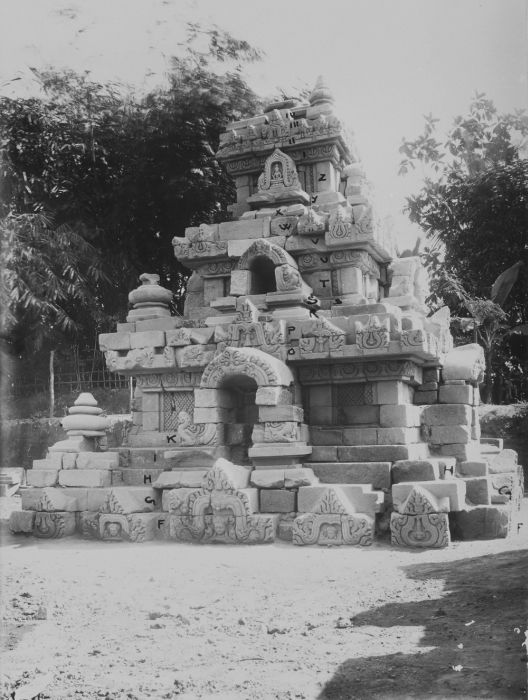
Karangnongko
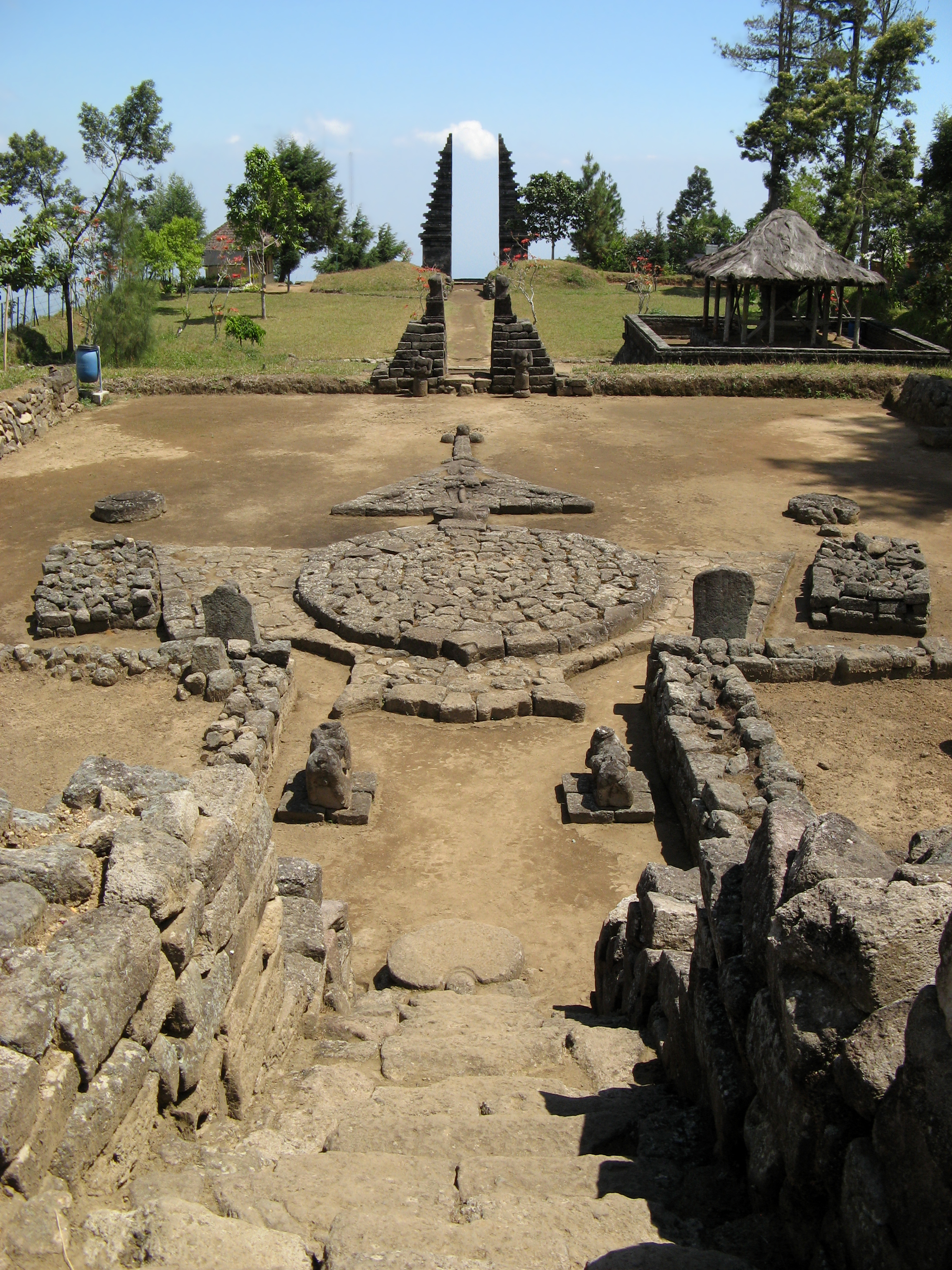
Candi Ceto
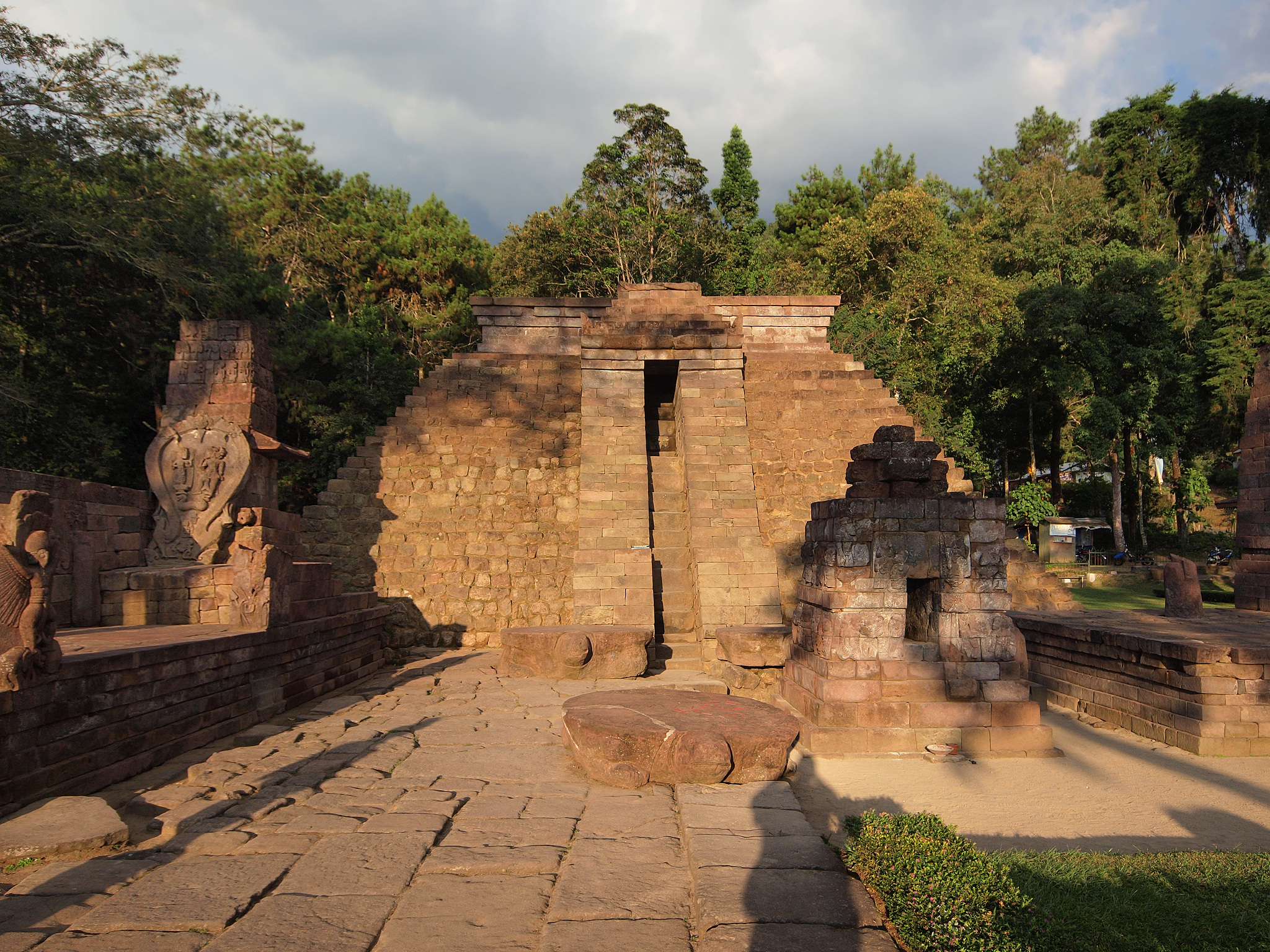
Candi Sukuh

### Java Oriental

#### Área de Malangue
- Badut — Também conhecido com Candi Liswa, é um pequeno templo xivaíta construído no século VIII.
- Songgoriti — Templo hindu muito semelhante ao de Sembrada, em Dieng. Situa-se num vale entre o monte Arjuno e o monte Kawi.
- Jago — Templo hindu do final do século XIII, com terraços decorados com relevos no estilo dos fantoches Wayang, com cenas do épico hindu Maabarata e demónios do submundo.
- Singasari — Templo sincrético hindu-budista do século XIII ou início do século XIV, que é o templo funerário do rei Kertanegara (r. 1268–1292), último monarca do Reino de Singasari, precursor do Império de Majapait.
- Kidal — Datado de c. 1248 e dedicado igualmente aos reis de Singasari, situa-se na aldeia de Rejokidal, cerca de 20 km a leste de Malangue.
- Sumberawan — Estupa budista de andesito situada na aldeia de Toyomarto, no monte Arjuno, a 6 km do Candi Singasari. Estima-se que terá sido construído nos anos finais do Reino de Singasari.
- Rambut Monte — Situado na aldeia de Krisik, distrito de Gandusari, regência de Blitar
- Selakelir — Complexo de templos situado na encosta ocidental do monte Penanggungan.[23]

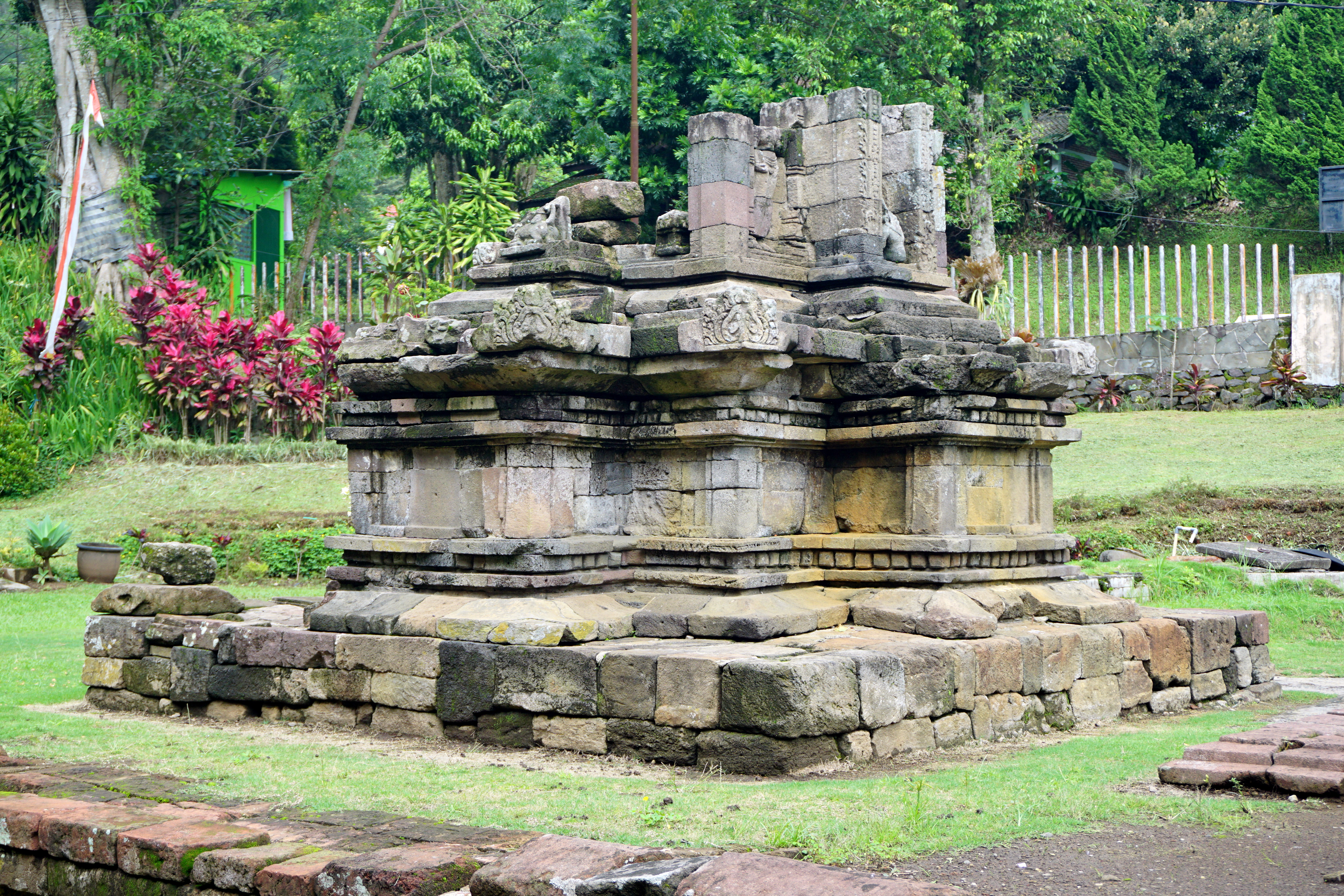
Candi Songgoriti
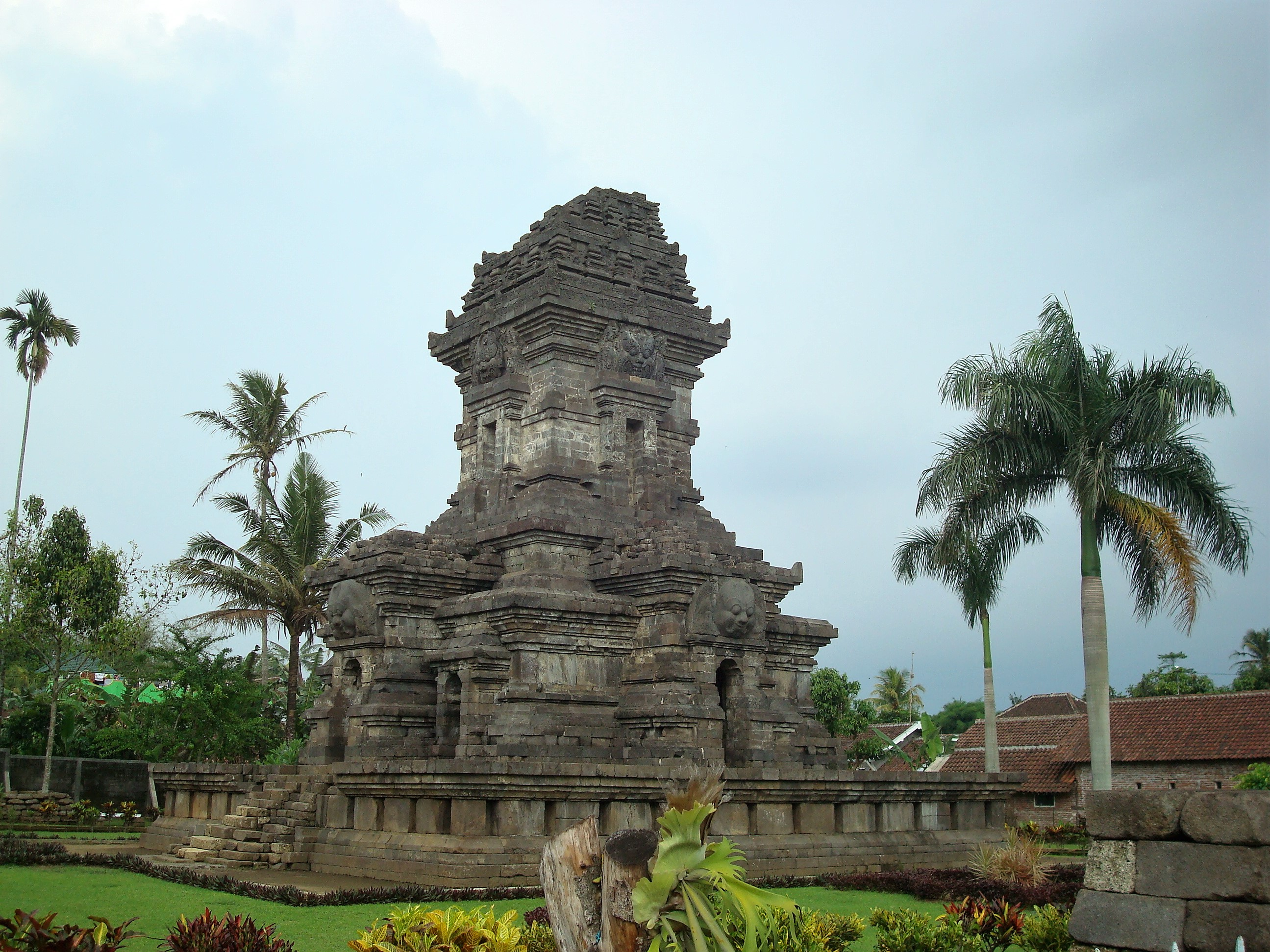
Candi Singasari
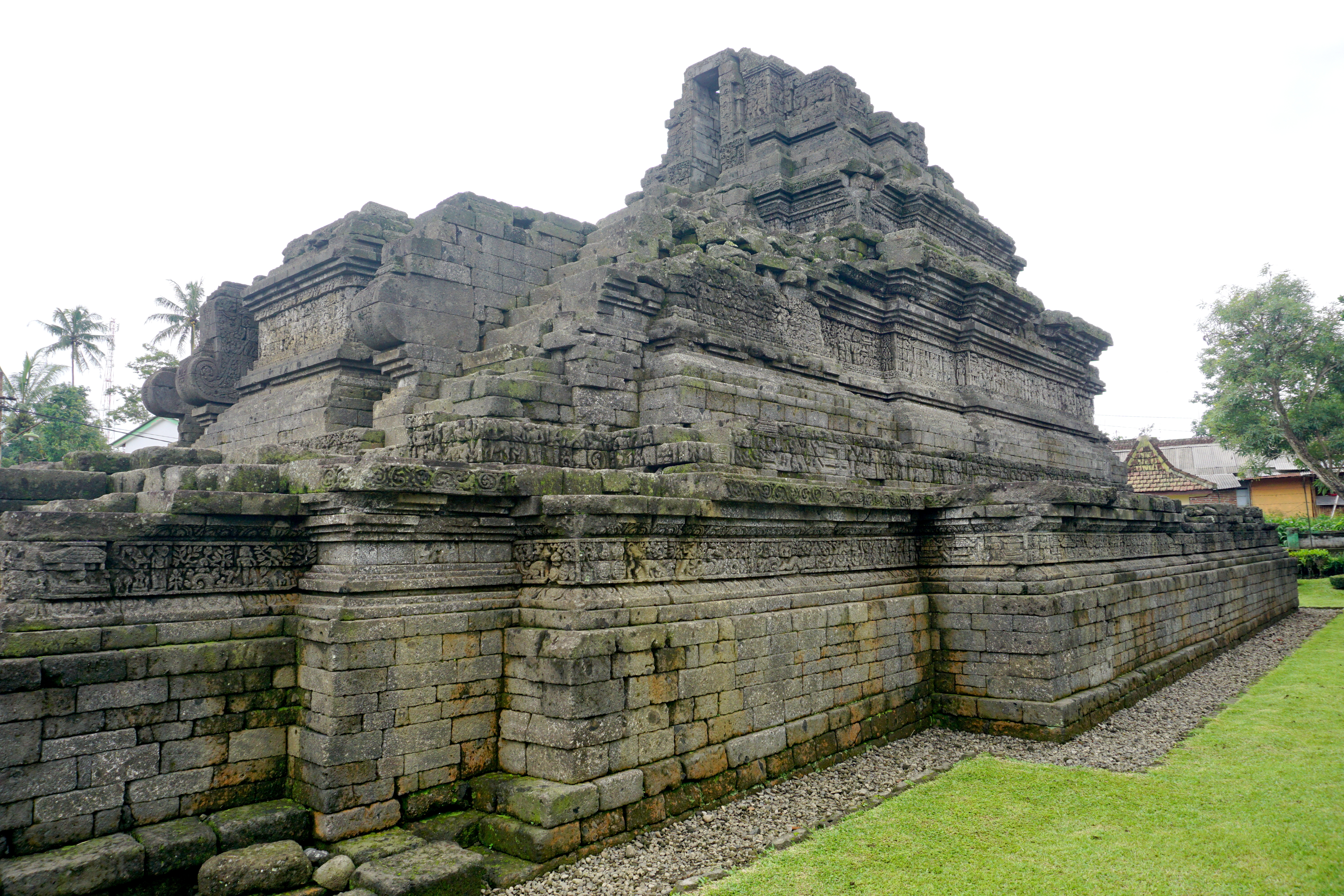
Candi Jago
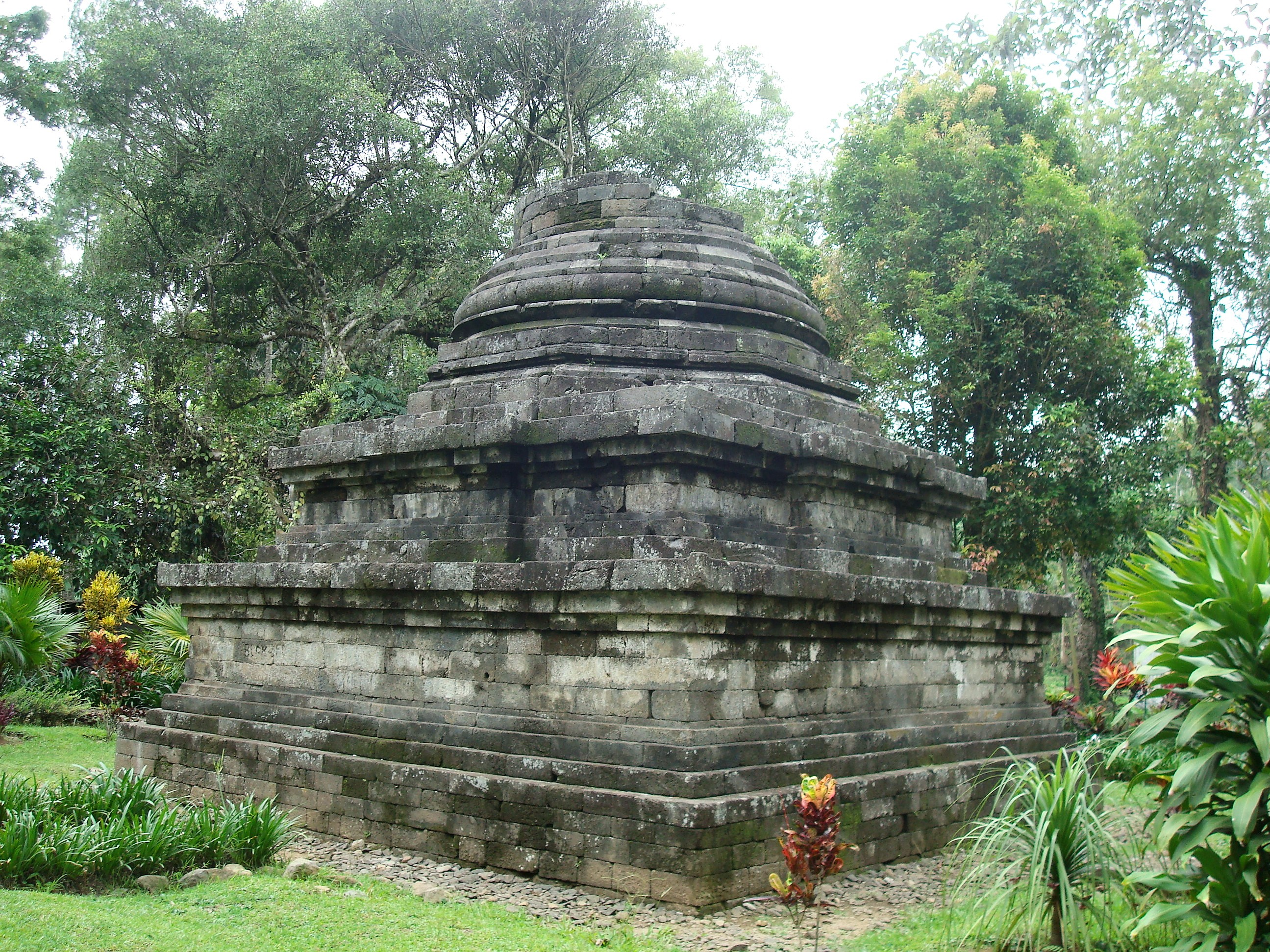
Candi Sumberawan

#### Área de Blitar

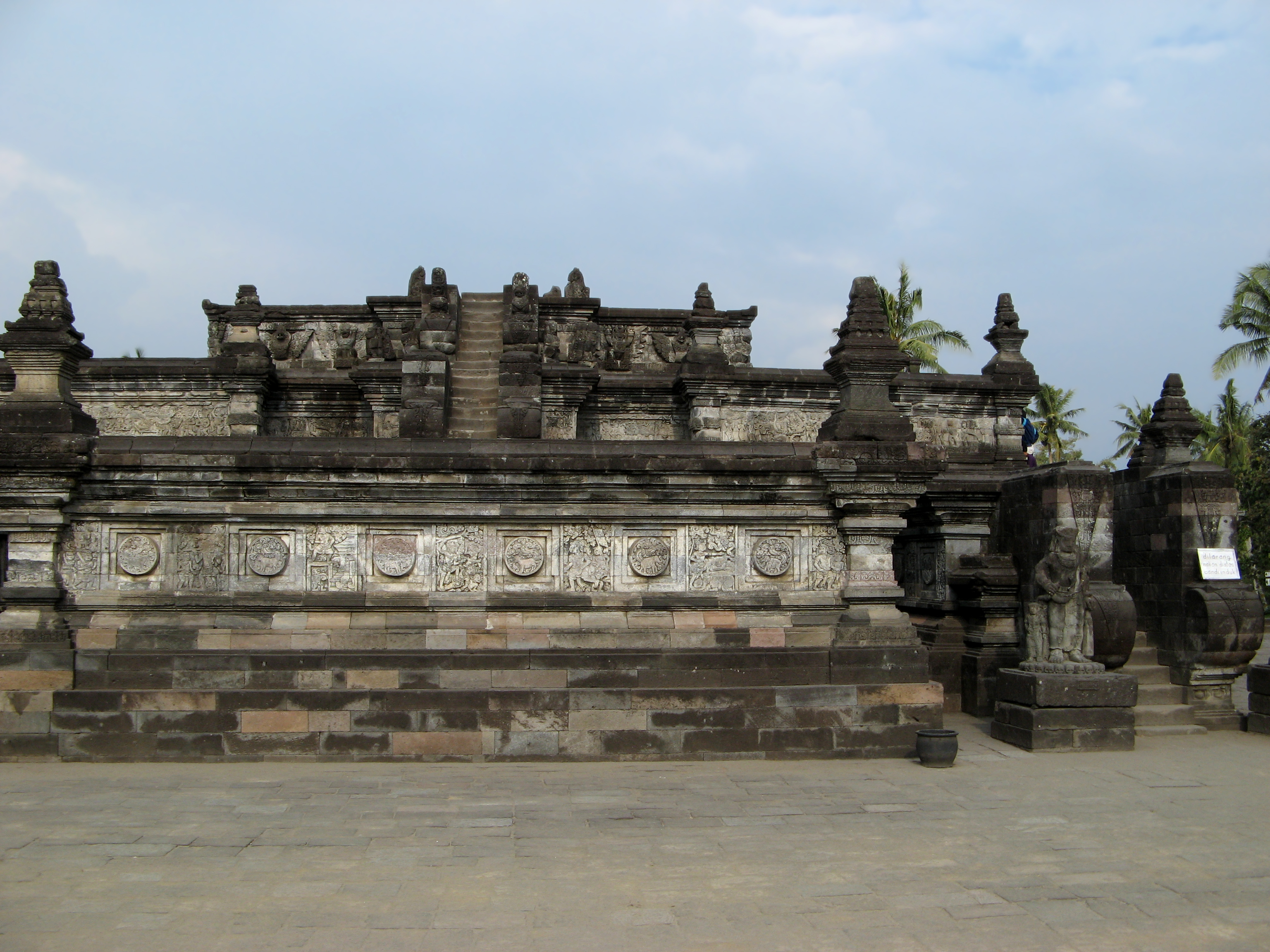

- Penataran — Único complexo de templos de dimensões apreciáveis em Java Oriental, com uma série de santuários e pavilhões, construídos entre os séculos XII e XV. Acredita-se que fosse o templo estatal do Império de Majapait.

| - Bacem - Boro - Kalicilik - Kotes - Wringin Branjang |  | - Sawentar - Sumbernanas - Sumberjati (ou Simping). - Gambar Wetan - Plumbangan |

#### Área de Kediri

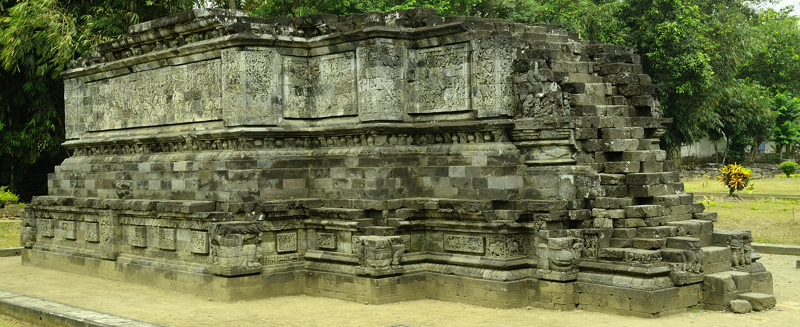

- Surawana — Pequeno templo hindu do período Majapait, situado na aldeia de Canggu. Acredita-se que foi construído em 1390 como memorial de Wijayarajasa, príncipe de Wengker.
- Setono Gedong — atualmente uma mesquita.
- Arca Totok Kerot — Estátua com três metros de altura na aldeia de Bulusari, possivelmente do século X. Parece ser a representação de um dvarapala feminino, algo muito pouco usual, pois os dvarapalas são quase sempre figuras masculinas.

| - Tondowongso - Tegowangi - Dorok |  | - Arca Mbah Budho - Gua Selomangleng — caverna - Gua Selobale — caverna |

#### Áreas de Sidoarjo, Tretes e Probolinggo
- Pari — Templo em Sidoarjo do período Majapait, datado de 1371. Construído em tijolo, apresenta semelhanças com a arquitetura Champá do Vietname.
- Sumur — Situado a poucas centenas de metros do Candi Pari, provavelmente é da mesma época.
- Gunung Gangsir — na aldeia homónima, perto de Beji, regência de Pasuruan.[24]
- Jawi — Templo funerário xivaíta-budista esbelto completado cerca de 1300. Situado em Tretes, nas encostas de Arjuno-Welirang.
- Sítios arqueológicos de Penanggungan — No monte Penanggungan há vários santuários em terraços, cavernas de meditação e lagos sagrados, totalizando cerca de 80 sítios, que incluem o Candi Belahan, que se acredita ser o local de enterro do rei Airlangga de Kahuripan [en], morto em 1049.
- Jabung — Templo budista situado a leste de Probolinggo, perto de Kraksaan. Segundo uma inscrição existente no cimo do portal do templo, data de 1354.

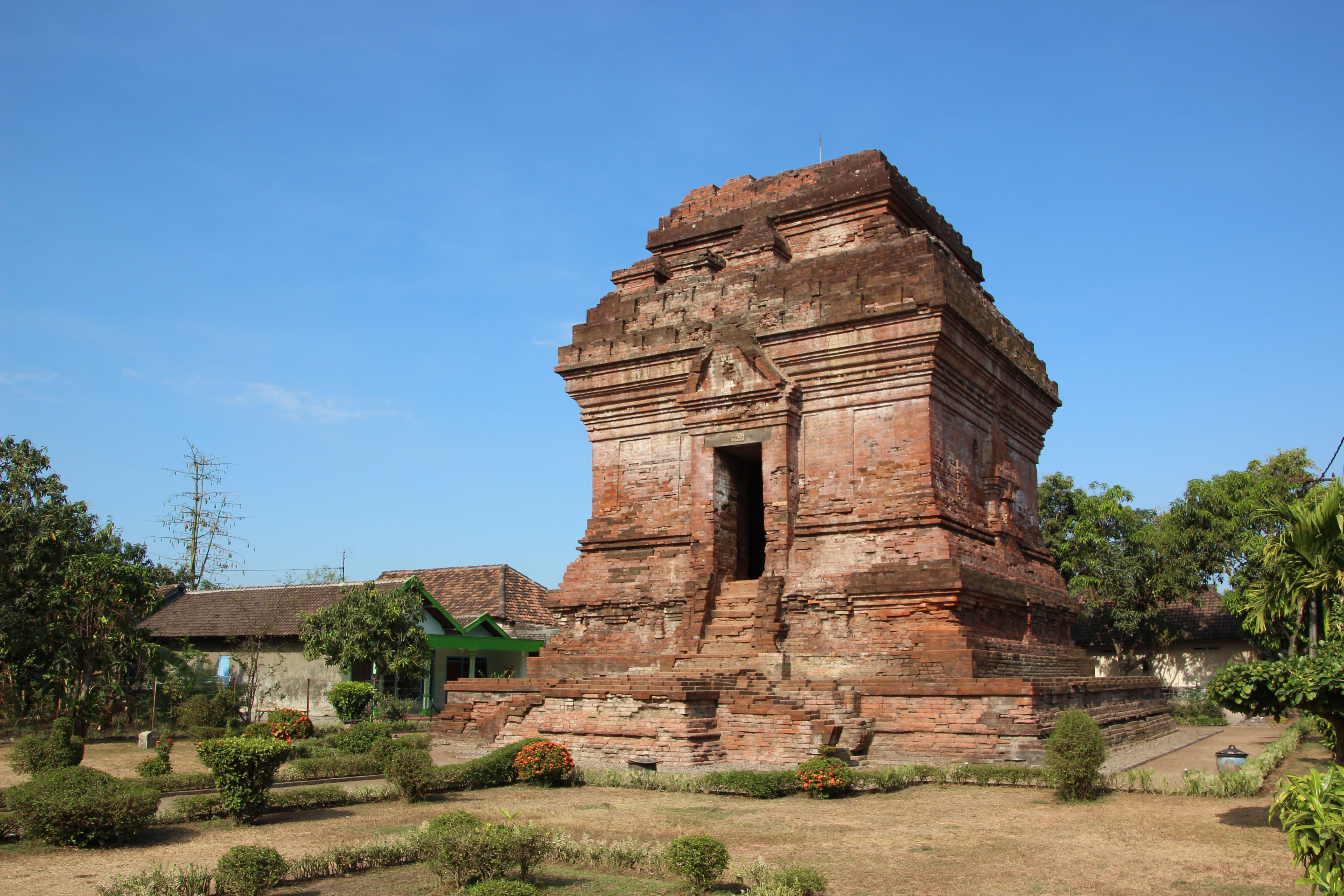
Candi Pari
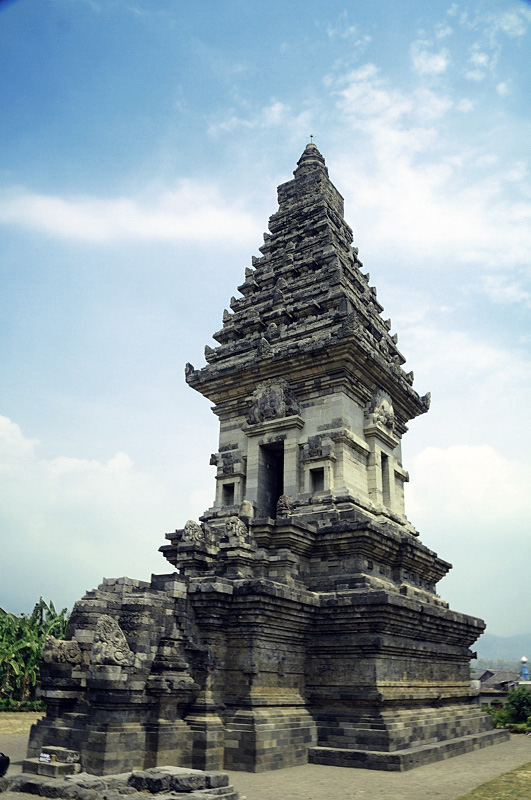
Candi Jawi
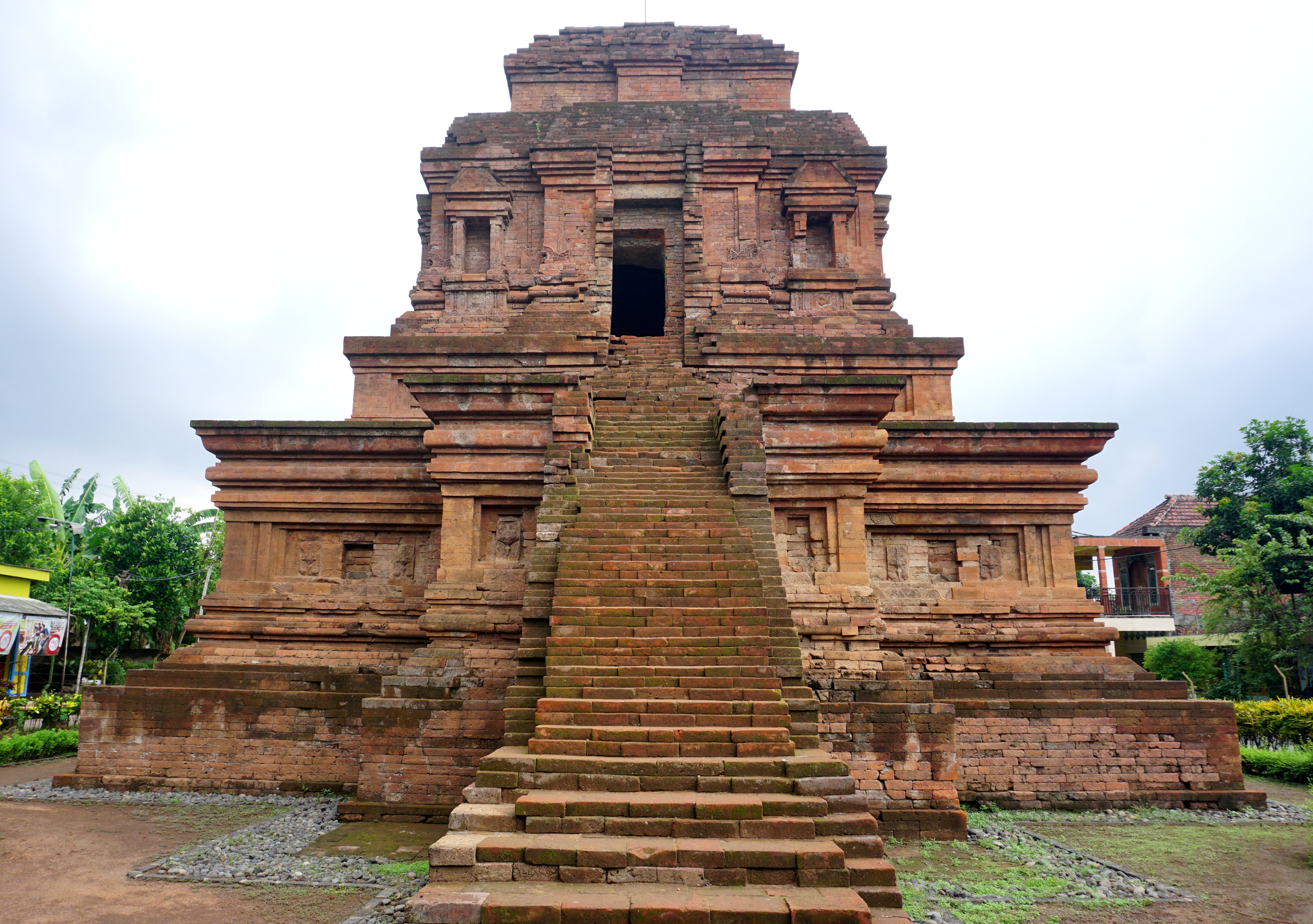
Candi Gunung Gangsir
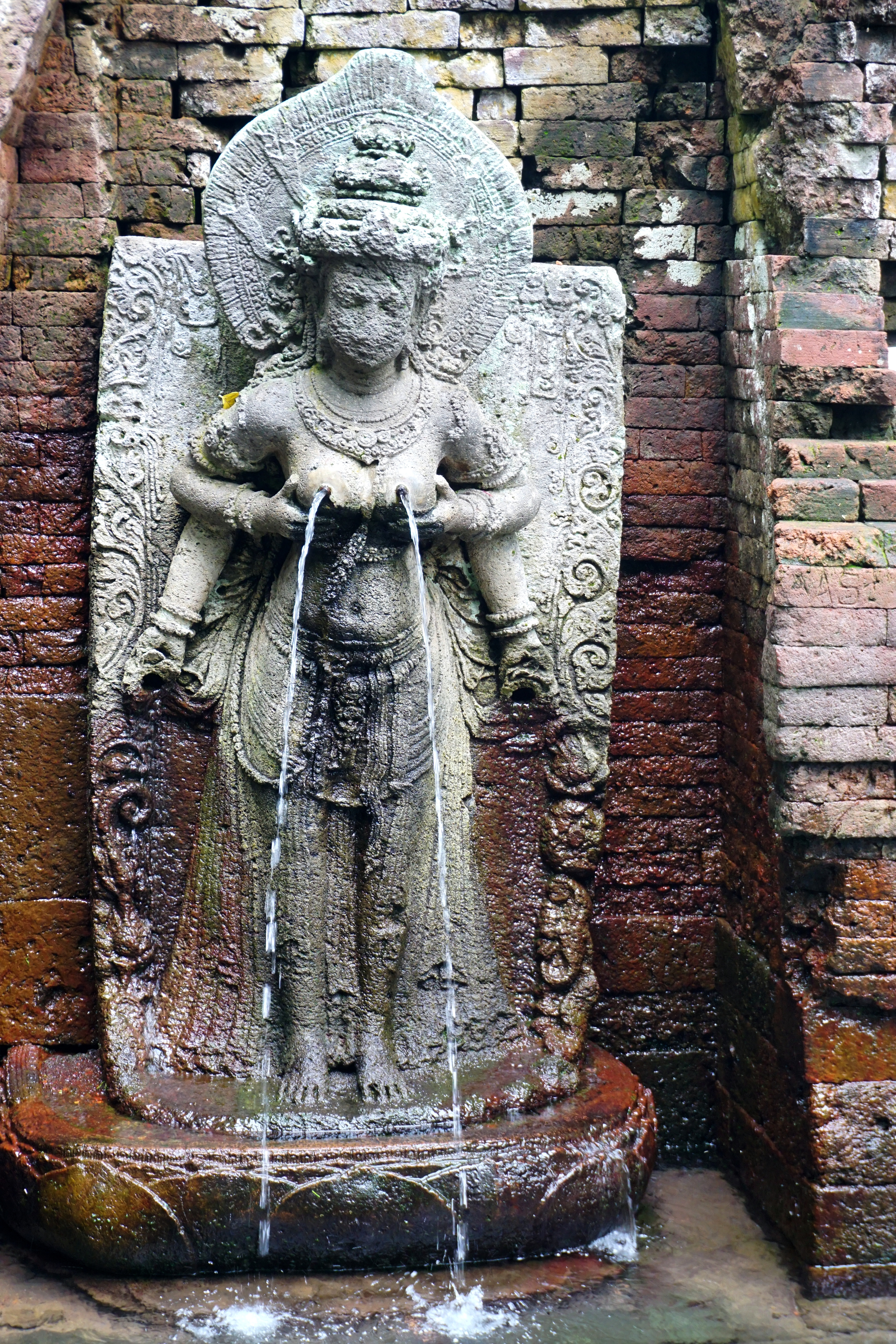
Candi Belahan
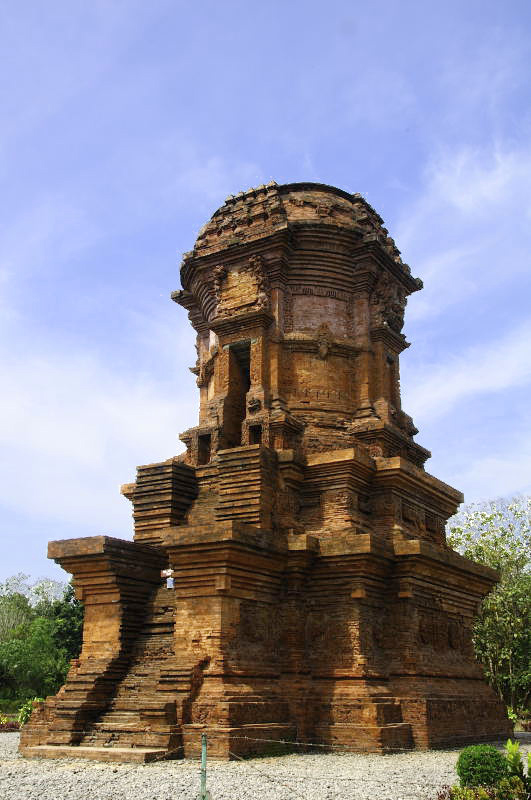
Candi Jabung

#### Trowulan
Trowulan foi a capital do Império de Majapait, que controlou a maior parte dos portos importantes do Sudeste Asiático e que sobrevivia graças a um sistema de irrigação sofisticado.
- Tikus — Sítio que contém restos do portão do palácio real e de um sistema hidraúlico. Em Tikus era armazenada água proveniente do monte Penanggungan que era usada em rituais de santificação.
- Brahu — Templo budista na área de Bubat, no recinto do palácio real Majapait. Há quem acredite que é o templo mais antigo de Trowulan; a 45 metros dele foi encontrada uma escultura em cobre mandada fazer pelo rei Mpu Sindok de Kahuripan em 9 de setembro de 939. Não se sabe exatamente qual a sua função. Foi restaurado entre 1990 e 1995.[25]
- Gentong — Situado 350 metros a leste do Candi Brahu, também se desconhece a sua função. Na área do templo foram encontradas numerosas cerâmicas chinesas das dinastias Yuan (1271–1368) e Ming (1368–1644).
- Muteran — Situado a norte do Candi Brahu, também se desconehce a sua função.
- Kolam Segaran — Tanque do período Majapait, com funções recreativas e para saudações a convidados estrangeiros. Foi restaurado entre 1966 e 1984. É o maior tanque antigo encontrado na Indonésia.

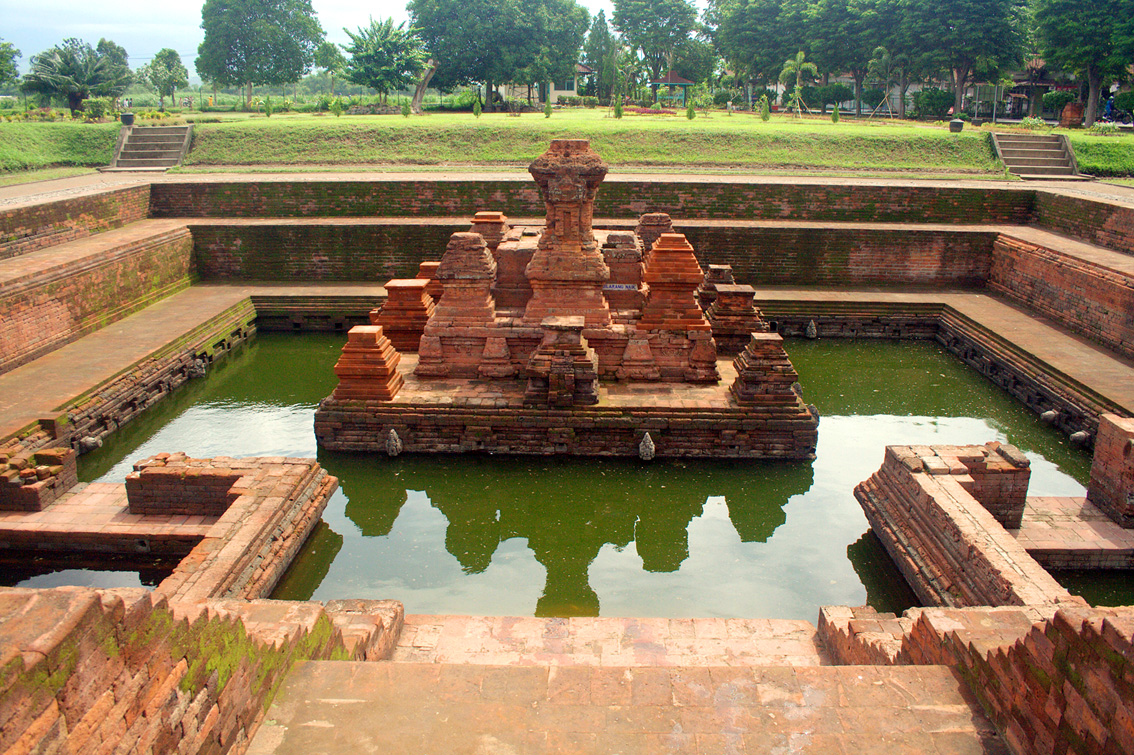
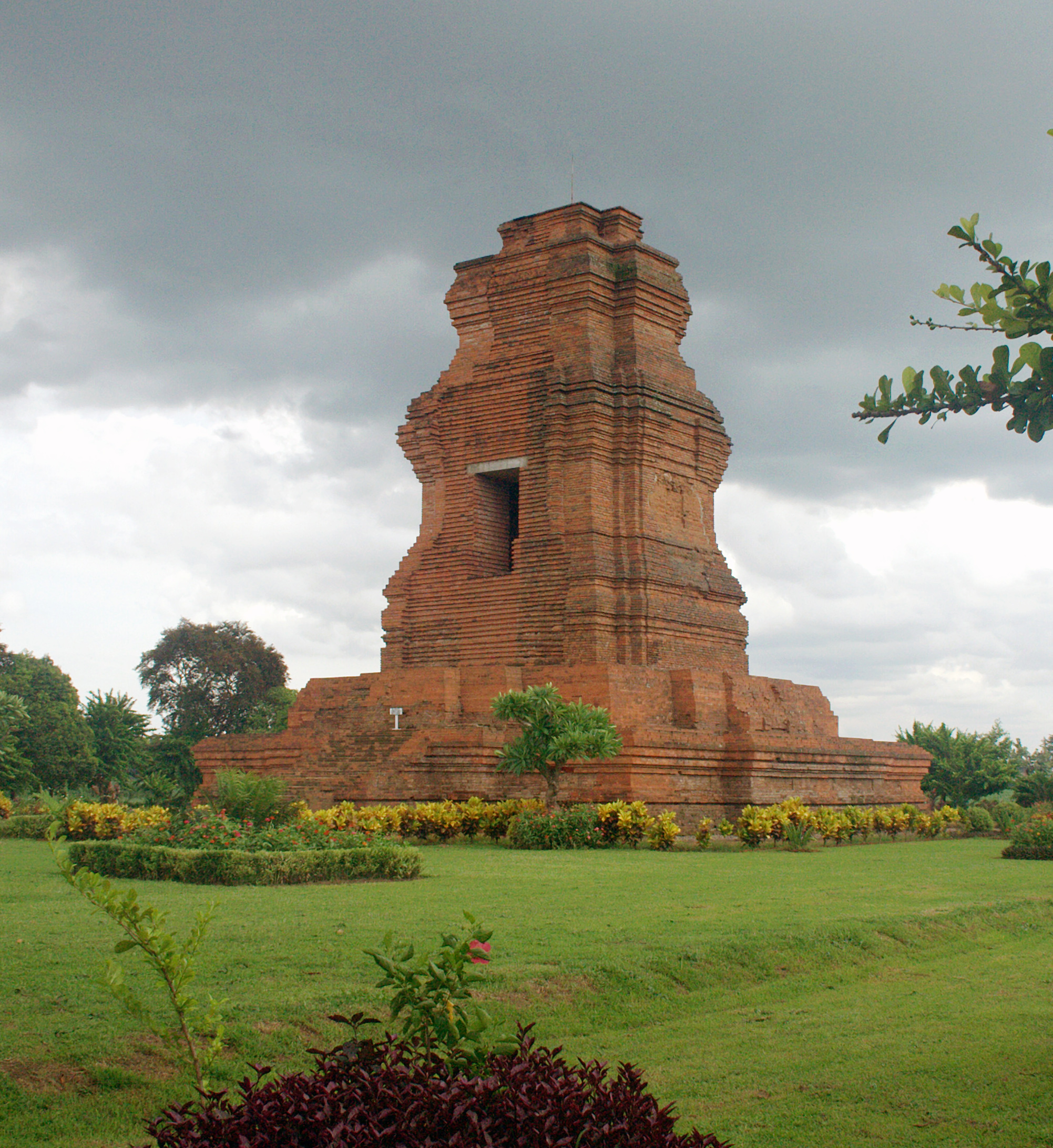
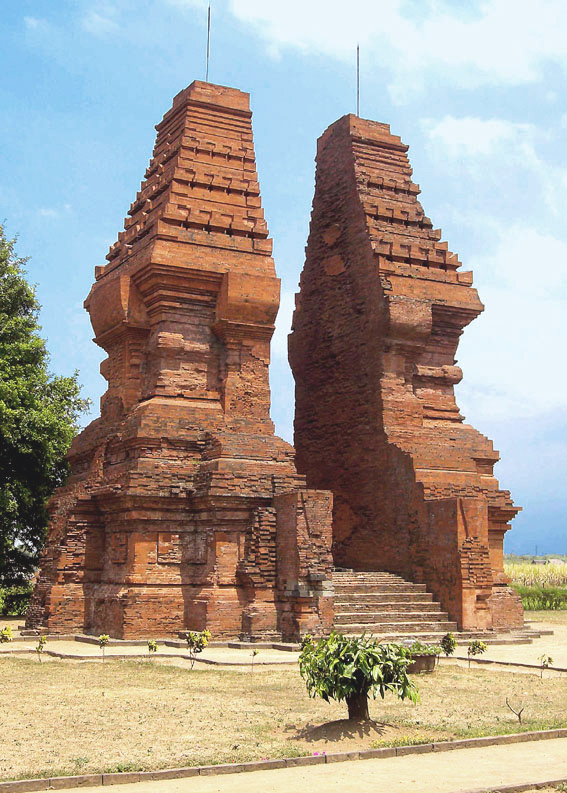
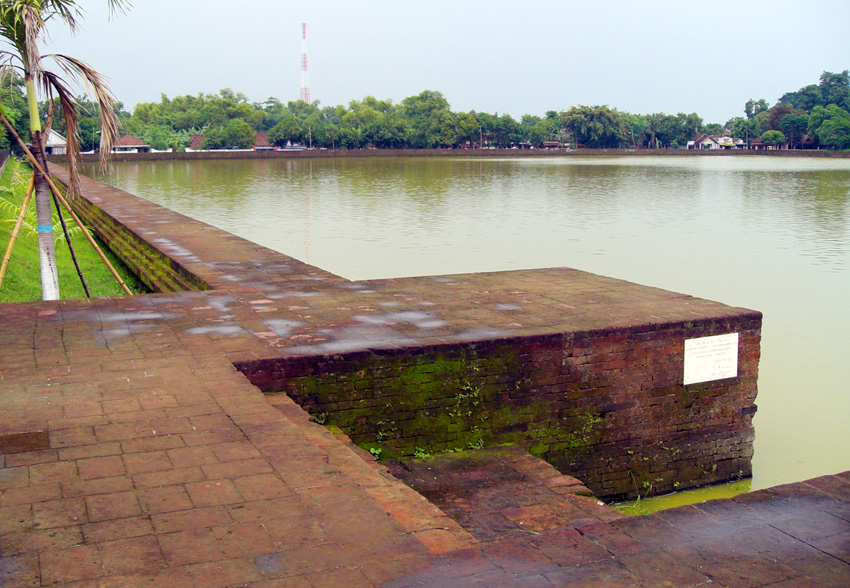

- Gapura Bajang Ratu
- Gapura Wringin Lawang

- Candi Tikus
- Candi Brahu
- Gapura Wringin Lawang [u]
- Kolam Segaran

[u] ^ Candi bentar (porta monumental) de Wringin Lawang.

### Bali

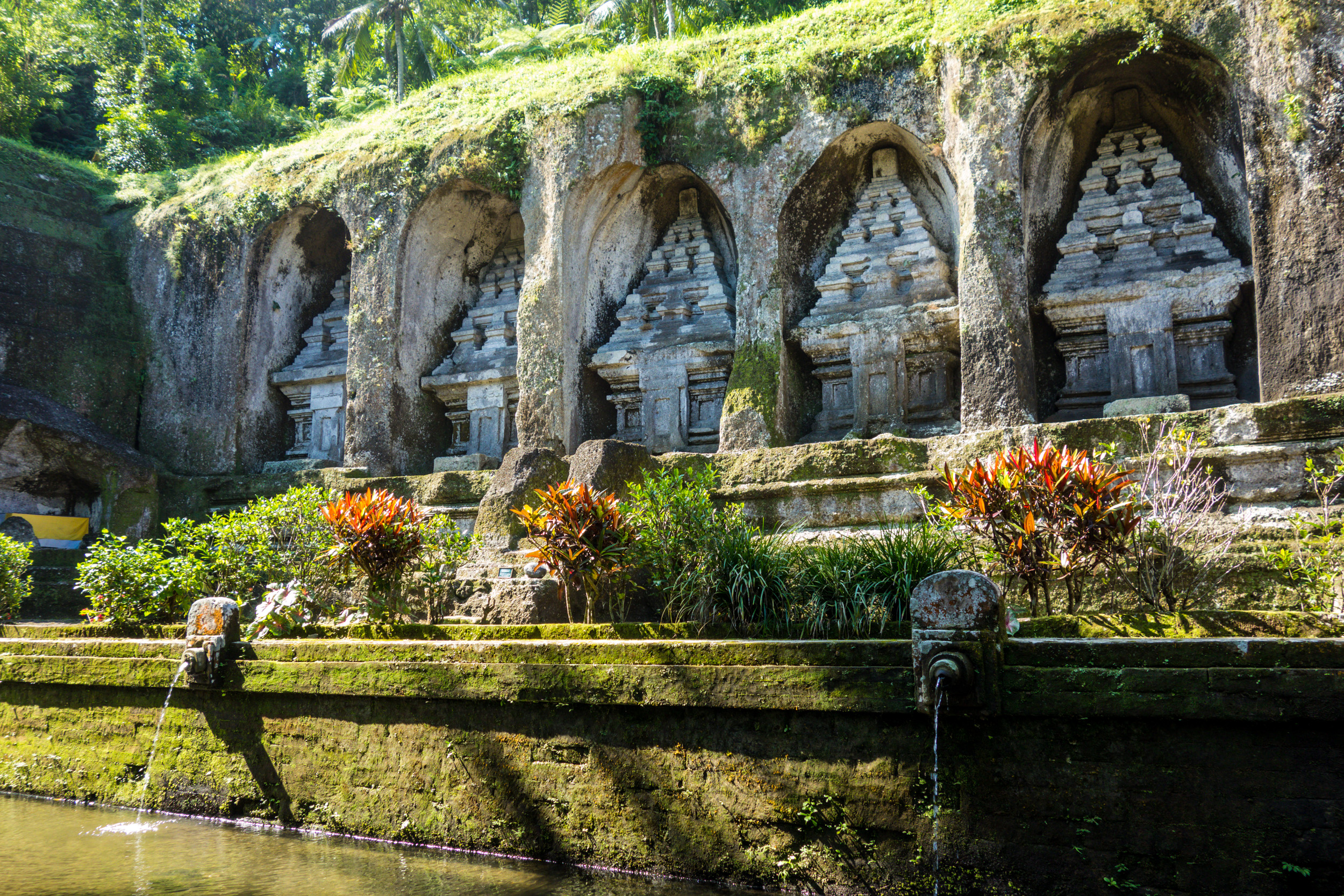
Gunung Kawi

- Gunung Kawi — Templo funerário hindu situado na aldeia de Sebatu, perto da cidade de Tampaksiring, regência de Gianyar. Datado de 989, é um dos complexos de templos mais mais antigos do Bali. É composto por cinco tempos escavados numa encosta rochosa, formando cavernas. Supõe-se que seja um monumento funerário dedicado ao rei Anak Wungsu, da Udayana e às suas esposas favoritas.
- Kalibukbuk — Um dos poucos templos budistas do Bali, situado na aldeia homónima da regência de Buleleng. Pensa-se que data do século VIII.

### Sumatra
- Muara Takus — Complexo budista que se pensa ter pertencido ao Império Serivijaia. O que dele resta data possivelmente do século XI ou XII. Situa-se na regência de Kampar, província de Riau.
- Biaro Bahal — Também conhecido como Candi Bahal e Candi Portibi, é um conjunto de templos budistas vajrayana construídos pelo Reino Panai [en], situado na aldeia homónima, regência de Padang Lawas, província de Sumatra Setentrional.
- Muaro Jambi — Complexo de templos budistas construído pelo Reino Malayu. Estima-se que os restos que sobreviveram datam dos séculos XI a XIII. Situa-se na regência de Muaro Jambi, província de Jambi.

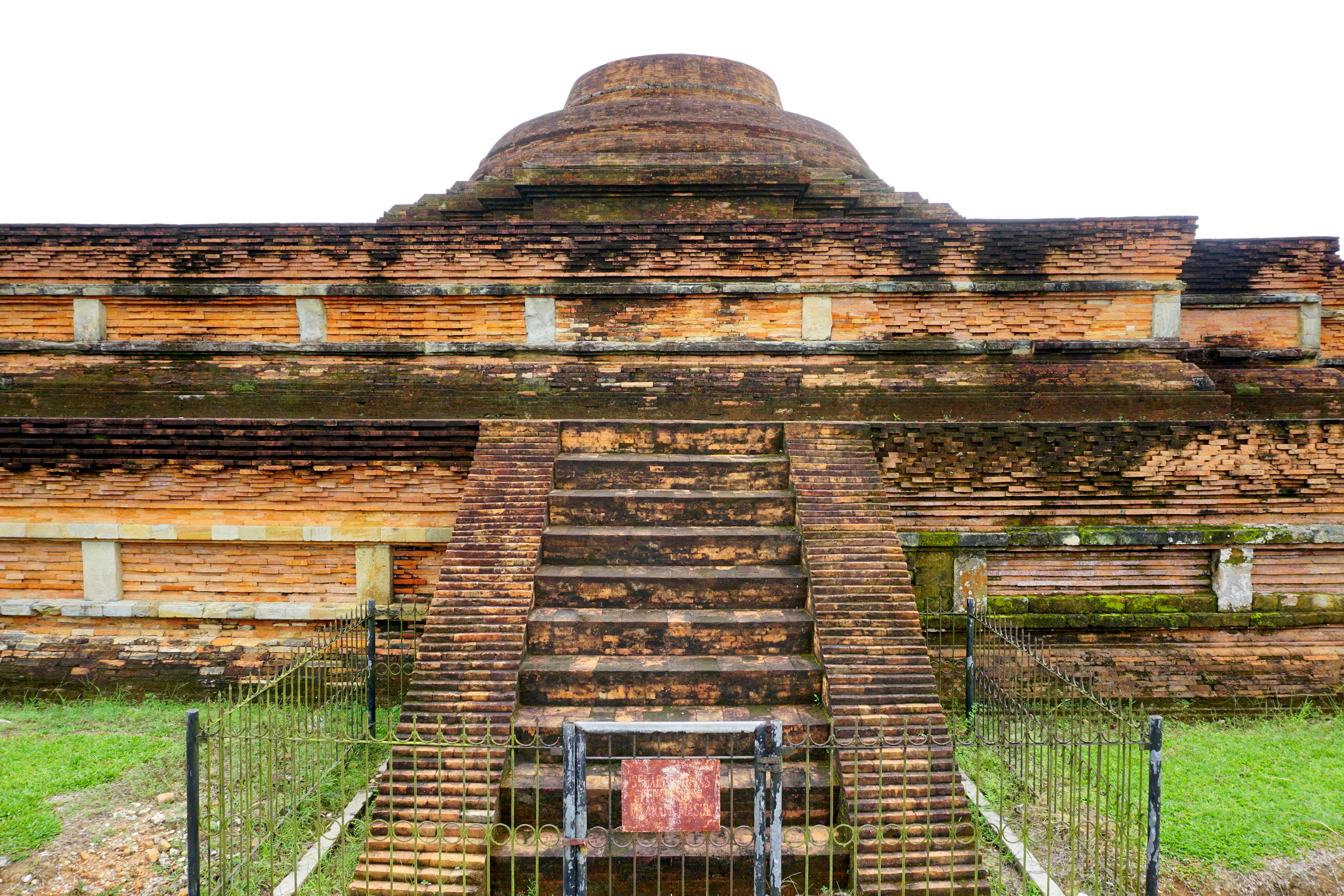
Candi Tua, Muara Takus
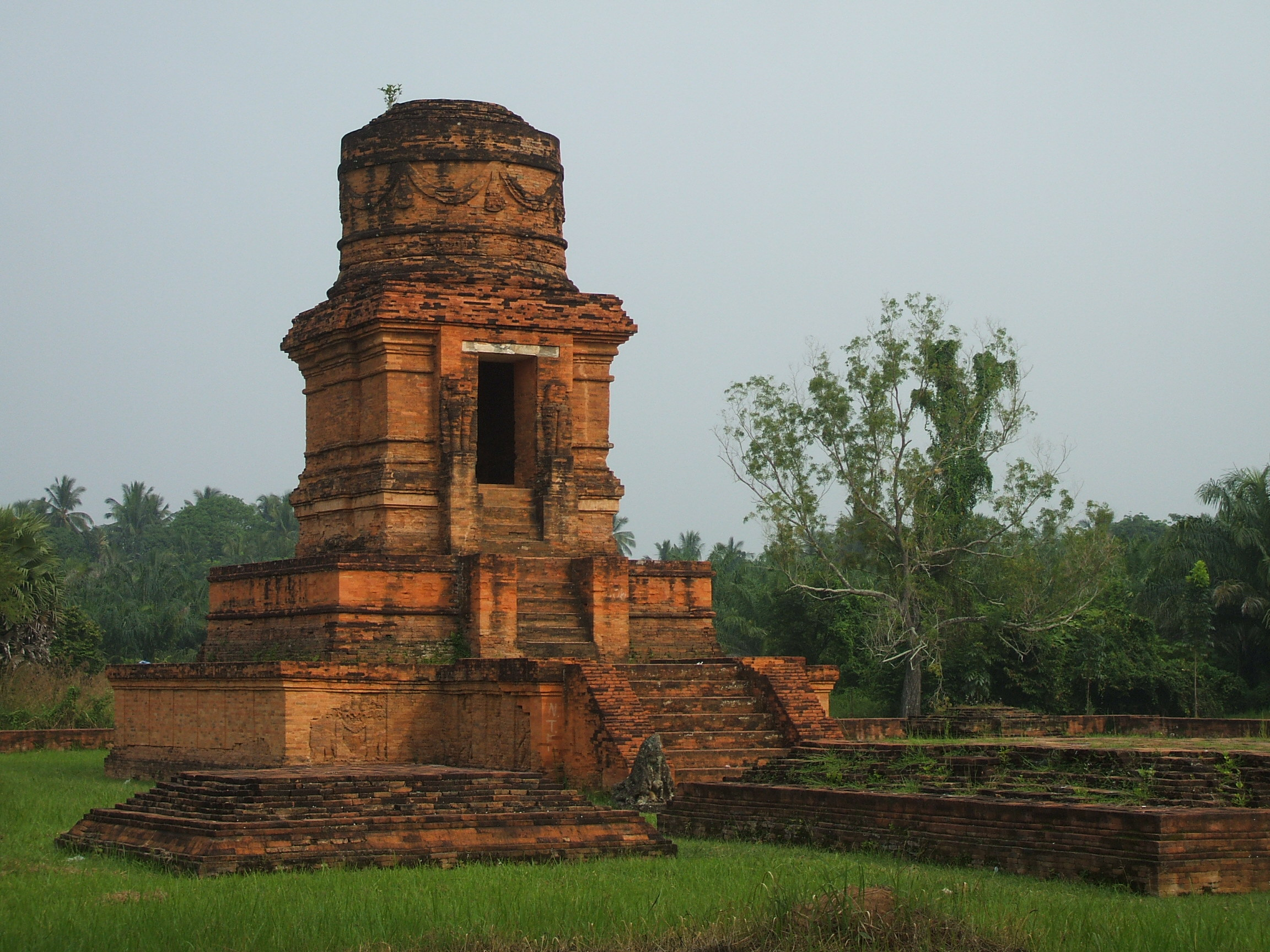
Biaro Bahal
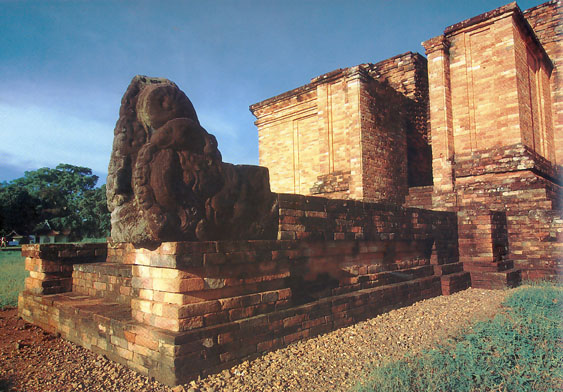
Candi Muaro Jambi

### Calimantã (Bornéu)
- Agung — Templo hindu situado na regência de Hulu Sungai Setentrional, província de Calimantã Meridional.
- Laras — Templo budista situado na regência de Tapin, província de Calimantã Meridional.